# Ngô Đình Diệm
Ngô Đình Diệm (chữ Hán: 吳廷琰; 3 tháng 1 năm 1901 – 2 tháng 11 năm 1963) là một chính khách người Việt Nam. Ông từng làm quan triều Nguyễn thời vua Bảo Đại, sau đó làm Thủ tướng cuối cùng của Quốc gia Việt Nam, rồi trở thành Tổng thống Đệ nhất Việt Nam Cộng hòa từ năm 1955 sau khi thành công trong việc phế truất Bảo Đại, cho đến khi bị lật đổ vào năm 1963. Ông cũng là lãnh tụ của Đảng Cần lao Nhân vị, đảng cầm quyền chính thức của miền Nam Việt Nam lúc bấy giờ.
Là một nhà lãnh đạo theo Công giáo La Mã, ông bị những người theo Phật giáo phản đối vì thực hiện các chính sách thiên vị Công giáo. Tháng 11 năm 1963, một loạt các vụ biểu tình bất bạo động của Phật tử đã gây ra những bất ổn xã hội nghiêm trọng, Ngô Đình Diệm cùng em trai của mình là Ngô Đình Nhu đã bị ám sát trong một cuộc đảo chính năm 1963 do các tướng lĩnh dưới quyền thực hiện, với sự hỗ trợ của Chính phủ Hoa Kỳ.
Ngô Đình Diệm là một nhân vật quan trọng trong thời kỳ chiến tranh Việt Nam và gây ra nhiều tranh cãi trong lịch sử. Một số sử gia coi ông là công cụ chống cộng trong tay người Mỹ, một số thì lại coi ông là độc tài và gia đình trị, trong khi đó một số sử gia khác coi ông là nhà chính trị mang nặng truyền thống phong kiến Việt Nam. Một số nghiên cứu gần đây cho rằng Ngô Đình Diệm là người tự cho rằng mình đang gánh vác một "Thiên mệnh", ông cũng có các kế hoạch riêng về nền chính trị ở miền Nam Việt Nam.

## Thời niên thiếu
Ngô Đình Diệm sinh ngày 3 tháng 1 năm 1901 tại làng Đại Phong Lộc (nay thuộc xã Phong Thủy) huyện Lệ Thủy, tỉnh Quảng Bình trong một gia đình quan lại có truyền thống theo đạo Công giáo lâu đời ở tại Việt Nam. Vào thế kỉ XVII, các nhà truyền giáo Bồ Đào Nha đã cải đạo cho dòng họ ông, nên tên thánh của ông là Gioan Baotixita (João Batista).
Cha ông là Ngô Đình Khả và mẹ ông là Phạm Thị Thân, quê quán ở làng Đại Phong xã Phong Thủy huyện Lệ Thủy, Quảng Bình. Ngô Đình Khả từng làm võ quan từ triều Đồng Khánh, theo Nguyễn Thân một người hợp tác với chính phủ Liên bang Đông Dương (thuộc Pháp) đàn áp các phong trào chống Pháp như nhóm Văn Thân của Ngự sử Phan Đình Phùng ở Nghệ An và Hà Tĩnh. Ông Khả từng làm tới Thượng thư triều đình nhà Nguyễn kiêm Phụ đạo Đại thần và cũng là cố vấn của vua Thành Thái.
Ngô Đình Diệm là người con thứ 4 trong gia đình 9 anh chị em: anh đầu là Ngô Đình Khôi (thứ nhất), chị Ngô Đình Thị Giao (thứ 2), Ngô Đình Thục (thứ 3), 5 người em là Ngô Đình Thị Hiệp (thứ 5, mẹ của Hồng y Phanxicô Xaviê Nguyễn Văn Thuận), Ngô Đình Thị Hoàng (thứ 6), Ngô Đình Nhu (thứ 7), Ngô Đình Cẩn (thứ 8), Ngô Đình Luyện (thứ 9). Ngô Đình Khôi làm Tổng đốc Quảng Nam, còn Ngô Đình Thục một thời làm tổng Giám mục.
Lúc thiếu thời, cha Ngô Đình Diệm tức Ngô Đình Khả theo Nho học, sau đó ông vào chủng viện học chương trình Pháp, rồi được gửi sang trường nhà dòng ở Penang, Malaysia để làm tu sinh, nhưng sau đó ông bỏ và làm quan trong triều Nhà Nguyễn. Năm 1905 ông thăng chức Tổng quan Cấm Thánh.
Là người mộ đạo, Ngô Đình Khả dẫn gia đình ông đi lễ mỗi buổi sáng. Năm 1907, thấy chính quyền bảo hộ Pháp phế bỏ và đày vua Thành Thái sang Phi Châu, ông Ngô Đình Khả xin từ quan về quê làm ruộng để tỏ sự bất mãn. Có thuyết khác cho rằng, vì ông Khả không chịu ký vào đơn yêu cầu Thành Thái thoái vị, nên bị chính quyền bảo hộ Pháp cách chức. Dù đã từ quan nhưng ông Ngô Đình Khả vẫn đủ sức để chu cấp cho các con ông ăn học.
Lúc nhỏ, Ngô Đình Diệm ngoài giúp cha làm ruộng còn cùng người anh Ngô Đình Thục vào học ở trường dòng Pellerin Huế. Cảm thấy cuộc sống ở trường dòng quá khắt khe, ông đã bỏ học tại trường dòng.
Năm 1913, lúc 12 tuổi, Ngô Đình Diệm thi vào trường Collège Quốc học, học chương trình tổng hợp bằng tiếng Việt và tiếng Pháp. Trưởng giáo (tức hiệu trưởng) trường là Ngô Đình Khả – cha ông.
Theo Moyar, tính cách độc lập quá mức của Ngô Đình Diệm không thích hợp với các khuôn phép trong nhà thờ. Ngoài ra, Ngô Đình Diệm còn thừa hưởng từ cha tinh thần chống thực dân Pháp xâm lược.
Từ lúc còn nhỏ, ông được quan đại thần Nguyễn Hữu Bài – bấy giờ là phụ chính trong triều dạy dỗ và coi như con đẻ do có mối quan hệ gần gũi, người anh của Ngô Đình Diệm là Ngô Đình Khôi kết hôn với con gái của Nguyễn Hữu Bài.
Tốt nghiệp trung học với thành tích học tập xuất sắc ở trường Collège Quốc học, Ngô Đình Diệm được trao học bổng đi học ở Paris. Nhưng ông đã từ chối. Năm 1918, ông nhập học Trường Hậu bổ (trường Hành chính công và Luật) ở Hà Nội, một trường danh tiếng của Pháp đào tạo công chức người Việt. Trong lúc học ở trường Hậu bổ, Ngô Đình Diệm yêu con gái của thầy dạy học và đây là mối tình duy nhất trong cuộc đời ông. Sau khi người con gái đó quyết định vào Nữ tu viện, Ngô Đình Diệm sống độc thân suốt phần đời còn lại. Theo Nhân Hưng, mối tình đầu của Ngô Đình Diệm là với tiểu thư Trang Đài, con gái út của quan Thượng thư họ Nguyễn ở An Cựu, Huế.
Năm 1921, Ngô Đình Diệm tốt nghiệp trường Hậu bổ.
Gia cảnh và giáo dục, đặc biệt là Công giáo và Nho giáo đã có ảnh hưởng đến cuộc đời và sự nghiệp của Ngô Đình Diệm, cụ thể lên suy nghĩ của ông về chính trị, xã hội, và lịch sử. Theo Miller, Ngô Đình Diệm "tỏ ra mộ đạo Thiên chúa giáo trong tất cả mọi việc, từ việc hành lễ thành kính cho đến thói quen trích dẫn Kinh thánh vào phát biểu của mình". Ngô Đình Diệm cũng quy định ngày sinh nhật Khổng Tử là ngày lễ quốc gia và "thích khoe khoang kiến thức của mình về văn thơ cổ điển Trung Quốc". Tuy nhiên, việc là tín đồ Công giáo và là một nhà Nho không có nghĩa là Ngô Đình Diệm bị mắc kẹt bởi những tầm nhìn tiền hiện đại.

## Làm quan triều Nguyễn

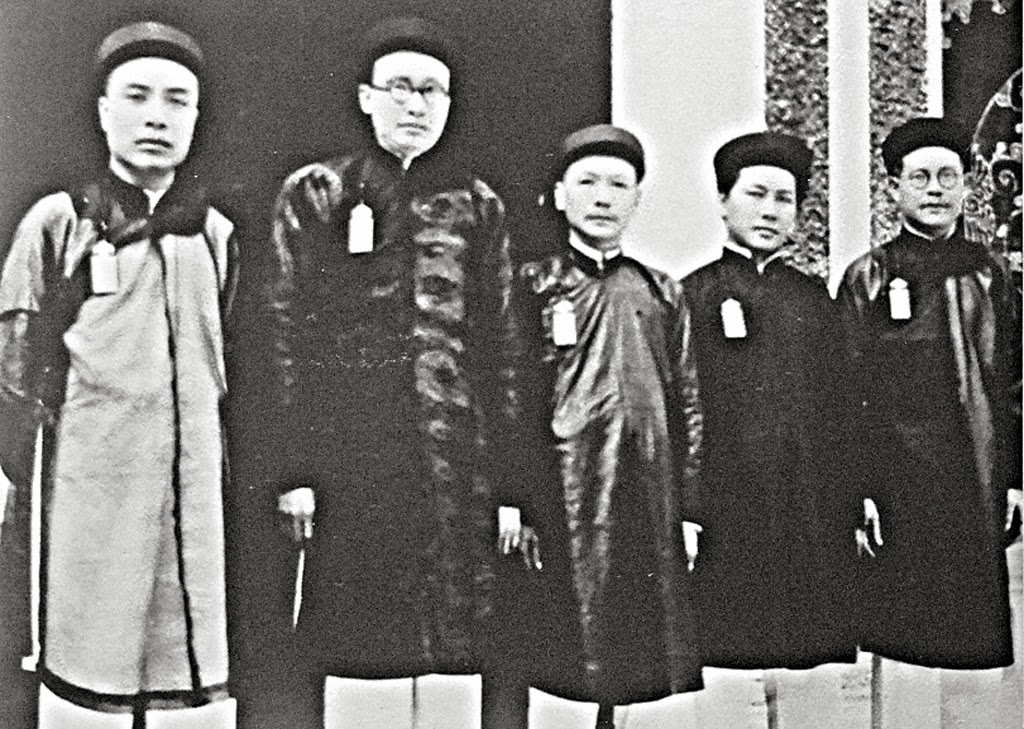
5 vị Thượng thư từ trái qua phải: Hồ Đắc Khải, Phạm Quỳnh, Thái Văn Toản, Ngô Đình Diệm, Bùi Bằng Đoàn

Sau khi tốt nghiệp trường Hậu bổ với vị trí đứng nhất lớp vào năm 1921, Ngô Đình Diệm nối bước anh cả Ngô Đình Khôi (lúc này đang làm việc trong Bộ Binh triều đình Huế) vào quan trường. Bắt đầu bằng chức quan thấp nhất, Ngô Đình Diệm từng bước được thăng chức. Nơi làm việc đầu tiên của ông là thư viện hoàng gia ở Huế. Trong cùng năm, ông làm tri huyện Hương Trà, Thừa Thiên Huế.
Năm 1923, ông được bổ nhiệm làm Tri huyện Hương Thủy, Quảng Điền, tỉnh Thừa Thiên.
Năm 1926, Ngô Đình Diệm làm tri phủ Hải Lăng, Quảng Trị, sau đó làm quản đạo phủ Ninh Thuận.
Trong suốt thời gian làm quan, Ngô Đình Diệm có tiếng là người mẫn cán, công chính, là người theo Công giáo và là người theo chủ nghĩa dân tộc. Ngoài ra, chủ nghĩa dân tộc Công giáo ở Việt Nam từ thập niên 1920 đến thập niên 1930 cũng tạo điều kiện cho sự thăng tiến trong quan trường của Ngô Đình Diệm. Sự thăng tiến nhanh chóng của Ngô Đình Diệm một phần nhờ vào mối quan hệ thân thiết với Thượng thư Bộ Lại Nguyễn Hữu Bài (anh trai ông, Ngô Đình Khôi, là con rể của ông Nguyễn Hữu Bài). Nguyễn Hữu Bài (1863 – 1935) là một người Công giáo ủng hộ việc bản địa hóa Nhà thờ Việt Nam và tăng quyền lực hành chính cho chế độ quân chủ. Nguyễn Hữu Bài được người Pháp đánh giá cao, trở thành người bảo trợ cho Ngô Đình Diệm do mối quan hệ chặt chẽ về gia đình cũng như tôn giáo.
Năm 1929, Ngô Đình Diệm được bổ nhiệm tỉnh trưởng tỉnh Bình Thuận. Vào các năm 1930 và 1931, Ngô Đình Diệm đã giúp người Pháp đàn áp cuộc nổi dậy Xô Viết Nghệ Tĩnh của nông dân do những người cộng sản tổ chức. Theo Fall, Ngô Đình Diệm vùi dập cách mạng vì ông không ủng hộ cách mạng. Ông cho rằng cách mạng không thể quét sạch người Pháp, nhưng có thể sẽ đe dọa nền cai trị của triều đình Huế.
Ngày 8 tháng 4, năm 1933, Bảo Đại (1913-1997) đã ban hành một đạo dụ cải tổ nội các, quyết định tự mình chấp chính và sắc phong thêm 5 thượng thư mới xuất thân từ giới học giả và hành chính là Phạm Quỳnh, Thái Văn Toản, Hồ Đắc Khải, Ngô Đình Diệm và Bùi Bằng Đoàn nhằm thay thế các thượng thư già yếu hoặc kém năng lực như Nguyễn Hữu Bài, Tôn Thất Đàn, Phạm Liệu, Võ Liêm, Vương Tứ Đại. Ngô Đình Diệm nhận lời Bảo Đại làm Thượng thư Bộ Lại (Bộ Nội vụ ngày nay) theo vận động hành lang của Nguyễn Hữu Bài. Ông là vị thượng thư trẻ tuổi nhất trong triều đình nhà Nguyễn lúc bấy giờ.
Thời gian này ông được bầu làm Tổng thư ký đứng đầu ủy ban cải cách hành chính. Ông đề xướng hai điểm cần tu chính với chính quyền bảo hộ Pháp: một là thống nhất Trung và Bắc Kỳ theo Hòa ước Giáp Thân 1884, hai là cho Viện Nhân dân Đại biểu Trung Kỳ được quyền tự do thảo luận các vấn đề kể cả chính trị. Việc thống nhất chủ yếu để buộc chính quyền Bảo hộ Pháp bãi bỏ khâm sứ Trung Kỳ và thống sứ Bắc Kỳ và thu về thành một viện tổng trú sứ (résident général) ở Huế mà thôi. Việc thứ hai là để canh tân lối cai trị cũ. Vì các đề xướng không được chấp nhận, ông từ chức Thượng thư Bộ Lại ngày 12 tháng 7 năm 1933, chỉ sau 3 tháng nhậm chức. Ngô Đình Diệm lên án Hoàng đế Bảo Đại "chẳng là gì mà chỉ là công cụ trong tay người Pháp", và đã vứt bỏ các huân chương, chức tước được Bảo Đại trao. Sau đó người Pháp đã dọa bắt và lưu đày Ngô Đình Diệm. Ngô Đình Diệm nổi cơn thịnh nộ và sinh lòng bất mãn vì ông Eugène Châtel, người vừa nhậm chức khâm sứ Trung Kỳ, đã cùng với Phạm Quỳnh, Tổng lý Ngự tiền văn phòng, muốn bãi bỏ quyền xử án của các hàng quan lại địa phương. Phan Bội Châu có bài thơ tặng Ngô Đình Diệm đăng trên báo Tiếng dân nhân việc ông này từ quan, trong đó có những câu.
Phơi tỏ cùng trời gan đỏ chói
Nhá nhem thây kệ mắt đen thui
Ví chăng kịp lúc làm vai vế
Sau ngựa Châu xin quất ngọn roi

## Hoạt động chính trị chống Pháp
Sau khi từ chức Thượng thư Bộ Lại, Ngô Đình Diệm trở về làm một thường dân sống ở Huế cùng gia đình ông, nhưng vẫn bị giám sát. Ông dành thời gian cho việc đọc sách, thiền định, đi lễ nhà thờ, làm vườn, đi săn, và chụp ảnh nghiệp dư. Ngoài ra, ông đẩy mạnh các hoạt động dân tộc chủ nghĩa qua việc gặp gỡ và giao lưu với các nhà lãnh đạo cách mạng Việt Nam, như Phan Bội Châu, một người bạn của ông. Phan Bội Châu là nhà hoạt động chống thực dân mà Ngô Đình Diệm kính trọng vì kiến thức Nho giáo uyên thâm của ông, và vì Phan Bội Châu lập luận rằng những lời dạy của Nho giáo có thể được áp dụng cho Việt Nam hiện đại.
Ngô Đình Diệm ngấm ngầm ủng hộ Hoàng thân Cường Để đang sống lưu vong tại Nhật nhằm thực hiện một cuộc cách mạng lật đổ chính quyền bảo hộ Pháp. Ông bị xem là quá khích giống như Nguyễn Hải Thần, Nguyễn Tường Tam. Năm 1933, ông vào Sài Gòn cùng với Nguyễn Phan Long, Lê Văn Kim,... tổ chức phong trào của trí thức Nam và Trung Kỳ vận động chính giới Pháp tại Paris bãi nhiệm Toàn quyền Đông Dương Pierre Pasquier. Việc không thành, ông bị Pasquier trục xuất khỏi Huế và chỉ định cư trú tại Quảng Bình. Tuy nhiên, sau cái chết của Pasquier năm 1934, viên toàn quyền mới Eugene René Robin đã bãi bỏ chỉ định của Pasquier. Ông vào Huế dạy tại trường Thiên Hựu (Providence) do anh ông là Ngô Đình Thục làm Giám học
Thời kỳ 1942-1944, Ngô Đình Diệm tham gia thành lập và lãnh đạo tổ chức Đại Việt Phục hưng Hội, dựa Nhật chống Pháp với thành phần nòng cốt là quan lại, linh mục, cảnh sát, và lính khố xanh bản xứ tại Trung Kỳ. Tháng 7 năm 1944, mật thám Pháp phá vỡ tổ chức này và vây bắt Ngô Đình Diệm ở tại phủ Cam. Trong thư gửi Toàn quyền Đông Dương, ông Thục kêu gọi Pháp ân xá cho em mình:
Nếu hoạt động của hai em tôi được chứng tỏ là có hại cho quyền lợi nước Pháp thì – với tư cách của một Giám mục, của một người An-nam, và với tư cách là người con của một gia đình mà thân phụ tôi đã phục vụ nước Pháp ngay từ khi Pháp mới đến An-nam, và đã nhiều lần đưa mạng sống cho nước Pháp trong các cuộc hành quân mà cha tôi cầm đầu, dưới quyền Nguyễn Thân, chống lại các kẻ nổi loạn do Phan Đình Phùng chỉ huy, tại Nghệ An và Hà Tĩnh – tôi, tự đáy lòng, không chấp nhận
...Có thể tôi lầm, tuy nhiên, thưa Đô Đốc, tôi xin thú thực là không tin – cho đến khi được chứng minh ngược lại – rằng các em tôi đã phản lại truyền thống của gia đình chúng tôi đến như thế, một gia đình đã tự mình gắn liền với nước Pháp từ lúc ban đầu, trong khi ông cha của những quan lại bây giờ hầu hết đều chống lại Pháp và chỉ quyết định thiên về Pháp khi thấy có lợi... Tôi nêu ra điều nầy khi xét thấy rằng thân phụ tôi là Ngô Đình Khả đã từng được vinh dự phục vụ nước Pháp dù sinh mạng bị hiểm nguy, và khi xét đến quá trình lâu dài của các em tôi, một quá trình được hình thành bằng lòng tận tụy vô bờ của các em tôi đối với nước Pháp, mà không sợ phải hy sinh mạng sống của mình cho nước Pháp.
Nhờ sự giúp đỡ của hiến binh Nhật, ông thoát nạn và về trú tại lãnh sự Nhật ở Huế. Sau vài ngày, người Nhật đưa Ngô Đình Diệm vào Đà Nẵng rồi dùng máy bay quân sự chở thẳng vào Sài Gòn trú tại trụ sở hiến binh của Nhật. Ông cũng được Việt Nam Phục quốc Đồng minh Hội do hoàng thân Cường Để lãnh đạo ủy nhiệm công việc vận động nhân sự ở Trung Kỳ để chống Pháp.
Tại Sài Gòn, ông đã tham gia thành lập Ủy ban Kiến quốc với mục tiêu phò tá hoàng thân Cường Để. Tuy nhiên Nhật không ủng hộ Cường Để về nước làm vua mà ủng hộ Bảo Đại lập chính quyền thân Nhật với quốc hiệu mới là Đế quốc Việt Nam. Bảo Đại đã từng mời ông làm thủ tướng trong chính quyền mới nhưng không thành mà thay vào đó là Trần Trọng Kim.

## Trong Chiến tranh Đông Dương

### Bị Việt Minh bắt
Sau khi Bảo Đại thoái vị ngày 25 tháng 8 năm 1945, Mặt trận Việt Minh giành chính quyền, Ngô Đình Diệm cùng với một số người thân trong gia đình bị Việt Minh bắt ở Tuy Hoà, Phú Yên ngoại trừ Ngô Đình Nhu và Ngô Đình Cẩn. Anh cả Ngô Đình Diệm là Ngô Đình Khôi cùng con trai mình là Ngô Đình Huân trên đường bị du kích giải ra Hà Nội thì bị lực lượng áp tải này xử bắn Nguyên do là trong Cách mạng tháng 8 năm 1945, Ngô Đình Khôi khuyên hoàng đế Bảo Đại đừng thoái vị vì ông đã tích trữ được một số vũ khí, lại có thêm Ngô Đình Huân giữ vai trò liên lạc giữa triều đình Huế và Đế quốc Nhật Bản, nên có người tố cáo cha con ông Khôi có âm mưu cấu kết với Nhật chống lại Việt Minh. Thời điểm đó, một đơn vị biệt kích Pháp nhảy dù xuống miền Tây Thừa Thiên nhưng bị dân quân Việt Minh bắt, tài liệu tịch thu được cho thấy nhóm này có nhiệm vụ liên lạc với các quan lại bản xứ (bao gồm Ngô Đình Khôi) để lập lại chủ quyền của Pháp ở Đông Dương nhưng việc chưa thành thì đã bị bắt, nên Ngô Đình Khôi bị xử bắn vì tội danh thông đồng với Pháp.
Ngô Đình Diệm bị giải ra Hà Nội. Sau đó Ngô Đình Nhu cũng bị Việt Minh bắt giam rồi được thả. Theo phim tài liệu Sứ mệnh đặc biệt của Đài Truyền hình Việt Nam nói về chuyến công tác phía nam của ông Hoàng Quốc Việt trong Cách mạng Tháng Tám, thì ông Hoàng Quốc Việt (sau khi nghe ông Hải, Bí thư Ban cán sự Đảng tỉnh Quảng Ngãi báo cáo đã bắt được Ngô Đình Diệm) đã thả ông Diệm theo chỉ thị của Hồ Chí Minh rằng các nhân sĩ trí thức phải được thả ra, và đưa ông Diệm ra Hà Nội gặp Hồ Chí Minh.
Ngô Đình Diệm bị giam tại tỉnh miền núi Tuyên Quang ít lâu rồi được trả tự do theo lệnh ân xá vào đầu năm 1946. Theo tài liệu của Mỹ, tại Hà Nội, Ngô Đình Diệm gặp Hồ Chí Minh. Ngô Đình Diệm hỏi chủ tịch Hồ Chí Minh lý do xử bắn anh của ông thì được Hồ Chí Minh giải thích rằng đó một hành động tự phát của du kích địa phương trong lúc đất nước đang rơi vào tình trạng hỗn loạn. Sau đó, cũng theo tài liệu của Mỹ, Hồ Chí Minh mời Ngô Đình Diệm giữ chức thủ tướng vì cho rằng ông có tài lãnh đạo. Ngô Đình Diệm trả lời rằng ông chỉ đồng ý lời mời đó với điều kiện ông được Việt Minh thông báo về tất cả mọi hành động và biết riêng mọi quyết định của họ. Chủ tịch Hồ Chí Minh từ chối yêu cầu này do đó Ngô Đình Diệm từ chối hợp tác với Hồ Chí Minh. Tuy nhiên, Hồ Chí Minh vẫn giao cho ông làm phụ tá của Bảo Đại, là cố vấn tối cao của Chính phủ.

### Hoạt động chính trị
Sau khi được Việt Minh phóng thích, Ngô Đình Diệm duy trì các mối liên lạc với một số lãnh đạo Việt Minh với hy vọng có thể thuyết phục họ bỏ Hồ Chí Minh và quay sang ủng hộ ông. Những cuộc trao đổi này khơi dậy những quan tâm đáng kể trong hàng ngũ lãnh đạo Việt Minh ở Nam Bộ trong năm 1947-1948. Nhiều quan chức Việt Minh ngưỡng mộ Ngô Đình Diệm và Ngô Đình Thục, thậm chí còn có tin đồn Ngô Đình Diệm đã lôi kéo được tướng Nguyễn Bình, chỉ huy quân sự cao nhất của Việt Minh ở Nam Bộ, đào ngũ (về sau tin đồn này được xác định là không đúng). Ông cũng tìm cách liên minh với các lãnh đạo các đảng phái khác. Giữa năm 1947, ông liên minh với Nguyễn Tôn Hoàn, một lãnh đạo Công giáo ở Nam Bộ và là thành viên sáng lập Đại Việt Quốc dân Đảng. Suốt mùa thu năm ấy, Ngô Đình Diệm và Nguyễn Tôn Hoàn cùng hợp tác để thuyết phục những người chống cộng tham gia một liên hiệp mới với tên gọi Việt Nam Quốc gia Liên hiệp, mục đích của Liên hiệp là vận động cho một phong trào chính trị mới được Bảo Đại hỗ trợ.
Tháng 2 năm 1948, Ngô Đình Diệm và các lãnh đạo phe quốc gia gặp nhau tại Sài Gòn để thảo ra một kế hoạch đàm phán với Pháp về vấn đề độc lập của Việt Nam. Năm 1948, khi cựu hoàng Bảo Đại sống lưu vong ở Hồng Kông đang điều đình với Pháp để ký hiệp định Pháp-Việt, Ngô Đình Diệm sang Hồng Kông thuyết phục Bảo Đại kiên định trong "vấn đề độc lập dân tộc". Ông cũng vận động các quan chức Pháp nhượng bộ thêm về phạm vi chủ quyền của Việt Nam. Sau đó khi Bảo Đại ký hiệp định với Pháp ở Hạ Long cho Việt Nam một nền độc lập hạn chế, Ngô Đình Diệm tỏ ra thất vọng. Ông từ chối lời mời làm Thủ tướng Quốc gia Việt Nam của Bảo Đại với lý do "không tin người Pháp, càng không tin vào nền độc lập nửa vời mà Pháp vẽ ra", và quay về Huế sống với Ngô Đình Cẩn và có thời gian Ngô Đình Diệm lên sống với vợ chồng Ngô Đình Nhu ở Đà Lạt.
Ngày 16 tháng 6 năm 1949, Ngô Đình Diệm cho đăng một tuyên bố hoàn toàn phủ nhận Hiệp ước Elysée bằng cách đòi hỏi quyền tự trị lãnh thổ cho Việt Nam. Đồng thời, ông cũng thông báo không có ý định hợp tác với Việt Minh và kêu gọi một phong trào chống thực dân mới dưới sự lãnh đạo của "những thành viên đã có những cống hiến xứng đáng cho Tổ quốc" và đặc biệt là "những người kháng chiến" với ý định thách thức Việt Minh bằng cách lôi kéo một số người muốn bỏ Việt Minh để ủng hộ ông. Ngô Đình Diệm cũng tuyên bố viễn kiến về một cuộc cách mạng xã hội ngang với những cương lĩnh chính trị từ các đối thủ của ông: "... nên biết rằng cuộc tranh đấu hiện tại không phải chỉ là một cuộc chiến đấu cho độc lập Tổ quốc về phương diện chính trị mà thôi, mà còn là một cách mạng xã hội để đem lại độc lập cho nông dân và thợ thuyền Việt Nam. Để cho tất cả mọi người trong nước Việt Nam mới có đủ phương tiện để sống xứng đáng với phẩm cách con người, con người tự do thực sự, tôi chủ trương những sự cải cách xã hội hết sức tân tiến và mạnh bạo, miễn là phẩm cách con người vẫn luôn luôn được tôn trọng và được tự do nẩy nở." Tuyên bố của ông được nhiều người đọc và được chú ý trên khắp Việt Nam, nhưng nó không thu hút được sự ủng hộ của quần chúng, cũng không gây tác hại gì cho "giải pháp Bảo Đại". Trên thực tế, hiệu quả của nó là chấm dứt sự kiên nhẫn của cả Pháp lẫn Việt Minh trong việc tìm cách lôi kéo ông khiến ông buộc phải cân nhắc những chiến lược khác và đi tìm những đồng minh mới.
Sau đó, ông cùng anh mình là Giám mục Ngô Đình Thục và người em Ngô Đình Nhu thành lập Đảng Xã hội Thiên Chúa giáo. Ngô Đình Diệm muốn xây dựng một phong trào mới có thể áp đảo cả Pháp và Việt Minh. Ông chọn một vị trí trung lập bề ngoài trong cuộc xung đột, cố gắng xây dựng và duy trì quan hệ với cả hai phía. Ngô Đình Diệm hy vọng có thể có thêm thời gian để mở rộng nhóm ủng hộ mình và gây thiệt hại cho cả hai đối thủ.
Năm 1950, Việt Minh cố gắng giết Ngô Đình Diệm trên đường ông đi thăm anh là Giám mục Ngô Đình Thục tại Vĩnh Long. Ông theo anh là Giám mục Ngô Đình Thục đi Vatican, rồi sau đó sang Nhật gặp hoàng thân Cường Để đang sống ở đây.

### Vận động chính trị tại Mỹ
Trong thời gian ở Nhật, ông gặp tướng Douglas MacArthur chỉ huy quân Mỹ tại Nhật để thuyết phục Mỹ ủng hộ nền độc lập của Việt Nam, nhưng tướng Douglas MacArthur tiếp kiến ông và Giám mục Ngô Đình Thục rất lạnh nhạt, không có biểu hiện gì cho thấy tướng Douglas MacArthur sẽ ủng hộ Việt Nam. Theo lời khuyên của Wesley Fishel, giáo sư chính trị Đại học Michigan, ông Diệm sang Hoa Kỳ để thuyết phục Tổng thống Mỹ Eisenhower ủng hộ Việt Nam độc lập. Tháng 9 năm 1950, Ngô Đình Diệm đến Washington gặp các viên chức Bộ Ngoại giao Mỹ nhưng ông không gây được ấn tượng với họ. Sau khi gặp, một quan chức Bộ Ngoại giao Mỹ nhận xét Ngô Đình Diệm "quan tâm ngang bằng nếu không nói là hơn... đến việc thực hiện các tham vọng cá nhân, thay vì giải quyết những vấn đề phức tạp mà đất nước của ông đang đối mặt ngày hôm nay". Tháng 10 năm 1950, Ngô Đình Diệm sang Vatican gặp Giáo hoàng rồi đến Paris gặp các quan chức Việt và Pháp đồng thời đề nghị Bảo Đại bổ nhiệm ông làm thủ tướng Quốc gia Việt Nam với điều kiện ông có đủ thẩm quyền để chỉ đạo các cơ quan hành chính tại Việt Nam nhưng Bảo Đại chỉ trả lời chung chung.
Thời gian hai năm kế tiếp Ngô Đình Diệm sang Mỹ phần lớn lưu trú tại các trường dòng Lakewood ở New Jersey và trường dòng Ossining ở New York. Ông dùng đủ mọi cách để tranh thủ sự ủng hộ của chính quyền Eisenhower nhưng cũng không thành công vì Mỹ đang bận tham chiến tại Triều Tiên và Mỹ không muốn làm mất lòng người Pháp. Đây cũng là thời kỳ Ngô Đình Diệm gặp Hồng y Spellman, người đồng ý làm trung gian để ông có cơ hội diện kiến với những nhân vật quan trọng trong chính quyền Hoa Kỳ. Qua trung gian của Hồng y Spellman, ông Diệm đã gặp gỡ và tranh thủ được tình cảm của dân biểu Walter H. Judd, Thượng nghị sĩ Mike Mansfield, nhất là Thượng nghị sĩ John F. Kennedy (Kennedy sau này trở thành Tổng thống Mỹ). Ngô Đình Diệm tìm kiếm sự hỗ trợ của người Mỹ cho những kế hoạch chính trị của ông cũng như thu hút những người Mỹ tin vào phát triển, hiện đại hoá và khả năng biến đổi Việt Nam dựa trên nền tảng công nghệ Mỹ. Đặc biệt, ông tìm cách khai thác những quan tâm chính thức mới (của Mỹ) trong việc "hỗ trợ kỹ thuật" cho nước ngoài. Cũng nhờ sự giới thiệu của Spellman và một vài nhân vật cấp cao của CIA, Ngô Đình Diệm vào ở ẩn ở các chủng viện lớn như Maryknoll, Lakewood rồi vào trường đại học Michigan tham gia một số khóa học. Có thể nói, người đã giúp đỡ ông Diệm rất nhiều khi ở Mỹ là Hồng y Spellman. Nhà sử học John Cooney đã viết:
"Tuy rằng không có mấy người biết điều này, Hồng y Spellman đã đóng một vai trò rất quan trọng trong việc tạo nên sự nghiệp chính trị của một người đã ở trong một Trường Dòng ở New York trước đây, vừa trở thành Thủ tướng của miền Nam Việt Nam: Ngô Đình Diệm. Ở Diệm, Spellman nhìn thấy những đặc điểm mà ông ta muốn có trong mọi chính khách: Công giáo nồng nhiệt và chống Cộng điên cuồng."
Nhờ sự giúp đỡ của Wesley Fishel, Ngô Đình Diệm làm cố vấn tại đại học Michigan. Ông và Fishel hợp tác soạn thảo một dự án trợ giúp kỹ thuật cho Việt Nam. Năm 1952, Fishel viết thư gửi US Mutual Security Agency (Cơ quan An ninh Hỗ tương Hoa Kỳ) cho rằng Việt Nam cần sự giúp đỡ trong nhiều lĩnh vực khác nhau như "khoa học cảnh sát", "vấn đề ngoại thương" và thậm chí "nghiên cứu về việc chọn theo các thể chế dân chủ". Sau năm 1954, các quan hệ cá nhân ông thiết lập được trong thời gian sống lưu vong sẽ giúp ông giành được sự ủng hộ chính thức của Hoa Kỳ dành cho cá nhân và chính phủ của ông nhưng vào tháng 5 năm 1953, những người bạn Mỹ của ông mới chỉ ủng hộ bằng những lời động viên và khích lệ tinh thần.
Trong thời gian sống tại Mỹ, thỉnh thoảng ông cũng sang các nước châu Âu nên có thêm kinh nghiệm hoạt động chính trị. Tháng 5 năm 1953, theo lời mời của một số chính khách Kitô giáo lưu vong theo chủ nghĩa dân tộc có khuynh hướng chống Cộng, Ngô Đình Diệm bay sang Pháp rồi sau đó qua Bỉ trú ngụ tại một tu viện lớn.
Năm 1954, Ngô Đình Diệm từ Bỉ trở lại Paris sống tại nhà ông Tôn Thất Cẩn (con trai của cụ Thân thần phụ chính Tôn Thất Hân). Tại đây, với sự yểm trợ của Ngô Đình Luyện, Diệm bắt đầu vận động trong giới chính khách Việt sống lưu vong.
Tại cuộc họp do Hội "American Friends of Vietnam", một tổ chức vận động ủng hộ Ngô Đình Diệm ở Washington D.C. ngày 1/6/1956, John F. Kennedy (về sau là Tổng thống Mỹ) tuyên bố: 
| “ | "Nếu chúng ta không phải là cha mẹ của nước Việt Nam bé nhỏ [chỉ Việt Nam Cộng hòa] thì chắc chắn chúng ta cũng là cha mẹ đỡ đầu của nó. Chúng ta chủ tọa việc nó ra đời, chúng ta viện trợ để nó sống, chúng ta giúp định hình tương lai của nó (...). Đó là con cái của chúng ta - chúng ta không thể bỏ rơi nó, chúng ta không thể không biết tới những nhu cầu của nó" | ” |

.

## Thủ tướng Quốc gia Việt Nam

### Trở thành Thủ tướng
Sau 4 năm Hiệp định Elysée được ký kết, lãnh đạo các đảng phái quốc gia đang mất hết kiên nhẫn với Bảo Đại và chiến lược giành độc lập từng bước trong Liên hiệp Pháp của Bảo Đại. Pháp rất ít khi nhượng bộ chủ nghĩa dân tộc tại Việt Nam. Quốc gia Việt Nam chỉ độc lập trên danh nghĩa. Đa số lãnh đạo phe quốc gia thất vọng với thủ tướng Nguyễn Văn Tâm, nổi tiếng thân Pháp và chuyên quyền. Họ cũng nổi giận vì quyết định đơn phương của Paris trong việc phá giá đồng bạc Đông Dương vào đầu tháng 5 năm 1953, vi phạm những thoả thuận trước đó với các quốc gia thuộc Liên hiệp Pháp, đồng thời làm gia tăng lạm phát và khó khăn ở Đông Dương. Lợi dụng tình thế này Ngô Đình Nhu khéo léo kích động sự bất mãn và gợi ý triệu tập Đại hội Đoàn kết các đảng phái quốc gia tại Sài Gòn vào đầu tháng 9, sau khi Bảo Đại rời Việt Nam đi Pháp. Đại hội Đoàn kết diễn ra ngày 5, 6 tháng 9 năm 1953 không xây dựng được liên minh nào và cũng không đưa ra lập trường chính trị chính thức nào. Tháng 10 năm 1953, các đảng phái quốc gia lại nhóm họp và phê chuẩn quyết định bác bỏ sự tham dự của Việt Nam vào Liên hiệp Pháp và ủng hộ việc độc lập hoàn toàn. Đứng trước sự bất mãn tăng cao của các lãnh đạo đảng phái, tôn giáo, Bảo Đại phải thân thiện hơn với Ngô Đình Diệm và cân nhắc lại khả năng bổ nhiệm ông vào chức thủ tướng. Ngày 26 tháng 10, Bảo Đại gặp Ngô Đình Diệm ở Cannes để thăm dò lòng trung thành của ông này với Bảo Đại và khả năng bổ nhiệm ông vào chức thủ tướng. Tháng 12, 1953, Bảo Đại cách chức Thủ tướng Nguyễn Văn Tâm và bổ nhiệm Nguyễn Phúc Bửu Lộc, một thành viên của hoàng tộc, làm thủ tướng. Đầu tháng 3 năm 1954, sau khi Bảo Đại chấp thuận trên nguyên tắc việc thành lập Quốc hội mới, Ngô Đình Nhu và những đồng minh của ông xuất bản một bài viết ở Sài Gòn thúc ép Bảo Đại nhượng bộ thêm.
Đầu năm 1954, trong khi Pháp đang gặp khó khăn tại trận Điện Biên Phủ, Bảo Đại liên tục nhờ người chuyển lời với ông Diệm đang ở Hoa Kỳ, yêu cầu ông trở về nước thành lập chính phủ mới. Ông Diệm tiếp tục từ chối lời mời của Bảo Đại với lý do không tin tưởng vào người Pháp. Sau khi thất bại tại Điện Biên Phủ, Pháp đàm phán hiệp ước trao trả hoàn toàn độc lập cho Việt Nam. Ngày 16/6/1954, Quốc trưởng Bảo Đại gặp Ngô Đình Diệm tại Pháp. Ông Diệm đồng ý trở về nước làm Thủ tướng theo lời mời của Bảo Đại với điều kiện Bảo Đại phải đồng ý để chính phủ do ông thành lập được toàn quyền về chính trị và quân sự. Bảo Đại đồng ý với yêu cầu này, sau đó ông Diệm về nước và chính thức được bổ nhiệm làm thủ tướng. Ngày 7/7/1954, Ngô Đình Diệm thành lập chính phủ mới với nội các gồm 18 người. Sau này Bảo Đại viết trong hồi ký của mình:
"Từ những gì tôi biết về ông, tôi biết rằng ông Diệm là một người khó tính. Tôi cũng biết về sự cuồng tín và xu hướng thiên về Thiên Chúa của ông. Nhưng, trong hoàn cảnh hiện tại, không có một lựa chọn nào tốt hơn. Ông được người Mỹ biết đến, và họ đánh giá cao tính không khoan nhượng của ông. Trong mắt họ, ông là người xứng đáng với chức vụ đó nhất, và Washington sẽ không dè xẻn trong việc ủng hộ ông. Bởi vì quá khứ [của ông Diệm] và bởi vì sự hiện diện của người em ông ở vị trí hàng đầu của "Phong trào Công đoàn Quốc gia", ông sẽ có được sự cộng tác của những người quốc gia thế lực nhất, những người đã hạ bệ ông Tâm và ông Bửu-Lộc. Cuối cùng, cũng vì tính không khoan nhượng và sự cuồng tín của mình, ông là người ta có thể trông cậy được trong việc chống lại chủ nghĩa cộng sản. Đúng, ông chính là người cần thiết cho hoàn cảnh như vậy."
Các sử gia vẫn chưa tìm ra được một tài liệu hoặc bằng chứng nào cho thấy Hoa Kỳ đã bí mật đưa Ngô Đình Diệm vào chức vụ thủ tướng năm 1954. Vào tháng 5 năm 1954, Bảo Đại hầu như không còn lựa chọn nào khác ngoài việc giao cho Ngô Đình Diệm chức thủ tướng với những điều kiện mà Ngô Đình Diệm đã đòi hỏi từ lâu: Quốc gia Việt Nam phải có toàn quyền trong mọi khía cạnh hành chính, quân sự và kinh tế.
Trong thời kỳ đầu làm thủ tướng Quốc gia Việt Nam, thực tế ông không có quyền lực đối với các lực lượng quân đội, cảnh sát với những người đứng đầu là Nguyễn Văn Hinh và Lê Văn Viễn. Hai lực lượng này liên minh với nhau nhằm chống lại chính phủ trung ương, trong khi thủ tướng cũng không kiểm soát được bộ máy quan chức dân sự vì các viên chức Pháp đang còn nhiều, nắm giữ các vị trí then chốt. Nền tài chính vẫn do ngân hàng Đông Dương mà phía sau là chính phủ Pháp quản lý. Thực tế trong giai đoạn đầu cầm quyền thủ tướng ông không có nhiều quyền hành.

### Được Mỹ ủng hộ
Mỹ cho rằng Hiệp định Genève, 1954 là một tai họa đối với "thế giới tự do" vì nó trao cho Trung Hoa cộng sản và Việt Nam Dân chủ Cộng hòa căn cứ để khai thác tại Đông Nam Á. Mỹ muốn ngăn chặn điều này bằng cách ký kết Hiệp ước SEATO ngày 8 tháng 9 năm 1954 và mong muốn biến miền Nam Việt Nam thành một pháo đài chống cộng. Để làm được điều này Mỹ cần sự ủng hộ của Quốc gia Việt Nam. Kế hoạch của Mỹ là viện trợ cho chính phủ Ngô Đình Diệm để giúp miền Nam Việt Nam hoàn toàn độc lập với Pháp (đó là cách duy nhất để lôi kéo những người dân tộc chủ nghĩa rời xa Việt Minh và ủng hộ Quốc gia Việt Nam); Mỹ cũng thúc đẩy Ngô Đình Diệm thành lập một chính quyền đoàn kết quốc gia đại diện cho những xu hướng chính trị chính tại Việt Nam, ổn định miền Nam Việt Nam, bầu ra Quốc hội, soạn thảo Hiến pháp rồi sau đó phế truất Quốc trưởng Bảo Đại một cách hợp pháp; cuối cùng do Ngô Đình Diệm là một người quốc gia không có liên hệ gì trong quá khứ với Việt Minh và Pháp do đó miền Nam Việt Nam sẽ trở nên chống Cộng mạnh mẽ. Công thức này đòi hỏi một sự hợp tác từ cả Pháp và Mỹ để hỗ trợ Ngô Đình Diệm. Tuy nhiên, Pháp không có thiện cảm với Ngô Đình Diệm, Ngoại trưởng Pháp Edgar Faure (sau này là thủ tướng Pháp) cho rằng Diệm "không chỉ không có khả năng mà còn bị điên"... Pháp không thể chấp nhận rủi ro với ông ta", hơn nữa Pháp đang bị chia rẽ chính trị nội bộ và gặp khó khăn tại Algérie nên rất miễn cưỡng trong việc giúp đỡ Quốc gia Việt Nam do đó Mỹ đã tiến hành kế hoạch một mình mà không có Pháp trợ giúp.
Thủ tướng Pháp Edgar Faure còn đe dọa rút hết quân đội Pháp ra khỏi Đông Dương vào cơ hội sớm nhất, gây thêm xáo trộn. Tổng Tham mưu Hoa Kỳ thì cho rằng: "Chính phủ Diệm có khả năng lớn nhất để ổn định nội bộ, một điều cần thiết cho an ninh Việt Nam. Bởi vậy, việc Pháp rút lui tuy tuy rằng sẽ làm cho Miền Nam kém ổn định, nhưng rồi các biện pháp của Mỹ trong khuôn khổ SEATO sẽ giúp cho Miền Nam được an toàn, không kém gì sự có mặt tiếp tục của quân đội Pháp." Ủy ban Kế Hoạch của Hội đồng An Ninh Quốc gia bình luận thêm "Việc Pháp rút lui lại giúp cho Hoa Kỳ hết bị dính vào dấu vết của thực dân ('taint of colonialism') và chấm dứt khả năng nguy hiểm là Pháp sẽ làm một sự đổi chác với Việt Minh."
Sau những cuộc tiếp xúc với các lãnh đạo Việt Nam Dân chủ Cộng hòa, một số chính trị gia Pháp cho rằng Quốc gia Việt Nam đã suy yếu và biện pháp duy nhất có thể cứu vãn tình thế là hợp tác với Việt Minh và lôi kéo họ khỏi sự ràng buộc với khối cộng sản với hy vọng tạo ra một Việt Minh theo kiểu Tito có thể cộng tác với Pháp và thậm chí có khả năng tham gia khối Liên hiệp Pháp. Điều này làm Mỹ lo sợ. Ngày 23/10/1954, tổng thống Hoa Kỳ - Eisenhower gửi công hàm chính thức cho Thủ tướng Ngô Đình Diệm cho biết từ đây chính phủ Quốc gia Việt Nam sẽ nhận viện trợ trực tiếp của chính phủ Hoa Kỳ chứ không qua nhà đương cục Pháp như trước.

### Xung đột với Pháp
Ngô Đình Diệm muốn miền Nam Việt Nam hoàn toàn độc lập, không phụ thuộc Pháp lẫn Bảo Đại. Ông cho rằng Pháp đã thất bại trong cuộc chiến chống lại người cộng sản cũng như những người theo chủ nghĩa dân tộc tại Việt Nam. Chế độ thuộc địa đã chấm dứt và những lời hứa hẹn của Pháp về nền độc lập của Việt Nam đã bị phá vỡ. Theo ông cơ hội duy nhất cho chính phủ quốc gia Việt Nam đứng vững được là phải thoát khỏi những ảnh hưởng còn sót lại của Pháp, và ông quyết định phải thực hiện mục tiêu đó. Quan điểm của Ngô Đình Diệm là "Muốn thuyết phục được nhân dân Việt Nam là chính quyền này độc lập thì cần thiết về mặt chính trị phải tỏ ra là chống thực dân và đặc biệt là chống Pháp". Chỉ sau vài tháng nắm quyền thủ tướng, tháng 12 năm 1954 ông bãi bỏ quyền phát hành giấy bạc của Ngân hàng Đông Dương (một cơ quan do Pháp thành lập), từ nay giấy bạc lưu hành trên lãnh thổ miền Nam sẽ do Ngân hàng Quốc gia Việt Nam mới thành lập phát hành và cục hối đoái giao cho chính phủ Quốc gia Việt Nam quản lý. Tiếp đó ông yêu cầu chính phủ Pháp trong vòng năm tháng thực hiện chuyển giao cho Quốc gia Việt Nam mọi công tác của Quân đội Quốc gia Việt Nam còn phụ thuộc vào bộ chỉ huy Liên hiệp Pháp.
Phản ứng lại hành động của Thủ tướng Ngô Đình Diệm đang từng bước loại bỏ ảnh hưởng của Pháp tại Việt Nam, Pháp muốn duy trì ảnh hưởng tại miền Nam nhưng lại gặp phải một Thủ tướng có tinh thần dân tộc nên họ tìm mọi cách loại bỏ để thay thế bằng một người lãnh đạo thân Pháp. Thông qua một số nhân vật ngoại giao như đại sứ Mỹ Donald R. Heath tại Sài Gòn, đại sứ Mỹ Douglas Dillon tại Paris, Pháp tìm cách thuyết phục Mỹ đồng ý loại trừ ông Diệm bằng cách chỉ trích ông thiếu năng lực và không có khả năng đại diện nhân dân vì không có được sự cộng tác và ủng hộ của các phe phái tại Miền Nam do đó không có khả năng thắng trong cuộc Tổng tuyển cử dự tính được tổ chức năm 1956. Tài liệu mật số 1691/5 (ngày 15 tháng 4 năm 1955) của Bộ Quốc phòng Mỹ ghi nhận Pháp muốn giữ vai trò lịch sử lâu dài của mình tại Việt Nam và bảo vệ những đầu tư kinh tế, tài chính của Pháp tại đây.
Lúc đó, Quốc trưởng Bảo Đại vẫn còn ở Cannes, quân đội Việt Nam còn nằm trong Liên Hiệp Pháp, và Tổng Tham mưu Trưởng quân đội, tướng Nguyễn Văn Hinh (con trai cựu thủ tướng Nguyễn Văn Tâm, người nổi tiếng thân Pháp) là một sĩ quan cũ trong Không quân Pháp, có vợ là người Pháp. Cảnh sát do lực lượng Bình Xuyên nắm giữ (thủ lĩnh là tướng Lê Văn Viễn), ngay cả lực lượng an ninh văn phòng phủ Thủ tướng Ngô Đình Diệm cũng do cảnh sát gửi đến. Chính vì thế Pháp tìm cách loại trừ Ngô Đình Diệm hoặc bằng một cuộc đảo chính, hoặc bằng cách thuyết phục Bảo Đại cách chức ông Diệm và bất hợp tác với Mỹ trong việc huấn luyện quân đội Quốc gia Việt Nam. Pháp tổ chức một cuộc họp chính trị có sự tham dự của tướng Nguyễn Văn Hinh, lãnh đạo các giáo phái, một số quan chức Pháp và đại sứ Mỹ Donald R. Heath tại Sài Gòn để đề nghị mọi người đồng ý thay thế chính phủ Diệm.
Tướng Nguyễn Văn Hinh có tham vọng làm Thủ tướng Quốc gia Việt Nam bắt đầu công khai chống lại Thủ tướng Diệm và còn khoe "Tôi chỉ cần nhấc cái ống điện thoại lên là có thể dẹp được Diệm rồi.". Ngô Đình Diệm đối phó bằng cách ra lệnh cho Tướng Nguyễn Văn Hinh đi nghỉ để nghiên cứu trong sáu tuần và phải xuất ngoại trong 24 giờ. Tướng Nguyễn Văn Hinh bất tuân thượng lệnh. Một tuần sau, ông cho phổ biến tuyên bố về việc ông không tuân lệnh ông Diệm và một điện tín ông đã gửi thẳng cho Quốc trưởng Bảo Đại yêu cầu can thiệp. Cùng ngày, Ngô Đình Diệm tuyên bố tướng Hinh nổi loạn. Tướng Hinh cho xe thiết giáp bảo vệ tư dinh của mình, đồng thời phái một lực lượng bao vây Dinh Độc Lập. Trong thời gian 6 tuần tiếp theo, tình hình đi tới chỗ bế tắc. Ngày 20 tháng 9 năm 1954, 15 bộ Trưởng trong nội các Ngô Đình Diệm đồng loạt từ chức. Quân đội dưới quyền tướng Nguyễn Văn Hinh cũng đã sẵn sàng chờ lệnh để tấn công.
Trước tình thế đó, Bộ Ngoại giao Hoa Kỳ gửi công điện cho Đại sứ Donald R. Heath và tướng John W. O'Daniel chỉ thị phải "nói không úp mở (với Pháp và Tướng Hinh) rằng Hoa Kỳ sẽ không dự trù hoặc triển hạn những viện trợ lâu dài cho quân đội Việt Nam nếu còn một chút nghi ngờ gì về sự trung thành của vị tổng tham mưu trưởng và các sĩ quan cao cấp."
Cố vấn quân sự Mỹ là Edward Lansdale, người chịu trách nhiệm hỗ trợ chính phủ Ngô Đình Diệm, đàm phán với tướng Trình Minh Thế về việc sử dụng lực lượng vũ trang của ông ta để hỗ trợ cho Thủ tướng Ngô Đình Diệm và Quân đội Việt Nam Cộng hòa.
Sau khi Ngô Đình Nhu và Edward Lansdale phát hiện được âm mưu đảo chính của tướng Nguyễn Văn Hinh, Edward Lansdale đã mua chuộc được các sĩ quan cấp dưới của tướng Nguyễn Văn Hinh đi nghỉ mát. Thiếu những thuộc hạ cốt cán này, cuộc đảo chính đã không thể tiến hành được.
Ngô Đình Diệm đã buộc tướng Nguyễn Văn Hinh từ chức, giao quyền lại cho tướng Nguyễn Văn Vỹ. Nguyễn Văn Hinh chạy đến Paris vào ngày 13 tháng 11 năm 1954. Ngô Đình Diệm đồng thời cương quyết từ chối cho thủ lĩnh Lực lượng Bình Xuyên là tướng Bảy Viễn (tức Lê Văn Viễn) tham gia chính quyền dù Bảy Viễn đe dọa "tắm máu" Sài Gòn nếu yêu cầu của mình không được đáp ứng.
Tháng 12 năm 1955, Thủ tướng Ngô Đình Diệm xóa bỏ tất cả các hiệp ước kinh tế, tài chính ký kết với Pháp trước đó, yêu cầu Pháp hủy bỏ Hiệp định Geneve và cắt đứt quan hệ ngoại giao với Việt Nam Dân chủ Cộng hòa. Sau đó Ngô Đình Diệm rút đại diện của Quốc gia Việt Nam ra khỏi Liên hiệp Pháp. Ngày 22 tháng 3 năm 1956, Pháp thỏa thuận với Quốc gia Việt Nam rút toàn bộ quân đội Pháp ra khỏi Việt Nam. Ngày 26 tháng 4 năm 1956, Pháp giải thể Bộ chỉ huy quân sự Pháp tại Sài Gòn.

### Xung đột với Quốc trưởng Bảo Đại
Ngoài ra Thủ tướng Ngô Đình Diệm trực tiếp đối đầu với Quốc trưởng Bảo Đại khi ông thông qua Dụ số 21 ngày 11 tháng 3 năm 1955 chính thức sáp nhập vùng đất Hoàng triều Cương thổ lại vào Trung phần chấm dứt đặc quyền của người Pháp và Cựu hoàng Bảo Đại trên vùng Tây Nguyên và danh xưng Cao nguyên Trung phần được dùng lại. Ông còn tổ chức những chiến dịch tuyên truyền chống lại Quốc trưởng Bảo Đại.
Quốc trưởng Bảo Đại thấy không điều khiển được Ngô Đình Diệm nên cũng tán thành theo người Pháp, gây áp lực đòi Mỹ rút lại mọi ủng hộ cho chính phủ Ngô Đình Diệm và gây sức ép buộc ông ta phải từ chức. Bảo Đại muốn đưa Nguyễn Văn Xuân lên làm Thủ tướng, hoặc Phó thủ tướng, Nguyễn Văn Hinh làm Tổng Tham mưu trưởng còn tướng Bình Xuyên Bảy Viễn làm Bộ trưởng Bộ Nội vụ. Các giáo phái lớn tại miền Nam quyết định không hoàn toàn ủng hộ bên nào.
Ngày 18 tháng 10 năm 1955, Quốc trưởng Bảo Đại ra thông cáo từ văn phòng của ông ở Paris tuyên bố cách chức Thủ tướng Quốc gia Việt Nam Ngô Đình Diệm với lý do "việc dùng các biện pháp công an trị và chế độ độc tài cá nhân phải kết thúc, tôi không thể tiếp tục để tên tuổi và quyền lực của mình vào tay một người sẽ khiến cả nước rơi vào đổ nát, đói kém và chiến tranh.". Tuy nhiên Ngô Đình Diệm đã chặn được thông điệp này khiến nó không đến được với dân chúng.

### Âm mưu thay thế Ngô Đình Diệm của Mỹ
Sau đó, Tổng thống Mỹ Eisenhower cử ông Joseph Lawton Collins thay thế Donald R. Heath làm đại sứ tại Việt Nam. Tướng Pháp Paul Ély thuyết phục Collins chống Ngô Đình Diệm. Collins chỉ trích Ngô Đình Diệm yếu kém và đề nghị Mỹ tìm cách thay thế Ngô Đình Diệm. Collins quay về Mỹ vài lần, thuyết phục chính phủ Mỹ gây sức ép buộc Ngô Đình Diệm từ chức. Thời điểm này, chính phủ của Ngô Đình Diệm cũng như bản thân ông tồn tại được thực chất là nhờ những tác động hết sức cần thiết của những người bạn là dân biểu và thượng nghị sĩ Mỹ mà ông đã tranh thủ được khi sang Mỹ vận động vào năm 1950. Khi Collins yêu cầu Washington phải thay thế Ngô Đình Diệm, Ngoại trưởng Hoa Kỳ Dulles tham vấn Thượng nghị sĩ Mike Mansfield. Thượng nghị sĩ Mike Mansfield khen ngợi Ngô Đình Diệm hết lời nên Ngoại trưởng Dulles chỉ thị Collins tiếp tục ủng hộ ông Diệm.
Khi Collins trở về Mỹ, ngày 22 tháng 4 năm 1955, ông dùng bữa trưa với Tổng thống Eisenhower. Sau đó ông gặp Ngoại trưởng Dulles cùng với các đại diện Bộ Quốc phòng và Trung ương Tình báo để thuyết phục các quan chức Mỹ khác đồng ý thay thế Ngô Đình Diệm và phải có kế hoạch hành động ngay tức khắc. Collins đề nghị ông Phan Huy Quát thay thế Ngô Đình Diệm. Ngày 27 tháng 4 năm 1955, Ngoại trưởng Mỹ Dulles gửi điện cho Collins rằng "Tướng Collins và Ely phải thông báo cho ông Diệm biết rằng vì lý do ông không thành lập được một chính phủ liên hiệp có cơ sở rộng rãi và ông bị người Việt chống đối, chính phủ Hoa Kỳ và Pháp không còn đủ tư thế để ngăn ngừa việc ông phải từ chức. Những đức tính yêu nước của ông vẫn có giá trị tiềm năng lớn đối với Việt Nam, và chúng ta hy vọng rằng ông sẽ hợp tác với bất kỳ chính phủ mới nào được chỉ định..."
Mật điện này lọt ra ngoài, Thủ tướng Diệm biết được nên đã ra lệnh tấn công quân Bình Xuyên trong lúc ông Collins còn đang trên đường về Sài Gòn, điều này khiến Mỹ không thể hỗ trợ lực lượng nào tại Việt Nam gây sức ép buộc Diệm từ chức. Sau đó Bộ ngoại giao Mỹ tiếp tục sẵn sàng xem xét các đề nghị thay thế Ngô Đình Diệm nhưng không tìm thấy chính trị gia nào có thể cạnh tranh với Diệm.

### Từ chối tổng tuyển cử
Thủ tướng Quốc gia Việt Nam Ngô Đình Diệm tuyên bố "Chúng ta không gạt bỏ nguyên tắc tuyển cử coi như một phương tiện hòa bình và dân chủ thích đáng để thực hiện nền thống nhất ấy.", "thống nhất trong tự do, chứ không phải trong nô lệ" nhưng ông bác bỏ cuộc tổng tuyển cử thống nhất Việt Nam vốn được dự kiến diễn ra vào tháng 7 năm 1956 theo Tuyên bố cuối cùng của Hiệp định Genève với lý do không thể đảm bảo những điều kiện của cuộc bầu cử tự do ở miền Bắc. và bác bỏ ngay cả những thảo luận sơ khởi với Việt Nam Dân chủ Cộng hòa về vấn đề tuyển cử thống nhất Việt Nam. Hành động này khiến Ngô Đình Diệm bẽ mặt ở phương Tây.
Theo Mortimer T. Cohen thì Ngô Đình Diệm không chấp nhận tổng tuyển cử, vì ông biết rằng mình sẽ thua. Không ai có thể thắng cử trước Hồ Chí Minh, vì ông là một George Washington của Việt Nam. Báo cáo của CIA gửi Tổng thống Mỹ Eisenhower cũng cho rằng khoảng 80% dân số Việt Nam sẽ bầu cho Hồ Chí Minh nếu mở cuộc tổng tuyển cử. Do vậy Hoa Kỳ đã hậu thuẫn cho Ngô Đình Diệm thành lập một chính thể riêng biệt ở phía Nam vỹ tuyến 17 để không thực hiện tổng tuyển cử thống nhất Việt Nam. Cuộc tổng tuyển cử tự do cho việc thống nhất Việt Nam vì vậy đã không bao giờ được tổ chức.
Theo nhận xét của Tây phương thì Ngô Đình Diệm là kẻ ngoan cố và khao khát quyền lực chuyên chế, nhưng theo Duncanson thì vấn đề phức tạp hơn thế. Miền Bắc có dân số đông hơn miền Nam 2 triệu người (tính cả gần 1 triệu người miền Bắc di cư vào Nam). Hơn nữa, vào thời điểm 1955 – 1956, trước sự hỗn loạn bởi các giáo phái và do hoạt động bí mật của Việt Minh tại miền Nam, cuộc Cải cách ruộng đất tại miền Bắc Việt Nam tạo ra bầu không khí căng thẳng dẫn đến cuộc nổi dậy của nông dân tại các vùng lân cận Vinh, những tình hình diễn ra ở cả hai miền khiến Ủy hội Quốc tế Kiểm soát Đình chiến Đông Dương không có hy vọng đảm bảo một cuộc bầu cử thật sự tự do trong đó cử tri có thể bỏ phiếu theo ý muốn mà không sợ bị trả thù chính trị. Tuy nhiên, trái ngược với quan điểm của Ducanson, theo các báo cáo của Ủy ban giám sát quốc tế thì trong giai đoạn 1954-1956, họ chỉ nhận được 19 đơn khiếu nại về việc trả thù chính trị trên toàn lãnh thổ miền Bắc Việt Nam.
Năm 1956, Ngoại trưởng Allen Dulles đệ trình lên Tổng thống Mỹ Eisenhower báo cáo tiên đoán nếu bầu cử diễn ra thì "thắng lợi của Hồ Chí Minh sẽ như nước triều dâng không thể cản nổi". Trong tình thế này, Ngô Đình Diệm chỉ có một lối thoát là tuyên bố không thi hành Hiệp định Genève. Được Mỹ khuyến khích, Ngô Đình Diệm kiên quyết từ chối tuyển cử. Theo Cecil B. Currey, Mỹ muốn có một chính phủ chống Cộng tồn tại ở miền Nam Việt Nam, bất kể chính phủ đó có tôn trọng nền dân chủ hay không.
Báo Độc Lập của Đảng Dân chủ Việt Nam (đảng liên minh với đảng Cộng sản) có viết: "Cho nên mới tháng 9 năm 1954 nghĩa là hai tháng sau ngày ký Hiệp định đình chiến thì chúng đã nghĩ ra "sáng kiến" là làm thử tổng tuyển cử vài nơi ở miền Nam. Ở Vĩnh Trà (Nam Bộ), tay sai của Ngô Đình Diệm tìm cách mua chuộc nhân dân bằng cách đưa vải về một làng, phát cho dân rồi tuyên truyền cho Bảo Đại, phát phiếu cho dân làng bầu. Kết quả mà chúng lo sợ đã đến: chúng đã không mua chuộc nổi: 95% số phiếu dồn cho Hồ Chủ tịch, Bảo Đại chỉ được 5%. Chúng uất đến tận cổ. Báo cáo kết quả lên "thượng cấp" thì lại bị chỉnh một mẻ nên thân. "Thượng cấp" cho là chúng không tích cực tuyên truyền vận động, và bắt chúng phải làm lại. Chúng lại tìm cách mua chuộc một lần nữa. Một số vải, gạo, thuốc men, đưa về để phát cho dân, kèm theo một đợt tuyên truyền thứ hai. Nhưng cũng như lần trước, không ai chịu để chúng mua chuộc. Kết quả cuộc bỏ phiếu thứ hai là 100% bầu Hồ Chủ tịch. Ở cực Nam Liên khu V cũng diễn ra trò hề tương tự, và cũng thất bại không kém chua cay".
Theo Cao Xuân Vỹ, một người rất thân cận với Ngô Đình Nhu, năm 1963, ông và Ngô Đình Diệm bắt đầu tìm cách đàm phán với bên Việt Nam Dân chủ Cộng hòa ở miền Bắc về hòa bình và tái thống nhất bằng việc ngừng chiến và rồi tổng tuyển cử, nhưng chưa thực hiện được thì họ Ngô bị đảo chính lật đổ

## Tổng thống Việt Nam Cộng hòa

### Trở thành Tổng thống

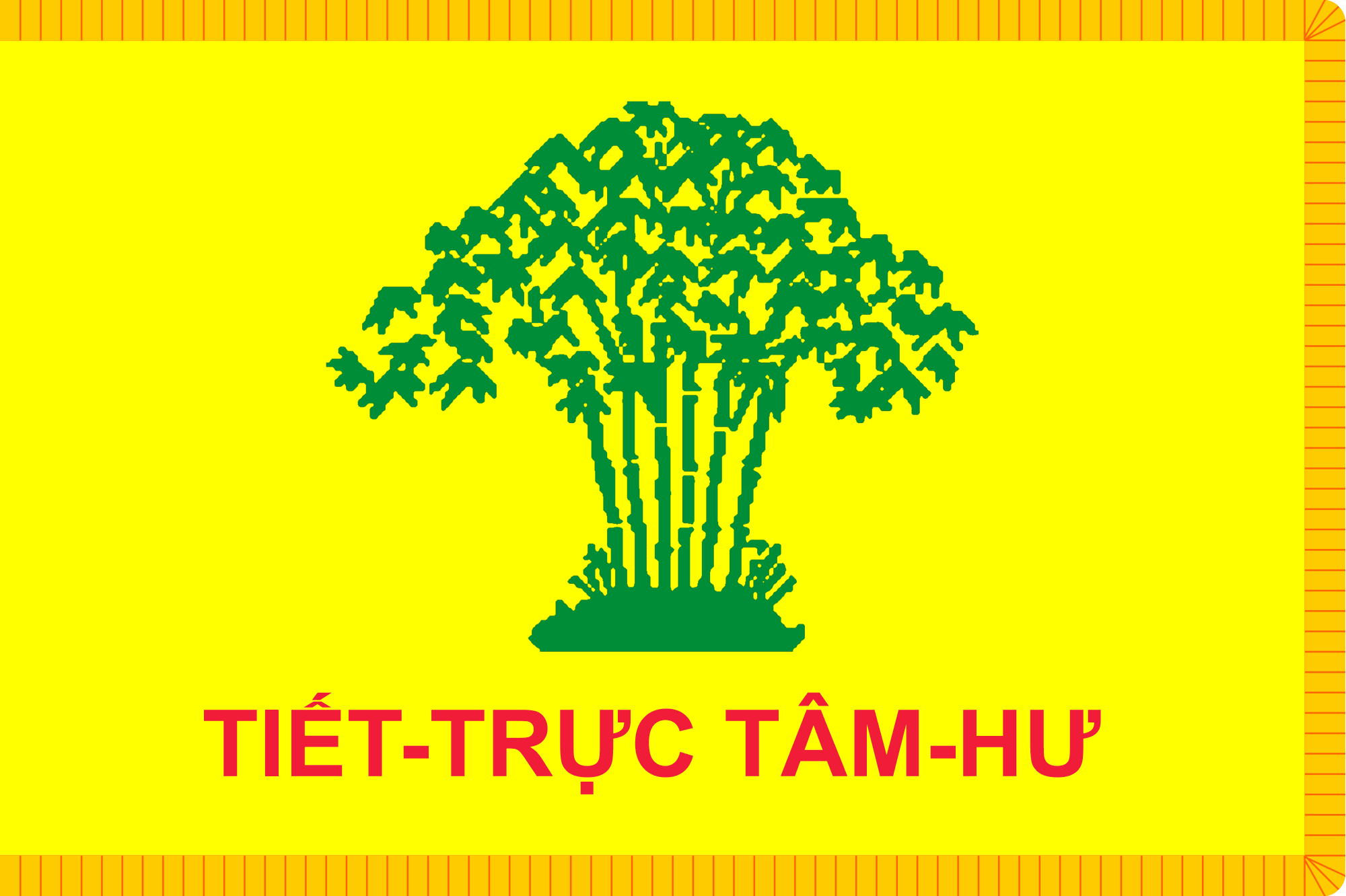
Hiệu kỳ Tiết trực tâm hư của Tổng thống Ngô Đình Diệm

Huy hiệu Tổng thống Đệ Nhất Cộng hòa

Dấu triện của Nha Tổng giám đốc xã hội trực thuộc Phủ Tổng thống Việt Nam Cộng hòa

Khi Quốc trưởng Bảo Đại ra lệnh cho Ngô Đình Diệm sang Pháp để tường trình về việc trấn áp Bình Xuyên thì ông đã sửa soạn ra đi nhưng những người ủng hộ ông can ngăn. Theo tướng Trần Văn Đôn thì Bảo Đại dự định khi Ngô Đình Diệm ra khỏi nước sẽ cách chức ngay, đưa Lê Văn Viễn, Tư lệnh Bình Xuyên lên làm Thủ tướng.
Tại miền Nam, từ 1954-1955, với cương vị thủ tướng, ông đã dẹp yên và thu phục lực lượng Bình Xuyên, lực lượng vũ trang của các giáo phái Hoà Hảo, Cao Đài được Pháp đứng sau hỗ trợ nhằm chống lại ông. Trong nước, ông được Ủy ban Cách mạng Quốc gia gồm nhiều đoàn thể, đảng phái ủng hộ. Ông cũng được gần một triệu người di cư hậu thuẫn mạnh mẽ. Ngoài nước, Ngô Đình Diệm đã cương quyết chống trả kế hoạch lật đổ ông của hai tướng Ély-Collins nên bây giờ được Washington ủng hộ.
Quốc gia Việt Nam tổ chức cuộc trưng cầu dân ý miền Nam Việt Nam, 1955 đã phế truất Quốc trưởng Bảo Đại, đưa thủ tướng Ngô Đình Diệm trở thành Quốc trưởng. Cuộc trưng cầu dân ý bị tố cáo là gian lận như tại Sài Gòn, Ngô Đình Diệm chiếm được 605.025 lá phiếu trong khi khu vực này chỉ có 450.000 cử tri ghi tên.
Sau đó Quốc trưởng Ngô Đình Diệm tổ chức bầu Quốc hội Lập hiến cho Quốc gia Việt Nam. Quốc hội này ban hành Hiến pháp đổi tên Quốc gia Việt Nam thành Việt Nam Cộng hòa. Chính thể mới Việt Nam Cộng Hoà được thành lập vào ngày 26 tháng 10 năm 1955 và sau đó ông được bầu làm Tổng thống nền Đệ Nhất Cộng hòa Việt Nam. Hai năm sau, năm 1957 ông có chuyến viếng thăm chính thức Hoa Kỳ lần đầu tiên với cương vị Tổng thống của Việt Nam Cộng hoà.
Ngày 22 tháng 10 năm 1960, Tổng thống Mỹ Eisenhower gửi thư cho Tổng thống Ngô Đình Diệm "Chúng tôi đã chứng kiến sự can đảm và táo bạo mà Ngài và nhân dân Việt Nam đã biểu dương để đạt tới độc lập trong một tình huống nguy hiểm đến độ mà nhiều người đã coi như là vô vọng. Chúng tôi còn ngưỡng mộ khi tình trạng hỗn loạn ở Miền Nam đã nhường chỗ cho trật tự, và tiến bộ đã thay thế cho tuyệt vọng, tất cả với một tốc độ quá là nhanh chóng..."
Hiến pháp Đệ Nhất Cộng hòa 1956 do chính Ngô Đình Diệm tham gia soạn thảo đã trao cho ông quyền lực rất lớn, có thể toàn quyền khống chế bộ máy nhà nước, thể hiện qua những điểm:
- Khi Tổng thống phủ quyết một đạo luật, Quốc hội phải hội đủ số 3/4 mới được tái thông qua. Mà 3/4 này phải "minh danh đầu phiếu" (điều 58), như vậy Ngô Đình Diệm có thể biết ai đã chống lại quyền phủ quyết của mình.
- Một Viện Bảo hiến có được quy định để nghiên cứu và quyết định xem các điều khoản có bất hợp hiến không, nhưng viện này gồm 9 người thì vị chủ tịch và 4 thẩm phán hay luật gia đã do Ngô Đình Diệm bổ nhiệm (điều 86). Tổng thống có quyền đề nghị sửa đổi hiến pháp (điều 90) và Ủy ban sửa đổi Hiến pháp phải tham khảo ý kiến của Viện Bảo hiến (mà 5/9 người đã là do Tổng thống chỉ định) và còn của cả Tổng thống nữa (điều 91).
- Ngô Đình Diệm không bắt buộc phải điều trần trước Quốc hội, không chịu trách nhiệm trước Quốc hội và không thể bị Quốc hội bất tín nhiệm để cách chức. Tổng thống tiếp xúc với Quốc hội "bằng thông điệp" và nếu muốn "có thể dự các phiên họp của Quốc hội", cũng như chỉ "khi thấy cần, Tổng thống thông báo cho Quốc hội biết tình hình Quốc gia" (điều 39).

Tóm lại, theo Hiến pháp 1956, Tổng thống Ngô Đình Diệm có đầy đủ quyền lực để triệt tiêu hoặc làm tê liệt các đạo luật nào mà ông không vừa ý, cũng như dễ dàng ban hành và thi hành các đạo luật nào có lợi cho mình. Ngoài ra, Hiến pháp ghi là dân tộc có "sứ mệnh" trước "Đấng Tạo hóa" nên nhiều người cho rằng đây chứng minh sự thiên vị của chính quyền với Thiên Chúa giáo trong khi các tôn giáo khác không được đề cập đến.
Thiếu tướng Đỗ Mậu của Quân lực Việt Nam Cộng hòa, trong cuốn hồi ký "Tâm thư", nói về việc tranh cử nghị sĩ thời Ngô Đình Diệm như sau:
Thời Đệ Nhất cộng hòa (chế độ ông Diệm) nếu muốn ra tranh cử để thắng thì ông phải được đảng Cần Lao (của ông Diệm) hay Phong trào Cách mạng quốc gia đỡ đầu. Ngoài ra ông phải được ông Diệm, ông Nhu, ông Cẩn, Đức cha Thục, bà Nhu... giới thiệu mới hòng đắc cử. Còn ông mà thân cô, thế cô mà muốn ra (tranh cử quốc hội) thì cứ việc đóng tiền để mua lấy thất cử! Còn mánh lới như thế nào thì tìm hỏi mấy người lớn tuổi có liên quan đến tranh cử sẽ rõ.
Ông Diệm là người phân biệt cá nhân theo vùng miền. Ông chỉ thích nâng đỡ người gốc Huế. Ngô Đình Diệm thường nói: "Chỉ có dân miền Trung mới có khả năng lãnh đạo quốc gia. Dân miền Bắc hợp với buôn bán, còn dân miền Nam chỉ làm tướng võ biền". Cách hành xử của ông Diệm cũng rất cao ngạo. Ông xem Việt Nam Cộng hòa là quốc gia của riêng ông và của gia đình ông. Ông ban phát ân huệ cho thuộc cấp theo ngẫu hứng, bất chấp năng lực lẫn tình hình thực tế. Không có gì là quá ngạc nhiên khi nhiều sử gia gọi Việt Nam Đệ Nhất Cộng hòa là Ngô triều. Theo nhiều hồi ký của tướng lĩnh dưới thời ông Diệm kể lại, thì khi vào cửa Tam quan ở các đền thờ vua chúa, ông Diệm thường nói: "Các ông đi cổng hai bên, vì cổng giữa chỉ có vua mới được đi. Chúng ta phải tôn trọng nguyên tắc này". Dứt câu, ông Diệm đi vào bằng cổng giữa. Nội chuyện xây dựng Dinh Độc Lập và ý định dời đô từ Sài Gòn lên Cao nguyên Trung phần đã khiến ông Diệm càng trở nên xa cách với giới tướng lĩnh. Ngay cả người gần gũi với gia đình ông như tướng Trần Văn Đôn còn bất mãn với sự độc đoán này của ông Diệm.
Nhà báo đương thời tại miền Nam, ông Vũ Bằng nhận xét:
| “ | Lúc ấy sau ba lần thắng Bình Xuyên và áp dụng biện pháp mạnh đối với các giáo phái, thắng lợi, Ngô Đình Diệm bắt đầu có lông có cánh, ra mặt chống Bảo Đại, không đi Pháp để trình với Quốc trưởng về các biến cố ở nước nhà, mà ở lì trong nước tập làm độc tài cỏ, đưa họ hàng lên nắm hết các chức vụ quan trọng... Nam Việt Nam lúc bấy giờ là một nhà nước cảnh sát do hai gia đình quan lại Trần Văn và Ngô Đình nắm hết quyền hành. Gia đình Trần Văn còn trung thành phần nào với tập tục cổ truyền của nhà vua Bảo Đại, chớ họ Ngô Đình thì trắng trợn ly khai với chế độ cũ và nuôi cái mộng lập một triều đại mới: triều đại Ngô Đình. Cố nhiên muốn thực hiện mộng đó, phải tàn ác diệt trừ những cá nhân, đoàn thể chống đối, mà cá nhân và đoàn thể chống đối lúc ấy là những người gốc ở miền Bắc và miền Nam chỉ muốn nhà Ngô giữ lời đã hứa là tổ chức một cuộc bầu cử để họ có thể bầu người đại diện của họ lên lo việc nước. Theo những người có tiếng là chống đối này, ông Diệm "là một lính nhảy dù do Mỹ thả từ trên trời xuống mà không có rễ ở dưới đất". Báo chí cúi đầu theo răm rắp, suy tôn Ngô tổng thống. Vào chiếu bóng, rạp hát, phải chào cờ và đứng nghiêm nghe nhạc trổi bài "Toàn dân Việt Nam biết ơn Ngô tổng thống – Ngô tổng thống, Ngô tổng thống... muôn năm" cho đến khi lá cờ vàng sọc đỏ mờ dần cùng với cái hình ông Diệm lùn mập. Báo chí không lúc nào ngưng suy tôn Ngô tổng thống. Mọi việc đều trơn tru, êm đẹp. Nếu không có Ngô tổng thống thì toàn dân chết không còn một mống. Muôn năm, muôn năm! | ” |

### Thi hành chính sách chống Cộng

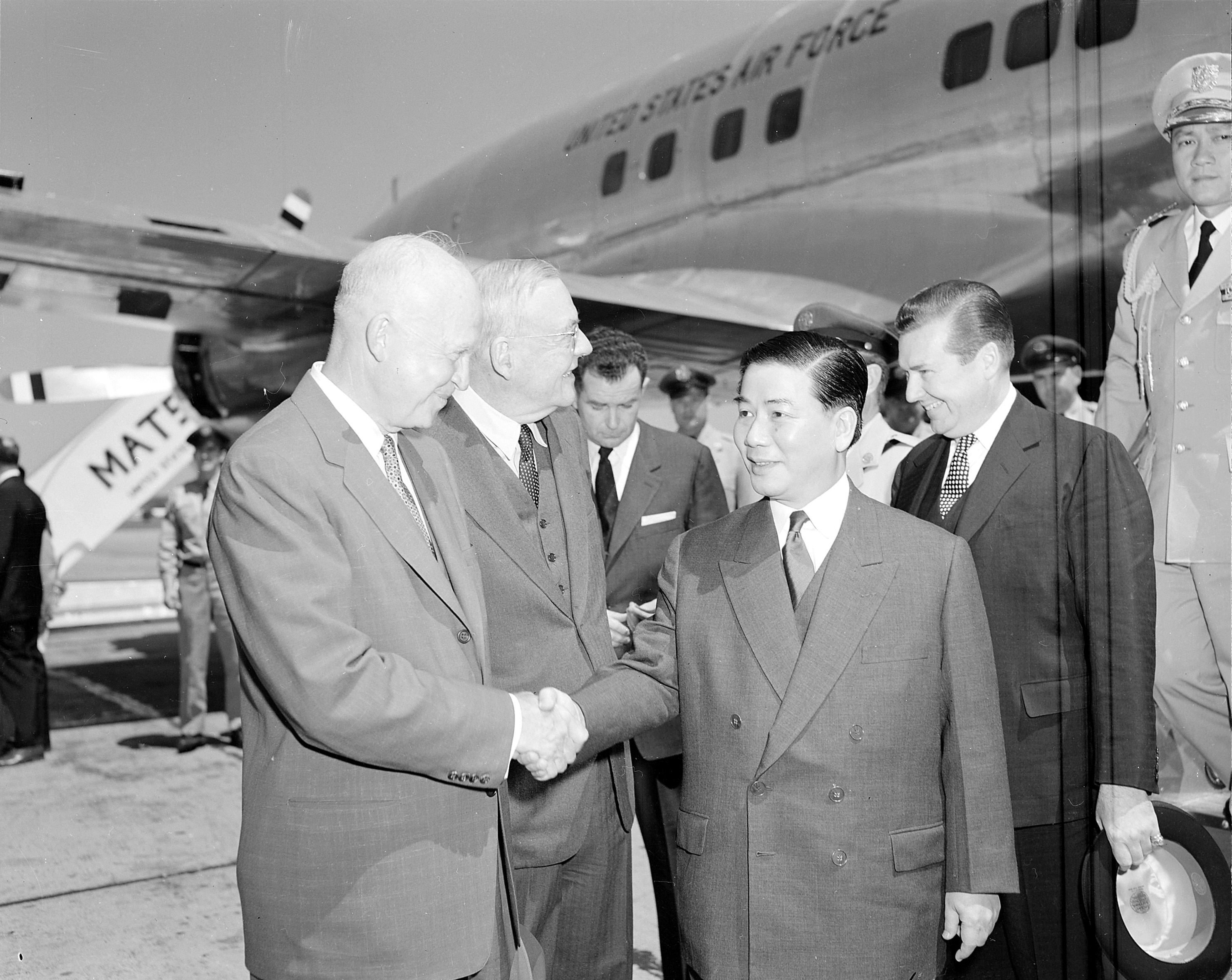
Tổng thống Mỹ Eisenhower đón tiếp tổng thống Ngô Đình Diệm tại Sân bay quốc tế Washington Dulles, ngày 8 tháng 5 năm 1957

Sau khi lên làm tổng thống, ông giữ mọi quyền cai quản đất nước với người em Ngô Đình Nhu làm cố vấn và cả hai người đều sử dụng các phương pháp cứng rắn để chống lại những người kháng chiến Việt Minh được sự hỗ trợ của chính quyền Việt Nam Dân chủ Cộng hòa ở miền Bắc. Trong khi nhà nước Việt Nam Dân chủ Cộng hòa ở miền Bắc Việt Nam được xây dựng dựa trên học thuyết Marx-Lenin với chính đảng Cộng sản duy nhất thì hai anh em xây dựng Thuyết nhân vị như là một học thuyết nhằm làm nền tảng ý thức hệ cho nhà nước ở miền Nam Việt Nam với chính đảng Cần lao Nhân vị.
Theo Hiệp định Genève, lực lượng quân sự của mỗi bên tham gia cuộc chiến Đông Dương (1945-1955) sẽ rút khỏi lãnh thổ của phía bên kia. Lực lượng Quân đội nhân dân ở miền Nam phải di chuyển về phía Bắc vĩ tuyến 17. Nhưng theo ước tính của Mỹ, vẫn còn 100.000 cán bộ, đảng viên các ngành vẫn ở lại. (Hiệp định Genève chỉ quy định việc tập kết lực lượng quân sự, nên các thành viên Việt Minh không thuộc quân đội mà thuộc các bộ phận dân vận, hành chính, hội đoàn... vẫn có quyền ở lại miền Nam). Đồng thời một số cán bộ chính trị Việt Minh dày dạn kinh nghiệm được chọn lọc làm nhiệm vụ bảo vệ lãnh đạo Đảng, thâm nhập vào tổ chức quân sự và dân sự của đối phương hoặc nắm tình hình lực lượng vũ trang giáo phái, một số vũ khí và đạn dược cũng được chôn giấu để dự phòng việc Hiệp định Geneve không được thi hành bởi đối phương. Bên cạnh đó Trung ương Đảng đã cử nhiều cán bộ có kinh nghiệm, am hiểu chiến trường về miền Nam lãnh đạo phong trào hoặc hoạt động trong hàng ngũ đối phương.
Trong giai đoạn này, Việt Minh chủ trương dùng nhiều hình thức tuyên truyền chống chính quyền Ngô Đình Diệm và sử dụng các tổ chức hợp pháp (hội đồng hương, công đoàn, vạn cấy...) tập hợp quần chúng đấu tranh chính trị đòi thi hành Tổng tuyển cử thống nhất đất nước, bảo vệ thành quả "cách mạng", bảo vệ cán bộ - đảng viên. Hoạt động vũ trang bị hạn chế nên thời kỳ này chưa có những xung đột quân sự lớn và công khai giữa hai bên. Các vụ bạo lực chỉ giới hạn ở mức tổ chức các vụ ám sát dưới tên gọi diệt ác trừ gian, hỗ trợ các giáo phái chống chính quyền Ngô Đình Diệm hoặc thành lập các đại đội dưới danh nghĩa giáo phái, hoặc dưới hình thức các tổ chức quần chúng (dân canh, chống cướp...) để đấu tranh chính trị.
Điều 7 Hiến pháp Việt Nam Cộng hòa 1956 quy định "Những hành vi có mục đích phổ biến hoặc thực hiện một cách trực tiếp hay gián tiếp chủ nghĩa cộng sản dưới mọi hình thái đều trái với các nguyên tắc ghi trong Hiến pháp". Việt Nam Cộng hòa "kêu gọi" những người cộng sản đang hoạt động bí mật ly khai tổ chức, ra "hợp tác" với chế độ mới đồng thời cưỡng ép những người bị bắt từ bỏ chủ nghĩa cộng sản. Dù vậy hệ thống tổ chức bí mật của Việt Minh vẫn tiếp tục tồn tại và phản kháng bằng cách tuyên truyền chống chính phủ, tổ chức những cuộc biểu tình chính trị gây sức ép lên chính phủ Việt Nam Cộng hòa.

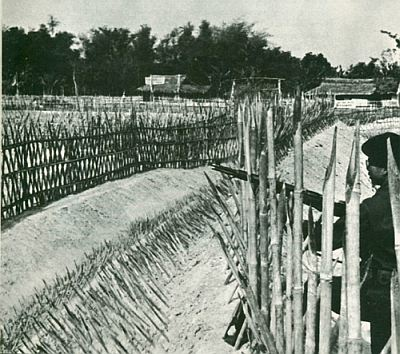
Một ấp chiến lược ở miền Nam.

Chính quyền Ngô Đình Diệm đối phó với những cuộc đấu tranh chính trị đòi thi hành Tổng tuyển cử thống nhất đất nước bằng cách thực hiện chiến dịch tố cáo cộng sản nằm vùng nhằm loại bỏ những cán bộ Việt Minh hoạt động bí mật trên khắp miền Nam. Chính quyền của Ngô Đình Diệm luôn luôn quan niệm cộng sản là kẻ thù chính, nhiệm vụ phản công là tối ưu. Phải đẩy mạnh nhiệm vụ chống cộng. Ông Ngô Đình Diệm rất nổi tiếng với các khẩu hiệu: "đồng tâm diệt cộng", "tiêu diệt cán bộ nằm vùng", "tiêu diệt cộng sản tận gốc", "giết nhầm còn hơn bỏ sót"; thể hiện quyết tâm chống Chủ nghĩa Cộng sản tới cùng của ông. Để thể hiện lập trường sẽ tận diệt cán bộ Việt Minh, những Ngô Đình Diệm đã tuyên bố công khai: 
| “ | "Thấy cộng sản ở đâu là phải bắn bỏ ngay, thấy ai tuyên truyền cho cộng sản cũng bắn bỏ ngay" | ” |

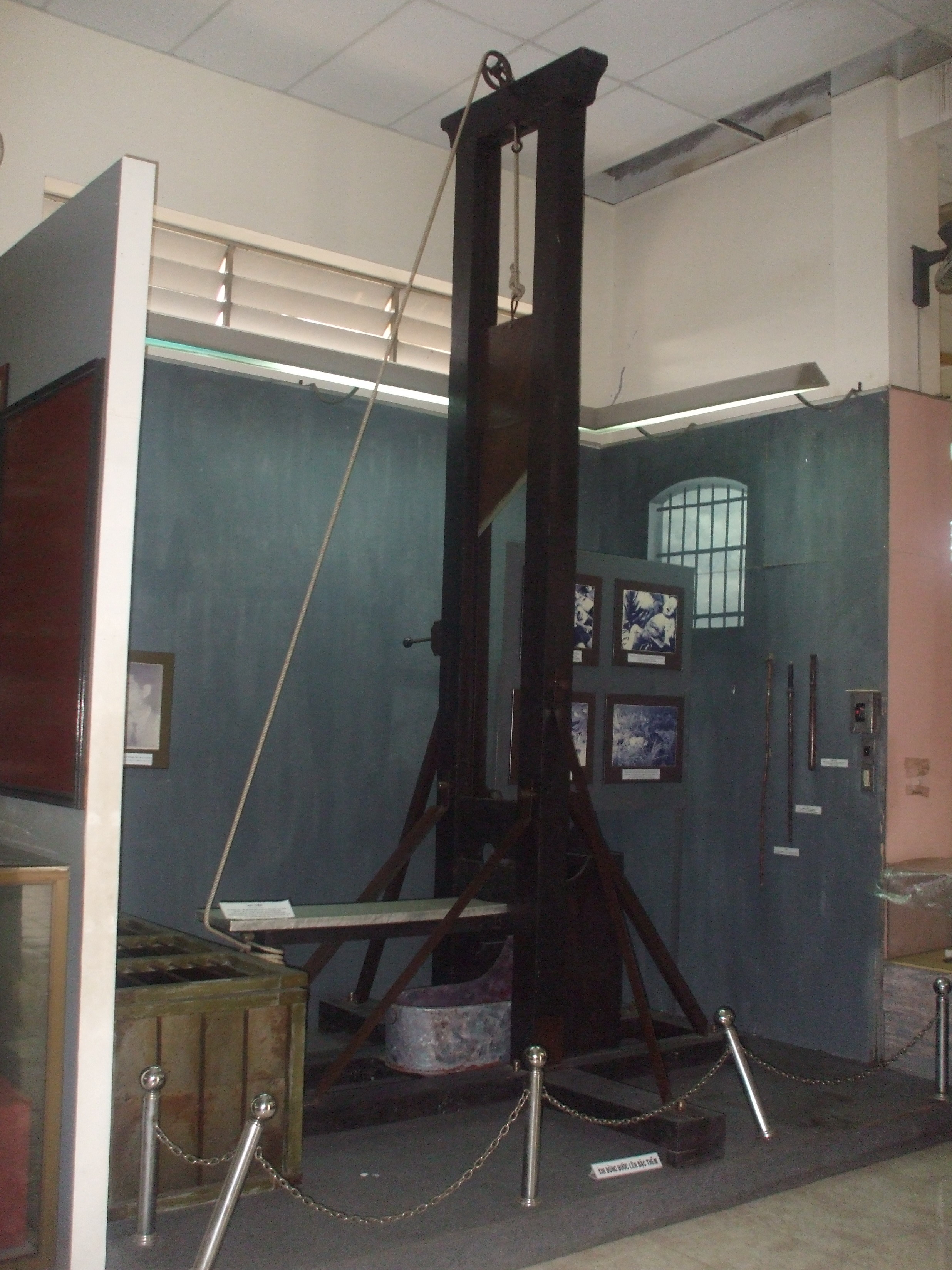
Máy chém thời Ngô Đình Diệm (Bảo tàng TP. Cần Thơ). Theo John Guinane, chỉ tính từ 1957 tới 1959, đã có hơn 2.000 người bị Việt Nam Cộng hòa hành quyết với tội danh ủng hộ những người cộng sản, thường là bằng máy chém

Ngô Đình Diệm hiểu rõ những cán bộ Việt Minh là đối thủ lớn nhất đe dọa quyền lực của ông ta, và uy tín của ông ta không thể sánh được với Việt Minh, những người vừa lãnh đạo nhân dân đánh bại quân Pháp. Theo lời khuyên của Edward Lansdale, để xóa đi uy tín của Việt Minh trong nhân dân, chính phủ Ngô Đình Diệm không gọi họ là Việt Minh nữa mà sử dụng tên gọi mới là Việt Cộng, để người dân miền Nam tưởng rằng đây là 2 lực lượng khác nhau. Nhằm triệt để tiêu diệt ảnh hưởng của Việt Minh trong nhân dân, Ngô Đình Diệm còn ra lệnh đập phá các tượng đài kháng chiến và san bằng nghĩa trang của những liệt sĩ Việt Minh trong Chiến tranh Đông Dương, một hành vi xúc phạm nghiêm trọng tục lệ thờ cúng của người Việt.
Theo báo Nhân dân, ngay từ cuối năm 1954, theo lệnh Mỹ, chính quyền Ngô Đình Diệm đã gây ra những vụ tàn sát đẫm máu ở Ngân Sơn, Chí Thạnh, Chợ Được, Mỏ Cày, Củ Chi, Bình Thành... Từ tháng 5-1955 đến tháng 5-1956, Ngô Đình Diệm phát động "chiến dịch tố cộng" giai đoạn 1 trên quy mô toàn miền Nam; tháng 6-1955, mở chiến dịch Thoại Ngọc Hầu càn quét những khu từng là căn cứ kháng chiến chống Pháp của Việt Minh. Chính phủ Việt Nam Cộng hòa tiến hành các chiến dịch tố cộng, diệt cộng, liên gia phòng vệ, dồn dân lập ấp chiến lược... một cách quyết liệt không tính đến các đặc điểm tâm lý và quyền lợi của dân chúng cũng như hoàn cảnh lịch sử Việt Nam. Những biện pháp cứng rắn nhất được áp dụng, ví dụ ngày 16-8-1954, quân Việt Nam Cộng hoà đã nổ súng trấn áp đoàn biểu tình ở thị xã Gò Công, bắn chết 8 người và 162 người bị thương.
Trong thời gian từ 1955 đến 1960, theo số liệu của Việt Nam Cộng hoà có 48.250 người bị tống giam, theo một nguồn khác có khoảng 24.000 người bị thương, 80.000 bị hành quyết hay bị ám sát, 275.000 người bị cầm tù, thẩm vấn hoặc với tra tấn hoặc không, và khoảng 500.000 bị đưa đi các trại tập trung. Năm 2015, Tổng bí thư Đảng Cộng sản Việt Nam, ông Nguyễn Phú Trọng phát biểu rằng "Trong những năm 1954 - 1959, ở miền Nam đã có 466.000 đảng viên và những người yêu nước bị bắt giam, 400.000 người bị đưa đi đày và 68.000 người bị giết."
Việc bắt giam và xử tử diễn ra khắp nơi đã làm biến dạng mô hình xã hội, khiến dân chúng phản đối chính phủ Ngô Đình Diệm và đẩy những người kháng chiến (Việt Minh) vào rừng lập chiến khu. Việt Minh đáp trả bằng những cuộc biểu tình đòi thả cán bộ của họ hoặc tổ chức các cuộc diệt ác trừ gian - tiêu diệt nhân viên và cộng tác viên của chính quyền Ngô Đình Diệm được gọi là "bọn ác ôn và bọn do thám chỉ điểm".
Để tăng tính uy hiếp, Việt Nam Cộng hòa sử dụng cả máy chém để hành quyết phạm nhân. Nhiều vụ xử chém của Việt Nam Cộng hòa được diễn ra công khai trước dân chúng, đầu phạm nhân được đem bêu để cảnh cáo. Báo The Straits Times (Singapore) ngày 24 tháng 7 năm 1959 có bài viết tường thuật cảnh 1.000 người dân xem xử chém ở Sài Gòn Báo Buổi sáng (Sài Gòn) ngày 15-10-1959 có viết: "Theo một phán quyết của phiên xử vắng mặt của Tòa án Quân sự Đặc biệt ngày 02 tháng 10, Nguyễn Văn Lép, tức Tư Út Lép, một Việt Cộng, đã bị tuyên án tử hình. Cách đây một tuần, Lép đã bị sa vào lưới của Cảnh sát trong một khu rừng ở Tây Ninh. Bản án tử hình đã được thi hành ... Hiện đầu và gan của tên tử tù đã được Hội đồng xã Hào Đước cho đem bêu trước dân chúng".
Ngày 6/5/1959, Quốc hội Việt Nam Cộng Hoà thông qua luật số 91 mang tên Luật 10-59, sau đó được tổng thống Việt Nam Cộng hòa là Ngô Đình Diệm ký ban hành. Luật này quy định việc tổ chức các Tòa án quân sự đặc biệt với lý do "xét xử các tội ác chiến tranh chống lại Việt Nam Cộng Hòa", mục đích nhằm tiến hành thanh trừng những người cộng sản ở miền Nam Việt Nam. Theo luật 10-59, bị can có thể được đưa thẳng ra xét xử mà không cần mở cuộc điều tra, án phạt chỉ có hai mức: tử hình hoặc tù khổ sai, xét xử kéo dài 3 ngày là tối đa, không có ân xá hoặc kháng án; dụng cụ tử hình có cả máy chém. Sau khi luật này được ban hành, lực lượng cách mạng miền Nam bị chính quyền Diệm đẩy mạnh truy quét, bắt bớ, khủng bố, đặc biệt là các đảng viên Đảng cộng sản nên lực lượng bị thiệt hại nặng nề.

### Chính sách kinh tế - văn hóa - xã hội

#### Kinh tế

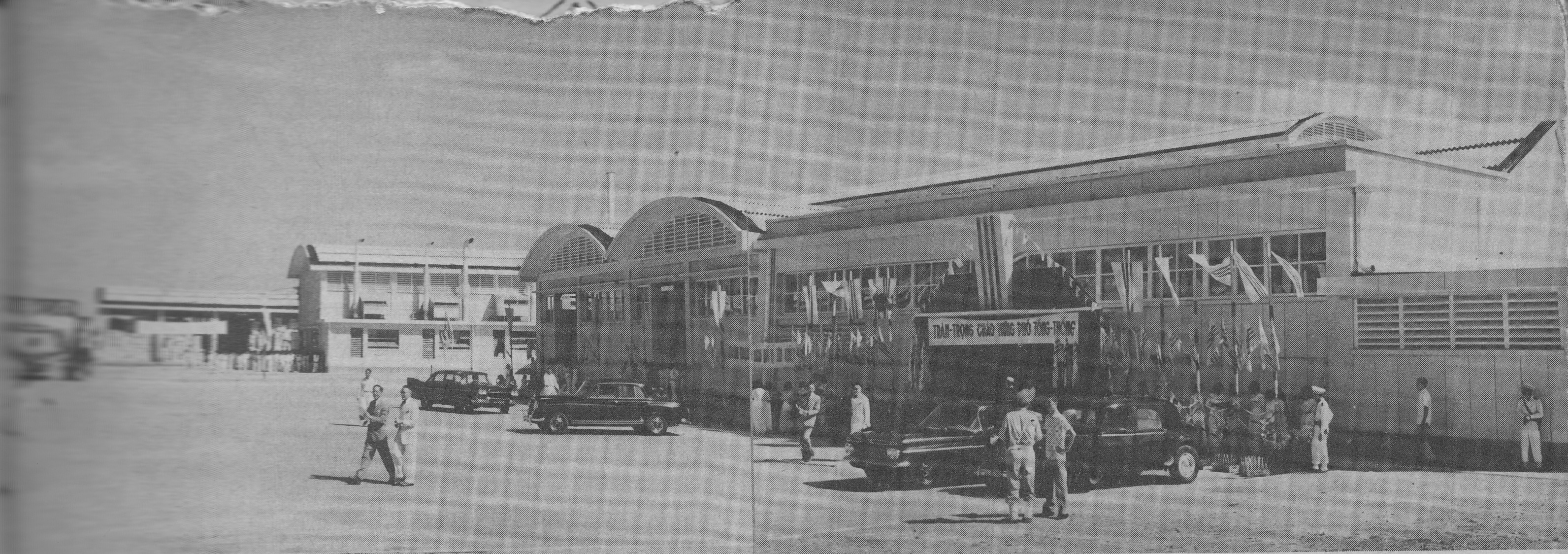
Nhà máy giấy An Hảo

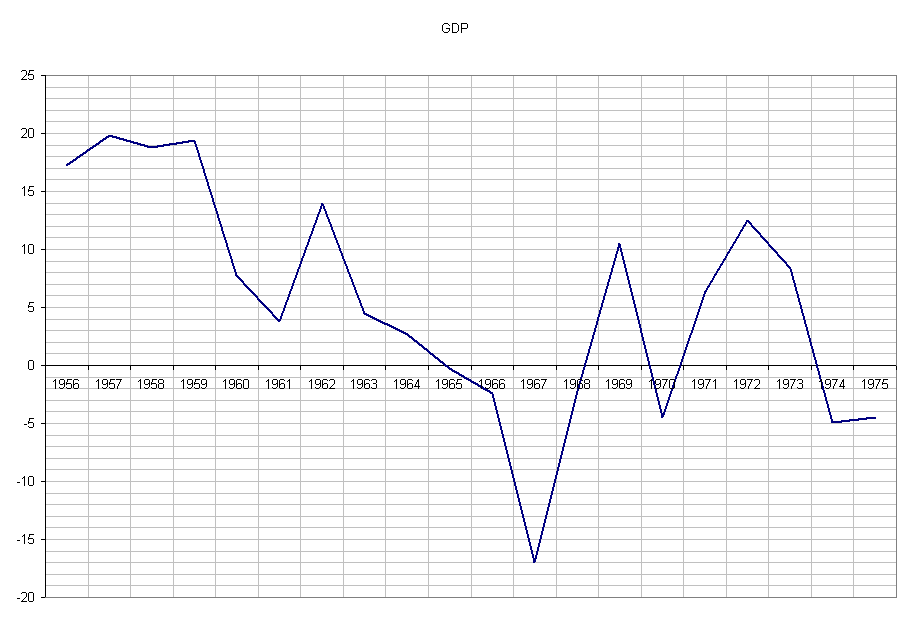
Tốc độ tăng trưởng GDP của Việt Nam Cộng hòa, qua 20 năm trung bình đạt 3,9%/năm (bình quân đầu người tăng 0,8% mỗi năm)

Thời kỳ Tổng thống Ngô Đình Diệm nắm quyền là giai đoạn mà kinh tế của Việt Nam Cộng hòa tăng trưởng tương đối nhanh (giai đoạn 1955-1960) và tăng trưởng vừa phải (1960-1963), song vẫn giữ được mức độ tăng giá vừa phải. Ngân sách Nhà nước thời gian đầu cân đối thậm chí có thặng dư, song từ năm 1961 trở đi bắt đầu chuyển sang thâm hụt. Mức độ đầu tư lớn, nông và công nghiệp nói chung đều phát triển. Tuy nhiên chính sách ruộng đất không giải quyết được việc địa chủ chiếm hữu phần lớn ruộng đất, khiến nông dân nghèo không có kế sinh nhai.
Năm 1955, chính phủ Đệ Nhất Cộng hòa thời Ngô Đình Diệm quyết định thành lập Ngân hàng Quốc gia Việt Nam, Viện Hối đoái, phát hành đơn vị tiền tệ mới thay cho tiền Đông Dương, ấn định tỷ giá hối đoái giữa đồng Việt Nam Cộng hòa và dollar Mỹ là 35:1.
Năm 1956, Việt Nam Cộng hòa ban hành hiến pháp trong đó có nêu rõ việc thành lập và vai trò của Hội đồng Kinh tế Quốc gia do Phó Tổng thống làm chủ tịch. Cũng năm 1956, Việt Nam Cộng hòa gia nhập Quỹ Tiền tệ Quốc tế.
Tháng 3 năm 1957, Ngô Đình Diệm đọc "Tuyên ngôn của Tổng thống Đệ Nhất Cộng hòa" trong đó có kêu gọi đầu tư của tư nhân trong và ngoài nước, cam kết về những quyền lợi họ và những khuyến khích đầu tư (ưu đãi về thuế thuê mặt bằng sản xuất kinh doanh, thuế lợi tức). Để khuyến khích phát triển doanh nghiệp, chính phủ đã thành lập Trung tâm Khuếch trương Kỹ nghệ để giúp đỡ các doanh nhân lập nghiệp, giúp đỡ các doanh nghiệp về công nghệ và tín dụng, hỗ trợ công nghệ và hướng dẫn đầu tư cho doanh nghiệp. Chủ trương của Ngô Đình Diệm là "Trong địa hạt kỹ nghệ, nỗ lực trước hết của chúng ta là lập những kỹ nghệ nhẹ, để cung cấp cho thị trường trong xứ, và kỹ nghệ chế biến nông sản" và "nguyên tắc căn bản để phát triển là tiệt kiệm ngoại tệ nhờ gia tăng xuất cảng và giảm nhập cảng. Ưu tiên trong chương trình kỹ nghệ hóa dành cho việc chế tạo những sản phẩm tiêu thụ thông dụng".
Ngô Đình Diệm cùng em trai ông là Ngô Đình Nhu chủ trương phát triển kinh tế - văn hóa - xã hội theo con đường thứ ba là sự kết hợp những ưu điểm của kinh tế kế hoạch và kinh tế thị trường, là sự dung hòa giữa chủ nghĩa tập thể và chủ nghĩa cá nhân. Chính vì thế vai trò của chính phủ trong phát triển kinh tế thể hiện rõ qua việc triển khai kế hoạch kinh tế 5 năm (Việt Nam Cộng hòa gọi là Ngũ niên Kinh tế Kế hoạch do Tổng nha Kế hoạch thiết kế) từ năm 1957 tới 1962 (Kế hoạch Ngũ niên I) và từ năm 1962 tới 1966 (Kế hoạch Ngũ niên II). Bên cạnh đó, để khuyến khích đầu tư tư nhân, Việt Nam Cộng hòa có các biện pháp hỗ trợ về tín dụng, chẳng hạn như thành lập Quốc gia Doanh Tế Cuộc vào năm 1955 mà sau đó được thay thế bằng Trung tâm Khuếch Trương Kỹ Nghệ vào năm 1958, để hỗ trợ các doanh nghiệp mới (theo cách gọi ngày nay là ươm tạo doanh nghiệp), hướng dẫn cho các doanh nghiệp về mặt công nghệ và tài chính, cho doanh nghiệp vay với lãi suất thấp. Từ 1957 trở đi nhờ lượng vốn đầu tư tăng vọt bao gồm viện trợ của Mỹ, tiền bồi thường chiến tranh của Nhật, vốn của giới tư sản công thương nghiệp di cư từ miền Bắc nên công nghiệp Việt Nam Cộng hòa phát triển mạnh.
Chính phủ Việt Nam Cộng Hòa tích cực triển khai chiến lược công nghiệp hóa thay thế nhập khẩu. Các hàng rào thuế quan và phi thuế quan được dựng lên để bảo hộ một loạt ngành công nghiệp nhẹ. Kết quả phải kể đến nhà máy giấy đầu tiên ở Việt Nam: nhà máy giấy Cogido An Hảo (1961) ở Biên hòa, thỏa mãn 30-40% nhu cầu tiêu thụ giấy tại miền Nam; hai xưởng dệt Vinatexco và Vimytex với năng suất 13,2 triệu mét vải mỗi năm; nhà máy thủy tinh Khánh Hội năng suất 15.000 tấn/năm; hai nhà máy xi măng, một ở Hà Tiên, một ở Thủ Đức với năng suất 540.000 tấn mỗi năm; và đập thủy điện Đa Nhim, hoàn thành năm 1961. Đồng thời, các loại máy móc, kim loại - đầu vào cho các ngành được bảo hộ - được ưu tiên nhập khẩu. Trong khi hạn chế nhập khẩu, xuất khẩu được khuyến khích. Một số mặt hàng xuất khẩu còn được chính quyền trợ cấp. Ngay cả tỷ giá hối đoái cũng được điều chỉnh thuận lợi cho xuất khẩu (thông qua trừ đi một mức phụ đảm). Thời kỳ 1955-1964 là thời kỳ thuận lợi nhất của xuất khẩu của Việt Nam Cộng hòa.
Ngô Đình Diệm cùng em trai ông là Ngô Đình Nhu chủ trương phát triển kinh tế - xã hội theo con đường thứ ba là sự kết hợp những ưu điểm của kinh tế kế hoạch và kinh tế thị trường, là sự dung hòa giữa chủ nghĩa tập thể và chủ nghĩa cá nhân. Chính vì vậy vai trò của chính phủ trong phát triển kinh tế thể hiện rõ qua việc triển khai kế hoạch kinh tế 5 năm (Việt Nam Cộng hòa gọi là Ngũ niên Kinh tế Kế hoạch do Tổng nha Kế hoạch thiết kế) từ năm 1957 tới 1962 (Kế hoạch Ngũ niên I) và từ năm 1962 tới 1966 (Kế hoạch Ngũ niên II). Chính phủ Việt Nam Cộng hòa còn thành lập khu công nghiệp (hay khu kỹ nghệ theo cách gọi tại Việt Nam Cộng hòa lúc đó) để tạo thuận lợi cho đầu tư vào lĩnh vực chế tạo. Khu kỹ nghệ Biên Hòa được thành lập vào tháng 5 năm 1963, và Công ty Quốc gia Khuếch trương Khu Kỹ nghệ (SONADEZI - Société nationale du Dévelopment dé zones industrielles) được thành lập vào tháng 12 năm 1963 để quản lý và phát triển các khu công nghiệp, Khu kỹ nghệ Phong Dinh (Cần Thơ ngày nay) được thành lập vào năm 1967, và Khu kỹ nghệ An Hòa - Nông Sơn (Quảng Ngãi) được thành lập từ trước đó.
Tổng số viện trợ dân sự và quân sự của Mỹ cho Việt Nam Cộng hòa trong giai đoạn 1955 - 1960 vào khoảng gần 2 tỷ USD. Trung bình mỗi năm Mỹ viện trợ trên dưới 300 triệu USD. Viện trợ có xu hướng giảm dần, đến năm 1959 chỉ còn trên 200 triệu USD. Viện trợ kinh tế bao gồm viện trợ thương mại, viện trợ nông phẩm, viện trợ theo dự án, cho vay. Trong giai đoạn này viện trợ thương mại đa phần là hàng tiêu dùng, lượng hàng hóa này được Việt Nam Cộng hòa bán ra thị trường để tăng ngân sách nhà nước. Mỹ chỉ cho Việt Nam Cộng hòa vay trong giai đoạn 1954-1960 dưới dạng hàng hóa, không cho vay dưới dạng tiền mặt.
Nhìn chung chính sách phát triển sản xuất nội địa để thay thế hàng nhập khẩu của Ngô Đình Diệm đã có tác dụng tích cực khiến nền kinh tế Việt Nam Cộng hòa ngày càng giảm sự phụ thuộc vào viện trợ Mỹ. Một số chính sách phát triển công nghiệp của Việt Nam Cộng hòa giai đoạn này có thể coi là tiến bộ, song bất ổn định chính trị (xung đột vũ trang giữa các phe phái, các vụ đảo chính, sự nổi dậy của Mặt trận Dân tộc Giải phóng Miền Nam Việt Nam) đã hạn chế các chính sách nói trên phát huy hiệu quả.
Ở nông thôn thì Cải cách ruộng đất (lúc đó gọi là "Cải cách điền địa") được triển khai từ năm 1955 và kéo dài tới cuối năm 1960. Theo chính sách này, những ruộng đất của địa chủ bỏ hoang sẽ bị thu hồi và cấp cho tá điền. Địa chủ không được phép sở hữu quá 100 hecta đất (riêng các đồn điền dù hơn 100 ha vẫn được phép), số dư ngoài 100 ha sẽ bị buộc phải bán cho chính quyền để bán lại cho tá điền. Quyết tâm tránh các biện pháp mà Ngô Đình Diệm coi là "ăn cướp và tra tấn dã man" như phong trào Cải cách ruộng đất tại miền Bắc, ông chỉ thị cho các quan chức địa phương trả tiền mua số đất vượt quá giới hạn, chứ không tịch thu. Sau đó chính phủ sẽ chia nhỏ số đất vượt giới hạn này để bán cho các nông dân chưa có ruộng, và họ được vay một khoản tiền không phải trả lãi trong kỳ hạn sáu năm để mua. Tá điền được yêu cầu lập hợp đồng khai thác ruộng đất với địa chủ, gọi là khế ước tá điền trong đó có ghi mức địa tô mà tá điền phải trả cho địa chủ. Thời hạn khế ước là 5 năm, có tái ký. Tá điền có quyền trả đất và phải báo trước chủ đất 6 tháng, chủ đất muốn lấy đất lại phải báo trước tá điền 3 năm.
Tuy vậy, đường lối Cải cách điền địa mà Ngô Đình Diệm đề ra bị nông dân miền Nam phản đối dữ dội. Do mức hạn điền lớn (tới 100 ha), mặt khác các đại địa chủ lách luật bằng cách cho người nhà đứng tên, đất của các Giáo xứ Công giáo lại được miễn hạn mức, do vậy chỉ có 13% diện tích đất của miền Nam đã được phân phối lại. Đường lối cải cách ruộng đất này đã khiến 2/3 diện tích đất canh tác của Việt Nam Cộng hòa tập trung trong tay tầng lớp địa chủ.
Trong khi Việt Minh đã giảm thuế, xóa nợ và tịch thu ruộng đất của địa chủ chia cho nông dân nghèo, chính sách của Ngô Đình Diệm đã đưa giai cấp địa chủ trở lại. Đến cuối thời Ngô Đình Diệm, giới chủ đất chỉ chiếm 10% dân số đã nắm giữ 55% đất canh tác của cả miền Nam. Nông dân phải trả lại đất cho địa chủ rồi phải trả tiền thuê đất và phải nộp cho quân đội. Điều này tạo ra một cơn giận dữ ở nông thôn, quân đội của Ngô Đình Diệm bị mắng chửi là "tàn nhẫn hệt như bọn Pháp". Đất của các Giáo xứ Công giáo thì còn được Ngô Đình Diệm thiên vị, cho miễn thuế và hạn mức. Kết quả là tại nông thôn, 75% người dân ủng hộ quân Giải phóng, 20% trung lập trong khi chỉ có 5% ủng hộ chế độ Ngô Đình Diệm.
Theo đánh giá của Kevin Gray (Đại học Sussex), chính sách đất đai của Việt Minh (và sau này là Mặt trận dân tộc giải phóng miền Nam) là chống lại di sản của thực dân Pháp, cùng với tinh thần dân tộc đã giúp họ có được sự hỗ trợ mạnh của nông dân. Những chính sách của Ngô Đình Diệm với vấn đề đất đai thì lại kế thừa các di sản của thực dân Pháp hơn là đưa ra những cải cách: ông ta đã khôi phục mối quan hệ địa chủ - tá điền, hàng triệu nông dân từng được Việt Minh phân chia ruộng đất đã bị thu lại đất đai
Joseph A. Amter nhận xét:
Ở nông thôn, Diệm hoàn toàn triệt bỏ chính sách ruộng đất được lòng dân của Việt Minh trước đây. Năm 1954, sau khi đánh bại người Pháp, những người Cộng sản đã lấy tất cả đất đai đã được giải phóng chia cho nông dân. Tác động của cử chỉ đó rất sôi nổi. Như một chiến sĩ du kích đã thừa nhận: "bọn chúng không hiểu được người nông dân cùng khổ như thế nào. Khi kháng chiến giải quyết vấn đề ruộng đất thì ở nông thôn có hạnh phúc và nổi dậy mạnh mẽ. Ý nghĩa cụ thể của nền độc lập là bảo vệ ruộng đất". Rồi thình lình đúng vào lúc người nông dân nghĩ rằng ruộng đất là của họ, thì Diệm nhảy ra sân khấu và dùng sức mạnh giật lấy ruộng đất của họ. Tệ hơn nữa là ông ta chuyển quyền sở hữu ruộng đất cho bạn bè của ông ta là những địa chủ vắng mặt đến sống ở Sài Gòn. Đáng ra được làm chủ một mảnh đất nhỏ, mỗi một nông dân lại trở thành một tá điền lần nữa, chịu những tô thuế mới cho chính phủ Diệm và cho giai cấp có đặc quyền đặc lợi
Cuộc cải cách ruộng đất của Ngô Đình Diệm nhìn chung là đã thất bại vì gây bất mãn trong lòng nông dân Nam Việt Nam. Sau này, chính phủ Đệ Nhị Cộng hòa với Tổng thống Nguyễn Văn Thiệu đã phải làm lại cải cách ruộng đất vào năm 1970.

#### Giáo dục
Năm 1958, dưới thời Bộ trưởng Giáo dục Trần Hữu Thế, Việt Nam Cộng hòa nhóm họp Đại hội Giáo dục Quốc gia (lần I) tại Sài Gòn. Đại hội này quy tụ nhiều phụ huynh học sinh, các trí thức, học giả, đại diện của quân đội, chính phủ và các tổ chức quần chúng, đại diện ngành văn hóa và giáo dục các cấp từ tiểu học đến đại học, từ phổ thông đến kỹ thuật... Ba nguyên tắc "nhân bản", "dân tộc", và "khai phóng" được chính thức hóa ở hội nghị này. Đây là những nguyên tắc được ghi cụ thể trong tài liệu Những nguyên tắc căn bản do Bộ Quốc gia Giáo dục ấn hành năm 1959.
| Số liệu giáo dục bậc trung học | Số liệu giáo dục bậc trung học | Số liệu giáo dục bậc trung học |
| Niên học                       | Số học sinh                    | Số lớp học                     |
| ------------------------------ | ------------------------------ | ------------------------------ |
| 1955                           | 51.465                         | 890                            |
| 1959                           | 132.529                        |                                |
| 1960                           | 160.500                        |                                |
| 1961                           | 228.495                        |                                |
| 1963                           | 264.866                        | 4.831                          |

Theo quy định của hiến pháp, giáo dục tiểu học là giáo dục phổ cập (bắt buộc). Từ thời Đệ Nhất Cộng hòa đã có luật quy định trẻ em phải đi học ít nhất ba năm tiểu học. Bậc tiểu học thời Việt Nam Cộng hòa bao gồm năm lớp, từ lớp 1 đến lớp 5 (thời Đệ Nhất Cộng hòa gọi là lớp Năm đến lớp Nhất). Mỗi năm học sinh phải thi để lên lớp. Ai thi trượt phải học lại. Các trường công lập đều miễn học phí và các khoản lệ phí khác. Học sinh tiểu học chỉ học một buổi, sáu ngày mỗi tuần. Theo quy định, một ngày được chia ra 2 ca học; ca học buổi sáng và ca học buổi chiều.
Tuy nhiên, do ngân sách giáo dục eo hẹp, hệ thống trường công không đủ nên có nhiều trẻ em nghèo vẫn không thể đến trường. Cho tới năm 1974, tỷ lệ người dân biết đọc và viết của Việt Nam Cộng hòa ước tính vào khoảng 70% dân số, tức là sau 20 năm vẫn chưa thanh toán xong nạn mù chữ.
Ngoài ra, theo tác giả Nguyễn Văn Trung, nền giáo dục dưới thời Ngô Đình Diệm bị xem là thiên vị Công giáo. Ngô Đình Diệm dành cho Giáo hội Công giáo quyền chi phối các trường của giáo hội về mặt tinh thần, cốt bảo đảm thực hiện được nội dung giáo dục "Duy linh" mà thực chất là nội dung thần học theo lối triết học kinh viện thời Trung cổ. Phần lớn các học bổng đi học nước ngoài đều rơi vào tay các linh mục hoặc sinh viên gia đình Công giáo.
Có nơi Linh mục dùng uy thế của mình để phụ huynh không cho con học trường công mà phải vào học trường của Giáo hội, nên trường tư thục của Giáo hội làm tê liệt cả trường công, khiến trường công trở nên trống rỗng do không tuyển được học sinh.

### Đàn áp một số lực lượng đối lập
Không chỉ loại trừ những người cộng sản, Tổng thống Ngô Đình Diệm còn bỏ tù một số chính trị gia đối lập. Có tài liệu cho rằng Hoa Kỳ không phản đối việc này với lý do trong một xã hội chia rẽ Nam Việt Nam đứng trước nguy cơ lật đổ của cộng sản nên Tổng thống Ngô Đình Diệm phải có chính đảng riêng của mình, có chính phủ mạnh để đối phó với tình hình và Hoa Kỳ đã ủng hộ Ngô Đình Diệm thiết lập một chế độ cực quyền
Chính sách ủng hộ này của Hoa Kỳ tạo mầm mống cho hậu quả nghiêm trọng trong nền chính trị miền Nam. Tướng Edward Lansdale - phụ trách chiến tranh tâm lý ở miền Nam lúc này đã nhìn thấy nguy cơ trong chính sách của Ngô Đình Diệm, ông tìm cách thuyết phục đại sứ Hoa Kỳ Frederick Nolting can ngăn anh em Tổng thống Ngô Đình Diệm xây dựng một nhà nước cực quyền ở Nam Việt Nam vì chính sách của họ sẽ đưa đến tình trạng chia rẽ giữa những người có tinh thần dân tộc và cùng chung mục tiêu chống Cộng. Có tài liệu cho rằng với việc loại trừ các đối thủ chính trị đã tạo nên một khoảng trống chính trị ở Nam Việt Nam khiến Hoa Kỳ không có sự lựa chọn nào khác là ủng hộ chính quyền hiện hữu.
Báo Nhân dân của Đảng Lao động dẫn lại từ tờ Le Figaro thiên hữu ở Pháp tháng 2-1961: "Chế độ Diệm là độc tài và không đếm xỉa gì đến những quyền tự do cá nhân. Tổng thống nắm hết quyền hành, người ta đã tạo nên một đảng duy nhất để làm việc ép dân chúng vào tổ chức, người ta đã chăng cả một lưới mật thám và đã khuyến khích việc tố cáo những người "phản bội". Ba vạn người chống đối nằm chật các trại tập trung. Tất cả những cố gắng ấy để đi đến một thất bại: giai cấp tư sản công khai chống đối và nông dân thì nghiêng về phía Việt Minh. Tôi tin rằng đó là một điểm chủ yếu. Để có thể chống cộng, không thể chỉ cóp theo kỹ thuật cộng sản.''".
Thomas D. Boettcher nhận xét về những hoạt động tiêu diệt các nhóm đối lập của Ngô Đình Diệm:
Trong 10 đô la viện trợ thì 8 được dùng cho nội an chứ không dùng cho công tác chiến đấu chống những người du kích Cộng sản hay cải cách ruộng đất. Diệm lo lắng về những cuộc đảo chính hơn là những người Cộng sản.
...Như là hậu quả của những biện pháp đàn áp càng ngày càng gia tăng, sự bất mãn của quần chúng đối với Diệm cũng càng ngày càng tăng, bất kể là toan tính của Diệm dập tắt sự bất mãn này trong mọi cơ hội. Hàng triệu nông dân ở những vùng quê trở thành xa lạ đối với Diệm. Không lạ gì, hoạt động của những người Cộng sản gia tăng cùng với sự bất mãn của quần chúng. Và những biện pháp đàn áp của Diệm cũng gia tăng theo cùng nhịp độ. Nhiều ngàn người bị nhốt vào tù.

### Vấn đề tôn giáo
Chính quyền Ngô Đình Diệm tiếp tục áp dụng quy định trong Đạo dụ số 10 của Quốc trưởng Bảo Đại: "Hội là Hiệp ước của hai hay nhiều người thỏa thuận góp kiến thức hay hành lực một cách liên tiếp để theo đuổi mục đích không phải là phân chia lợi tức, như là mục đích thuộc về tế tự, tôn giáo, chính trị, từ thiện, khoa học, văn học, mỹ nghệ, tiêu khiển, thanh niên, thể thao và đồng nghiệp ái hữu.". Ngoại trừ Hội Truyền giáo Thiên Chúa và Gia Tô, các Hoa Kiều Lý Sự Hội có quy định riêng, đạo dụ này xem các tôn giáo là các hiệp hội văn hóa thể thao. Những bộ phận của từng giáo phái có hành động chống đối đều bị Ngô Đình Diệm huy động quân đội trấn áp, đánh dẹp.
Thời kỳ 1955-1963, lễ Noen tại các trường học được nghỉ đến 15 ngày. Trong khi đó, ngày 9/1/1956, Ngô Đình Diệm ra Dụ số 4 hủy bỏ ngày lễ Phật đản trong danh sách những ngày lễ cho các học đường, công chức và binh sĩ. Điều này gây nên sự bất bình trong dư luận xã hội nói chung và Tăng Ni, Phật tử miền Nam nói riêng.
Trong các ngày lễ của Thiên Chúa giáo, chính quyền Ngô Đình Diệm đã tạo nhiều điều kiện hết sức to lớn cho việc tổ chức hành lễ. Văn thư số 124 ngày 1/8/1963 của Ủy ban Liên phái Bảo vệ Phật giáo gửi ông Frederick E. Nolting (đại sứ Mỹ tại Sài Gòn) phản ánh: "Mỗi năm lễ Giáng sinh đều được cử hành với sự tham gia trực tiếp và hữu hiệu của Chính phủ, nào thông điệp của Tổng thống, công sở treo cờ trang hoàng, nào Công giáo độc chiếm Đài quốc gia để phát thanh trong mấy ngày liền trên hệ thống A chính thức, nào bắt toàn thể nhân viên của Phủ Tổng thống, các ông bộ trưởng, các công chức cao cấp, kể cả những người theo đạo Phật phải dự lễ nửa đêm... Quá quắt hơn hết là việc năm rồi, một hang đá (phỏng theo câu chuyện Jesus chào đời) được đặt ngay tại Tòa Đô chính, làm như toàn dân Châu thành Sài Gòn là người Thiên Chúa giáo."
Trên núi Thiên Bút, tỉnh Quảng Ngãi vốn có nền cũ của chùa Phật giáo, chính quyền Ngô Đình Diệm cho xây nhà thờ Công giáo trên đó. Tín đồ Phật giáo địa phương phản ứng quyết liệt. Ngày 27/7/1961, quân Việt Nam Cộng hòa bắn hàng loạt đạn cối vào chùa Cao Dân, xã Tân Lộc (Cà Mau) khi 200 người dân và sư sãi Khmer đang làm lễ nhập hạ, làm 20 người chết và bị thương.
Ngô Đình Diệm - một người Công giáo sùng đạo - coi tôn giáo là vũ khí hữu hiệu để thực hiện chống Cộng. Trong hội nghị "Liên minh chống cộng châu Á" họp tại Sài Gòn tháng 3 năm 1957, Ngô Đình Diệm tuyên bố "chúng ta đừng quên vũ khí chân lý sẵn có trong kho tàng tôn giáo. Sử dụng vũ khí đó là mục tiêu của liên minh chống cộng châu Á". Trong cuốn "Thập giá và lưỡi gươm", Linh mục Trần Tam Tỉnh nhận xét:
"Từ năm 1955 đến năm 1963 là thời vàng son của chủ nghĩa cha chú, với những lợi ích thật chẳng có bao nhiêu, nhưng với những hà lạm gây nhiều tiếng tăm hơn, nhất là trong khi dân chúng gồm 90% là người ngoài Công giáo mà bị kìm hãm dưới một thứ "Chính phủ Công giáo". Khắp nơi, ở thành phố cũng như tại nông thôn, chiếc áo chùng thâm là biểu tượng của quyền thế
... (Ngô Đình Diệm) chỉ chấp nhận một đảng duy nhất là Đảng Cần lao, được thành lập và khuynh loát bởi ông em Ngô Đình Nhu, làm nòng cốt cho cái ông gọi là Phong trào Cách mạng quốc gia... Hệ tư tưởng của Đảng này và của phong trào là "thuyết vị nhân". Chỉ có một trường đào tạo duy nhất là "Trung tâm đào tạo nhân vị", do một người anh của Tổng thống là Giám mục địa phận Vĩnh Long, Ngô Đình Thục sáng lập. Là người Công giáo hay không, tất cả công chức đều phải qua một khóa học tập ít nhất là một tháng tại đó. Các lớp học đều do các linh mục đảm nhiệm, nhồi nhét những khái niệm về nhân bản con người được Thiên Chúa sáng tạo, giảng về những điều lầm lạc của Phật giáo, Khổng giáo, về các tội ác của Cộng sản... Cuộc "tẩy não" này do chính các linh mục thực hiện. Họ là những người chỉ biết có triết học kinh viện Tây Âu và "đã tiếp thụ tại Roma các khái niệm về Phật giáo do các cố cựu Thừa sai dạy cho"
Năm 1959, Ngô Đình Diệm tuyên bố đặt Việt Nam Cộng hòa dưới "sự bảo trợ của Đức Mẹ Maria". Người Công giáo được Ngô Đình Diệm tín nhiệm về mặt chính trị, trở thành nguồn nhân lực chủ yếu của bộ máy hành chính, chính trị, quân sự. Một linh mục cho biết: "Trong một nước chỉ có 10% dân số là (tín đồ) Công giáo mà tại Quốc hội, có tới 30% dân biểu Công giáo với 3 vị chủ tịch Quốc hội liên tiếp là Công giáo; trong bộ máy hành chính, có 9/14 tỉnh trưởng miền Trung và 14/18 tỉnh trưởng miền Nam là Công giáo; trong chính phủ có 4/12 bộ trưởng là Công giáo; trong quân đội, 3 trong số 16 tướng lĩnh là Công giáo" Cho đến năm 1963, trừ thị trưởng Đà Lạt là người theo Phật giáo, tất cả các tỉnh trưởng, thị trưởng tại miền Trung và Tây Nguyên đều là tín đồ Thiên chúa giáo. Tỉnh trưởng nhiều tỉnh ở Nam phần như: Gia Định, Bình Tuy, Long Khánh, Phước Thành, Phước Long, Định Tường, Kiến Hòa, Vĩnh Long... đều là người Công giáo
Trong xã hội tồn tại dư luận về thái độ thiên vị tôn giáo của Ngô Đình Diệm. Điều này đã tạo ra hiềm khích tôn giáo gay gắt và nó đã phát tác thành xung đột chính trị lớn sau đó vài năm, dẫn đến cuộc Khủng hoảng Phật giáo 1963. Cuộc khủng hoảng này đã góp phần làm sụp đổ chế độ Ngô Đình Diệm.

### Mỹ đưa quân vào Việt Nam
Có những thông tin khác nhau về việc Ngô Đình Diệm có muốn Hoa Kỳ (và cả Trung Hoa Dân Quốc) đưa quân vào tham chiến trực tiếp tại Việt Nam hay không.
Ngày 11 tháng 11 năm 1960, Ngô Đình Diệm nhờ Linh mục Raymond de Jaegher, người Bỉ quốc tịch Mỹ, xin với Đại sứ Mỹ Elbridge Durbrow cho Thủy quân lục chiến Mỹ đổ bộ vào Sài Gòn với lý do bảo vệ công dân Mỹ và kiểm soát phi trường Tân Sơn Nhất. Sau thất bại của Mỹ tại Lào và Cuba, Tổng thống Kenedy quyết định chọn Việt Nam làm nơi đọ sức với Liên Xô. Tổng tham mưu trưởng Mỹ đề nghị "Để thuyết phục ông Diệm thì hay nhất là lấy cớ đem quân 'vào để huấn luyện', rồi đem một đơn vị chiến đấu quân vào đóng ở Việt Nam với công tác là giúp thiết lập hai doanh trại huấn luyện." Ngày 20 tháng 10 năm 1961, tướng Mỹ Maxwell D. Taylor hội thảo với Ngô Đình Diệm lần đầu tiên, Ngô Đình Diệm đề nghị một hiệp ước hỗ trợ quân sự, gia tăng quân số Việt Nam Cộng Hòa và yểm trợ không quân của Mỹ. Ngày 27 tháng 10 năm 1961, Taylor hội thảo với Ngô Đình Diệm lần thứ hai và đề nghị đưa bộ binh Mỹ vào miền Nam Việt Nam với nhiệm vụ chính thức là cứu lụt, Diệm rất tán thành. Tư liệu trong kho Cambodge-Laos-Vietnam ghi nhận Ngô Đình Diệm "không những muốn đón nhận quân chiến đấu Mỹ và các nước đồng minh, mà còn tuyên bố đại đa số dân miền Nam chào đón (welcome) việc này." Tuy nhiên trong tác phẩm A Death in November, tác giả Ellen Hammer cho rằng có lần Tổng thống Diệm phàn nàn với Đại sứ Pháp Roger Lalouette: "Tôi không bao giờ yêu cầu những người quân nhân này tới đây. Họ cũng chẳng có cả hộ chiếu nữa". Diệm chỉ yêu cầu Hoa Kỳ yểm trợ phương tiện vật chất, hoặc là hai bên ký kết hiệp ước quốc phòng song phương thay vì mang quân đội Mỹ vào. Đại sứ Pháp Lalouette cho rằng "lý do chính đưa tới quyết định của Mỹ loại bỏ ông Diệm là vì vào tháng 4 năm ấy (1963), ông đã toan tính yêu cầu Mỹ rút cố vấn".
Trong buổi họp ngày 13 tháng 10 năm 1961, Bộ trưởng Bộ Quốc phòng Việt Nam Cộng hòa Nguyễn Đình Thuần đã đề nghị Mỹ hãy duyệt gấp những yêu cầu của Ngô Đình Diệm, trong đó đó đề nghị Mỹ và Trung Hoa Dân Quốc (Đài Loan) gửi quân đến Việt Nam, cụ thể:
- Gửi thêm các phi đoàn khu trục cơ AD-6 và các phi công dân sự Mỹ để điều khiển máy bay.
- Gửi quân Mỹ tác chiến hoặc quân Mỹ "cố vấn tác chiến" cho quân Việt Nam Cộng Hòa. Một phần quân số này sẽ đóng gần vĩ tuyến 17 để Việt Nam Cộng Hòa rảnh tay chống quân du kích dân tộc thiểu số ở Tây nguyên.
- Xin được biết phản ứng của Mỹ đối với đề nghị (của ông Diệm) xin Trung Hoa Dân Quốc gửi một sư đoàn quân tác chiến vào khu vực hành quân ở vùng Tây Nam.

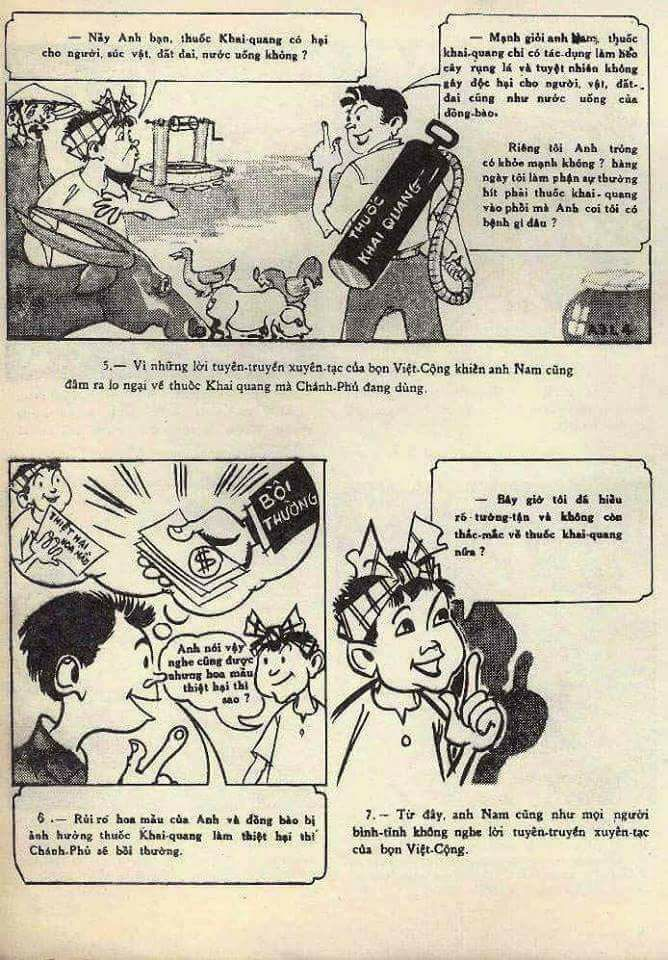
Tờ rơi tuyên truyền viết rằng chất độc màu da cam mà Mỹ rải xuống "tuyệt nhiên không gây độc hại, hít phải hàng ngày cũng không sao"

Trong thực tế, quân số của Mỹ ở Việt Nam tăng nhanh trong thời Ngô Đình Diệm. Đầu năm 1961 chỉ có 685 cố vấn quân sự thì đến tháng 10-1963, trước khi Diệm và Kennedy lần lượt bị ám sát, con số đó đã lên tới 16.732 người
Vào năm 1961, chất độc màu da cam và các loại thuốc diệt cỏ khác bắt đầu được thử nghiệm bởi quân đội Hoa Kỳ ở Việt Nam, mà hậu quả vẫn còn tác hại nghiêm trọng đến hơn nửa thế kỷ sau. Một số quan chức và tướng lĩnh trong quân đội Mỹ biết sự thật nhưng che giấu. Chính phủ Mỹ muốn chính phủ Ngô Đình Diệm phải nhận trách nhiệm về việc sử dụng chất diệt cỏ, và đã yêu cầu Tổng thống Ngô Đình Diệm ra tuyên bố rằng các chất này không gây hại gì cho sức khỏe con người
Năm 1962, Ngô Đình Diệm gửi thư cho phó Tổng thống Mỹ Lyndon Johnson trong đó viết "Những biến chuyển gần đây tại Lào đã làm nổi bật mối quan ngại trầm trọng của chúng tôi về nền an ninh của Việt Nam Cộng hòa với những đường biên giới kéo dài và dễ bị tấn công...". Trong một báo cáo, Edward Landsdale nhận xét về Việt Nam: "Về tâm lý - Việt Nam luôn nghĩ mình mới là đối tượng chính - và họ tự hỏi 'khi tới lần chúng tôi, liệu sẽ có bị đối xử giống như Lào không.' Chính sách của Mỹ đã biến Lào thành nước 'trung lập' với một chính phủ liên hiệp, làm cho Tổng thống Diệm hết sức lo âu vì nghĩ rằng sau Lào thì Mỹ sẽ tính đến việc trung lập hóa Việt Nam và áp đặt một chính phủ liên hiệp với Cộng sản. Bởi vậy, Landsdale cho rằng việc chính là phải làm sao cho chính phủ Miền Nam tin tưởng rằng việc rút lui ở Lào không có nghĩa là sẽ rút khỏi Việt Nam.".
Tuy nhiên, nguồn khác cho biết đến năm 1963, Ngô Đình Diệm muốn quay sang tìm giải pháp hòa bình. Theo bộ trưởng kinh tế Việt Nam Cộng hòa Nguyễn Tiến Hưng, đầu năm 1963, Ngô Đình Diệm đã nhìn thấy "bầu trời tím". Qua cố vấn Ngô Đình Nhu, ông liên lạc với Việt Nam Dân chủ Cộng hòa để đàm phán về hiệp thương rồi từng bước tiến tới thống nhất Việt Nam trong hòa bình. Theo người trung gian giữa hai bên là đại sứ Ba Lan là ông Mieczyslaw Maneli, trong Phái đoàn kiểm soát đình chiến, thì chính phủ Việt Nam Dân chủ Cộng hòa sau cả năm suy nghĩ đã đồng ý hợp tác với Diệm để thống nhất Việt Nam. Khi biết chuyện này, đại sứ Lodge, rồi Bộ trưởng McNamara và tướng Taylor báo cáo cho Tổng thống Kennedy rằng Ngô Đình Diệm định làm trái với mục tiêu của Mỹ: "Sự ve vãn của ông Nhu với ý định điều đình (với Hà Nội) - cho dù là nghiêm chỉnh hay không đi nữa - cũng đã cho thấy có sự bất tương phùng căn bản đối với những mục tiêu của Hoa Kỳ".
Còn theo lời Bùi Kiến Thành, cộng sự thân cận với Tổng thống Ngô Đình Diệm thì đến năm 1962, Ngô Đình Diệm không muốn Mỹ đưa quân vào Việt Nam mà muốn đàm phán với chính phủ Việt Nam Dân chủ Cộng hòa, chính vì điều này mà người Mỹ đã chỉ đạo các tướng lĩnh Việt Nam Cộng hòa khởi động cuộc đảo chính lật đổ Ngô Đình Diệm: 
"... Khi Mỹ muốn vào Việt Nam năm 1962 ông Diệm nói với người Mỹ rằng các ông nên nhớ trên đất nước tôi trong 4.000 năm lịch sử không có một chế độ nào đi theo quân đội nước ngoài mà có thể được nhân dân ủng hộ. Vì vậy ngày nào quân đội Mỹ đặt chân lên đất nước này chúng tôi sẽ mất chính nghĩa, mà khi mất chính nghĩa thì các ông không thể nào thắng được và chúng tôi (Việt Nam Cộng Hòa) cũng phải thua theo. Vì vậy ngày nào quân Mỹ đổ bộ lên đất nước này thì kể như ngày đó chính nghĩa Việt Nam đã mất rồi, chúng tôi không thể chấp nhận được... Khi chính phủ Ngô Đình Diệm thấy cái nguy cơ lính Mỹ đổ bộ lên Việt Nam rồi mà không rút ra được thì chiến tranh sẽ tràn lan, dù cho quân đội Mỹ có đánh thẳng tới Hà Nội đi nữa thì chúng ta vẫn sẽ thua như thường tại vì quân đội Trung Quốc nó sẽ vào vì nó không để cho mình tiến qua biên giới của nó. Vì vậy Miền Bắc sẽ chiến đấu đến cùng để không cho quân của Trung Quốc qua chiếm đóng Việt Nam... Qua sự trung gian của đại sứ Ấn Độ trong Ủy ban Đình chiến, và Đại sứ Pháp... qua các cuộc đi săn bắn của ông Nhu trên vùng biên giới hai bên đã có những cuộc chia sẻ, chưa hẳn là thương thảo nhưng đã liên lạc được với nhau rồi. Khi Mỹ nghe như thế thì họ nói chính phủ Ngô Đình Diệm phản thùng và họ đưa việc này ra cho mấy ông tướng lãnh Việt Nam Cộng Hòa bảo là ông Ngô Đình Diệm, Ngô Đình Nhu "bán nước cho cộng sản", vì vậy các anh phải lật đổ Ngô Đình Nhu, Ngô Đình Diệm đi để "cứu nước" không thì họ theo cộng sản, "bán đứng" các anh cho cộng sản... Tháng 9 năm 1963 Tổng thống Kennedy đã quyết định rút quân ra khỏi Việt Nam rồi nhưng do cuộc bầu cử năm 1964 nên không thể làm được cho nên chờ tới năm 1964 sau khi bầu xong thì sẽ làm, nhưng rất tiếc vận hạn của nước ta và nước Mỹ là Kennedy bị bắn chết, Ngô Đình Diệm bị lật đổ, Việt Nam đi vào cuộc chiến tranh tàn khốc do sự thiếu hiểu biết của một số người nông cạn của phía Mỹ cũng như Việt Nam Cộng Hòa... Người Mỹ không chấp nhận cái lý luận của ông Ngô Đình Diệm nên họ tìm cách lật đổ ông Diệm đi, đó là vấn đề cốt lõi chứ không phải do bà Nhu thế này thế khác... Việc đảo chánh Ngô Đình Diệm không phải là chuyện của Dương Văn Minh, ông ta chỉ là một con cờ thôi, cũng như Trần Văn Đỗ cũng như mấy ông kia cũng chỉ là con cờ, còn người chỉ huy, đưa ra tất cả những chiến thuật chiến lược để làm việc này là người Mỹ, mà người đại diện cho Mỹ làm việc này là đại tá tình báo Lucien Conein, ngồi thường trực tại Bộ Tổng tham mưu để điều khiển mấy ông tướng kia, thành ra tất cả bộ tham mưu lúc đó nghe theo lời của một anh đại tá mật vụ của Mỹ, nghe có cay đắng không? ".
Đến tháng 5/1963, khi trả lời phỏng vấn tờ Washington Post, ông Nhu tuyên bố Mỹ có thể rút đi một nửa số cố vấn. Đại sứ Pháp Lalouette, cho rằng "quyết định của ông Nhu vào hồi tháng 4 yêu cầu rút cố vấn cấp tỉnh đã là lý do chính để người Mỹ quyết định lật đổ ông Diệm". Sau đó tân Đại sứ Mỹ Lodge thông báo về Washington rằng chính ông nghe tin ông Nhu định điều đình với Bắc Việt Nam. Giám đốc Tình báo và Nghiên cứu Bộ Ngoại giao Roger Hilsman cho rằng "Ông Nhu đã quyết định dấn thân vào một cuộc mạo hiểm, cho nên ta không thể nào tiếp tục con đường hòa giải với ông ta được nữa". Trong công điện số 272 gửi cho đại sứ Lodge, Nhà Trắng đưa ra ý tưởng loại bỏ vợ chồng Ngô Đình Nhu khỏi các chức vụ và kết luận rằng "sẽ không thành công nếu chỉ thuyết phục suông" trừ phi "đưa ra một lời răn đe dọa cắt viện trợ" nhưng làm như vậy thì "có nguy cơ rất cao là ông Diệm sẽ coi đó là chỉ dấu sắp có hành động chống lại ông và ông bà Nhu đến nơi rồi, và tối thiểu rất có thể ông ta sẽ có biện pháp mạnh đối với các tướng lãnh hay thậm chí có hành động quái đản thí dụ như kêu gọi Bắc Việt yểm trợ để trục xuất người Mỹ đi". Sau đó Lodge báo cáo về nước rằng chính ông ta cũng đã "có nghe tin ông Nhu đã bí mật giao thiệp với Hà Nội và Việt Cộng qua Đại sứ Pháp (Lalouette) và Ba Lan (Maneli), cả hai chính phủ các nước này đều tán thành một giải pháp trung lập giữa Bắc và Nam Việt Nam".
Theo ông Cao Xuân Vỹ, người cùng đi với Ngô Đình Nhu gặp Phạm Hùng, Diệm muốn quá trình hiệp thương Nam - Bắc Việt Nam phải có 6 giai đoạn: cho phép dân hai miền trao đổi thư tín tự do, cho dân qua lại tự do, cho dân hai bên được tự do chọn nơi định cư giữa hai miền, trao đổi kinh tế, hiệp thương chính trị, tổng tuyển cử. Còn theo Mieczyslaw Maneli, Trưởng đoàn Ba Lan trong Ủy Hội Kiểm Soát Đình Chiến, thì "Mùa Xuân năm 1963, Đại sứ Pháp Lolouette nói với tôi là Tổng thống Diệm và em của ông có nhờ tôi tìm hiểu với Chính phủ Hà Nội xem có khả năng nào để giải quyết cuộc chiến bằng phương tiện hòa bình hay không. Trong mấy tháng sau đó tôi đã thảo luận nhiều với giới lãnh đạo cao cấp nhất kể cả Chủ tịch Hồ Chí Minh và Thủ tướng Phạm Văn Đồng. Câu hỏi căn bản tôi đặt ra cho họ là: trong trường hợp Mỹ rút khỏi Miền Nam, những bảo đảm thực sự nào Miền Bắc có thể đem ra để chứng tỏ rằng một Việt Nam thống nhất sẽ không phải là một nước của thế giới Cộng sản? Lãnh đạo Miền Bắc thảo luận nhiều lần và dần dần đi tới một kế hoạch mà tôi đã dựa vào đó để thảo luận với một nhóm các đại sứ Tây phương. Theo như kế hoạch này, hai Miền Bắc - Nam sẽ từ từ đi từng bước bắt đầu từ liên lạc bưu chính, kinh tế, văn hóa. Sản phẩm kỹ nghệ Miền Bắc sẽ được dùng để mua thóc gạo Miền Nam... Miền Bắc sẽ không đòi hỏi phải thống nhất nhanh chóng, một chính phủ liên hiệp sẽ được thành lập tại Miền Nam. Tôi hỏi liệu ông Diệm có thể là lãnh đạo của chính phủ này hay không? Tới mùa hè 1963 thì câu trả lời sau cùng là có. Sau đó, tôi lại hỏi thêm: nhưng làm sao phía Thế giới Tự do (chỉ phương Tây) có thể tin rằng Hà Nội sẽ giữ lời hứa? Câu trả lời là nếu Mỹ đồng ý rút, Miền Bắc sẽ sẵn sàng đưa ra những bảo đảm có thực chất, gồm cả việc Mỹ tham dự vào việc giám sát giải pháp hòa bình... ngoài ra Miền bắc cũng sẽ có quan hệ ngoại giao và thương mại với thế giới Tự do, và sau cùng nhưng rất quan trọng, là quyền lực về kinh tế và chính trị của Hoa Kỳ sẽ vẫn còn nguyên, không bị bớt đi vì cuộc chiến. ".
Tuy nhiên, một số người khác thì đánh giá rằng việc liên lạc với Việt Nam Dân chủ Cộng hòa để đàm phán là quyết định riêng của Ngô Đình Nhu, người được coi là mưu mẹo và thực tế hơn, còn Ngô Đình Diệm không có được sự uyển chuyển về chính trị như vậy. Bản thân Ngô Đình Diệm khi đó vẫn muốn tiếp tục chiến tranh, với việc Mỹ liên tục tăng cường thêm quân tại Việt Nam từ năm 1961 nhằm đáp ứng lời đề nghị của Ngô Đình Diệm thì ông ta vẫn không tin mình sẽ thất bại hoặc bị lật đổ

### Can thiệp vào nội bộ Campuchia và Lào
Với Lào, quốc gia láng giềng, chính quyền Diệm đã quyết định đoạn giao khi Chính phủ của hoàng thân Souvanna Phouma công nhận và thiết lập liên lạc ngoại giao với Chính phủ Việt Nam Dân chủ Cộng hòa vào năm 1962. Ngay như Campuchia, một quốc gia liền kề cũng đã từ chối không công nhận về mặt pháp lý đối với chính quyền Ngô Đình Diệm. Ngày 2 tháng 2 năm 1956 Ngô Đình Diệm đã đóng cửa biên giới không cho hàng hóa nhập vào Campuchia. Như vậy, thất bại lớn nhất trong chính sách đối ngoại của chính phủ Ngô Đình Diệm ở Đông Nam Á là không lôi kéo được Lào Và Campuchia ủng hộ mình.
Tháng 2 năm 1959, cơ quan Tình báo Phủ Tổng thống Việt Nam Cộng hòa hợp tác với tướng Campuchia Dap Chhoun âm mưu đảo chính lật đổ quốc vương Norodom Sihanouk để đưa Sơn Ngọc Thành lên làm lãnh đạo Campuchia do Sihanouk có khuynh hướng ngả theo Bắc Kinh. Khi cuộc đảo chính bùng nổ thì lực lượng Quân khu V và Quân khu II của Việt Nam Cộng hòa sẽ tiến đến biên giới giúp Dap Chhoun chiếm lĩnh khu vực Đông - Bắc Campuchia. Tuy nhiên, giờ khởi sự bị đình lại vì Sơn Ngọc Thành qua Thái Lan để xin viện trợ quân sự cho mặt trận phía Tây. Chính sự trì hoãn này đã làm cho âm mưu bị bại lộ. Ngay khi phát hiện âm mưu đảo chính, Sihanouk giao Lon Nol thống lãnh lực lượng lính dù mở cuộc tấn công chớp nhoáng vào Siem Reap khi Dap Chhoun còn ngủ. Dap Chhoun cải trang trốn thoát. Quân Lon Nol chiếm dinh thống đốc Siem Reap và bắt được đầy đủ tang vật gồm 100 kg vàng, hai điệp viên Việt Nam Cộng hòa và đài vô tuyến cùng một số vũ khí. Hôm sau, Sihanouk mời tất cả viên chức ngoại giao nước ngoài, trong đó có ông Ngô Trọng Hiếu, đặc sứ Việt Nam Cộng hòa tại Campuchia, đến Siem Reap. Tại dinh thống đốc Siem Reap, Sihanouk không ngớt lời thóa mạ "kẻ thù dân tộc Khmer" và bọn "tay sai đế quốc" rồi trưng ra tất cả nhân chứng lẫn vật chứng trong đó có 100 kg vàng đóng dấu ngân khố Việt Nam Cộng hòa, hệ thống điện đài và hai điệp viên mang thông hành Việt Nam Cộng hòa. Hai điệp viên Việt Nam Cộng hòa bị kết án tử hình còn Dap Chhoun bị lực lượng lính dù của Lon Nol bắt và hạ sát.
Báo Nhân dân dẫn theo các báo Campuchia ngày 22 tháng 6 năm 1961 cho biết tòa án Quân sự Campuchia kết án tử hình một điệp viên chính quyền Ngô Đình Diệm, về tội "mưu sát quốc vương và hoàng hậu Campuchia" và tội "làm gián điệp cho Mỹ - Diệm phá hoại nền an ninh Campuchia". Người này là chủ nhiệm tờ Hồn Việt và tờ Tự do xuất bản tại Phnôm Pênh các năm 1956-1957. Chính phủ Campuchia bắt được nhiều giấy tờ tỏ rõ điệp viên này nhận lệnh của chính quyền Ngô Đình Diệm "âm mưu phá hoại nền an ninh Campuchia", trong đó có cả thư khen của ông Diệm gửi cho ông ta. Kế hoạch ám sát Sihanouk được ông Ngô Đình Nhu và Trần Kim Tuyến thảo luận chi tiết, sau khi mưu đảo chính tại Campuchia thất bại. Tuy nhiên âm mưu ám sát bất thành do Sihanouk may mắn thoát chết. Phạm Trọng Nhơn là thủ phạm của vụ này. Theo báo An ninh Thế giới, Sihanouk thoát chết là nhờ một điệp viên của Việt Nam Dân chủ Cộng hòa là Ba Quốc (tên thật là Đặng Trần Đức), phụ tá Phó Giám đốc Sở Nghiên cứu Chính trị Xã hội Việt Nam Cộng hòa, tham gia vào âm mưu ám sát đã cố ý cài đặt bom lệch giờ.
Theo báo Nhân dân, dẫn lại Đài Tiếng nói Lào, hơn mười ngày sau cuộc đảo chính ngày 9 tháng 8 năm 1960 ở Viêng Chăn, hàng nghìn binh sĩ Mỹ, Thái Lan, Philippines, lính Đài Loan, Việt Nam Cộng hòa đã đến Savannakhet chuẩn bị tấn công Viêng Chăn. Ngày 31 tháng 1 năm 1961, Đại tá Hà Văn Lâu trưởng phái đoàn liên lạc của Việt Nam Dân chủ Cộng hòa gửi điện đến Ủy ban quốc tế, cho biết sau cuộc gặp giữa Nguyễn Khánh và Trần Văn Đôn với Phoumi Nosavan và Boun Oum, chính quyền Diệm đã cho ba đơn vị bộ binh của trung đoàn 1 và 2 thuộc sư đoàn I của quân khu 2 sang Lào.

### Các lần bị ám sát
Từ năm 1957 đến năm 1962, Ngô Đình Diệm nhiều lần bị ám sát nhưng đều may mắn thoát chết. Có thể kể đến 2 vụ tiêu biểu: Lần đầu tiên do Hà Minh Trí, một người cộng sản dưới danh nghĩa thành viên Cao Đài thực hiện ngày 22 tháng 2 năm 1957 tại "Hội chợ Kinh tế Cao nguyên" ở Buôn Ma Thuột, lần thứ hai do hai phi công thuộc Quân lực Việt Nam Cộng hòa là Nguyễn Văn Cử và Phạm Phú Quốc, vốn là đảng viên Đại Việt Quốc dân Đảng, ném bom vào dinh Tổng thống ngày 27 tháng 2 năm 1962. Nguyễn Văn Cử là con trai thứ hai của Nguyễn Văn Lực, một lãnh đạo của Đại Việt Quốc dân đảng, người mà trước đó đã bị Ngô Đình Diệm bỏ tù một thời gian vì các hoạt động chống đối. Vụ ném bom của Nguyễn Văn Cử và Phạm Phú Quốc làm sập một góc của dinh Tổng thống, khiến 3 người phục vụ và lính gác bị chết, 30 người khác bị thương, song Ngô Đình Diệm đã kịp xuống hầm trú ẩn an toàn.

### Bị đảo chính lần thứ nhất
Đảo chính tại Việt Nam Cộng hòa năm 1960 là cuộc đảo chính quân sự đầu tiên tại Việt Nam Cộng hòa, do đại tá Nguyễn Chánh Thi và trung tá Vương Văn Đông cầm đầu. Mục đích cuộc đảo chính nhằm lật đổ Tổng thống Ngô Đình Diệm. Ban đầu, quân đảo chính kiểm soát được một số vị trí quan trọng tại Sài Gòn do yếu tố bất ngờ, tuy nhiên nhanh chóng thất bại khi các thủ lĩnh quân sự không kiên quyết cũng như không có được sự ủng hộ quần chúng.
Kế hoạch đảo chính đã được Vương Văn Đông và các quan chức bất bình với chế độ Ngô Đình Diệm, trong đó có Đại tá Nguyễn Chánh Thi, chuẩn bị trong một năm. Vương Văn Đông đã cấu kết được với một trung đoàn xe thiết giáp, một đơn vị hải quân và ba tiểu đoàn quân nhảy dù. Cuộc đảo chính được dự định vào 5 giờ sáng ngày 11 tháng 11. Tuy nhiên kế hoạch đã được thực hiện không hiệu quả, quân nổi loạn đã không tuân thủ chiến thuật đã được viết ra như chiếm giữ đài phát thanh và phong tỏa các con đường vào đô thành Sài Gòn. Họ cũng đã không thể cắt đường dây liên lạc điện đàm vào dinh Độc Lập, điều này khiến cho Ngô Đình Diệm có thể liên lạc được với các đơn vị trung thành đến bảo vệ mình. Quân đảo chính đã bao vây dinh Độc Lập nhưng trì hoãn tấn công trong 36 giờ vì tin rằng Ngô Đình Diệm sẽ tuân thủ theo yêu sách của họ. Lợi dụng thời gian trì hoãn này, Ngô Đình Diệm đã xuống tầng hầm dinh Độc Lập và viết một bài diễn văn hứa hẹn sẽ có bầu cử tự do và công bằng và các biện pháp tự do khác. Khi các thỏa hiệp đang được phát trên các phương tiện truyền thông ngày 12 tháng 11, lực lượng trung thành với Ngô Đình Diệm đã tiến vào Sài Gòn. Cuộc giao tranh diễn ra chớp nhoáng nhưng khốc liệt với khoảng 400 người chết, trong đó có nhiều thường dân tò mò xuống phố để xem giao tranh. Lực lượng trung thành với Ngô Đình Diệm đã tiêu diệt gọn quân đảo chính.
Sau cuộc chiến là một cuộc đàn áp của Ngô Đình Diệm với những người chỉ trích và nhiều bộ trưởng nội các bị bỏ tù. Một số sĩ quan quân đội và chính khách đối lập liên quan đến cuộc đảo chính bị chính quyền Ngô Đình Diệm thanh trừng và đưa ra xét xử, tiêu biểu như vụ án nhà văn Nguyễn Tường Tam.

### Khủng hoảng Phật giáo
Các mối quan hệ của chế độ Ngô Đình Diệm với Hoa Kỳ đã trở nên tồi tệ hơn trong năm 1963, do sự bất mãn ngày một tăng trong phần lớn Phật tử ở miền Nam Việt Nam. Tháng 5 năm 1963, ở Huế một thành phố trung tâm của đạo Phật, theo Topmiller, người anh của Ngô Đình Diệm là tổng Giám mục Ngô Đình Thục đã cấm phật tử và nhà chùa treo cờ nhà Phật trong lễ Phật đản căn cứ trên quy định cấm treo các loại cờ tôn giáo ở nơi công cộng còn theo tác giả Nguyễn Hiền Đức, Ngô Đình Cẩn chỉ thị cho Tỉnh trưởng yêu cầu ban Tổ chức lễ Phật Đản chỉ cần thông báo cho toàn thể tín đồ Phật giáo đừng treo cờ Phật giáo trong ngày lễ, Phật tử nào đã treo cờ rồi thì cứ để cho treo hết lễ. Vài ngày trước đó thì người Công giáo lại được phép treo cờ trong các lễ kỷ niệm của họ. Tuy nhiên, sau đó Phật giáo và chính quyền thành phố Huế đã đạt được thỏa thuận cho phép dân chúng treo cờ Phật giáo.

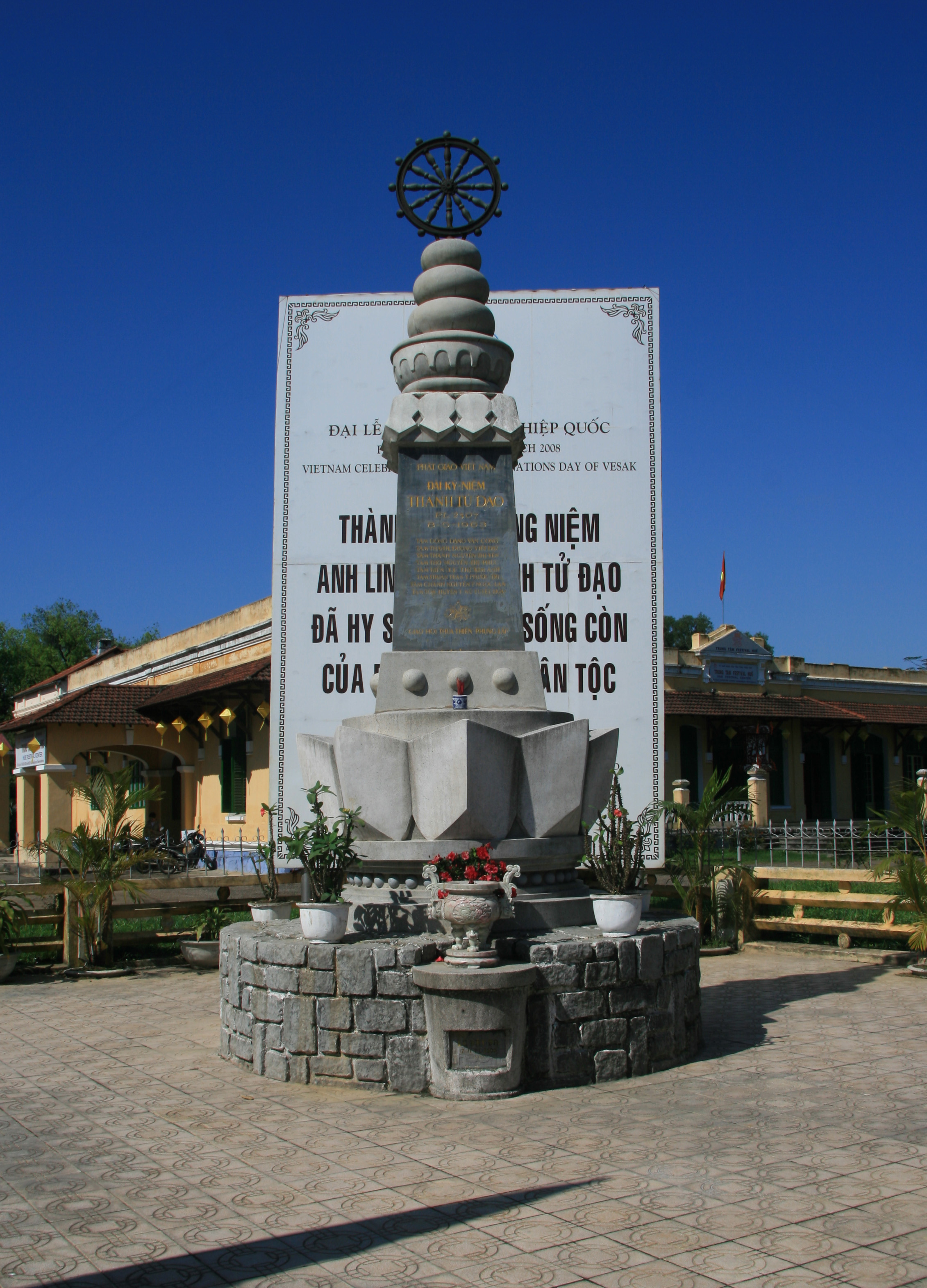
Đài kỉ niệm sự kiện ngày 8 tháng 5 năm 1963 tại Huế, nơi 9 thường dân bị giết

Nhưng thượng tọa Thích Trí Quang vẫn quyết định tiếp tục đấu tranh nhằm chống lại quy định của chính quyền. Trong lúc Phật tử tụ tập trước đài phát thanh Huế chờ nghe bài diễn văn của Thượng tọa Thích Trí Quang đã xảy ra vụ nổ giết chết 9 thường dân không vũ trang. Mặc dù tỉnh trưởng bày tỏ sự cảm thông và chia buồn sâu sắc đối với thân nhân những người chết và đề xuất bồi thường cho gia đình nạn nhân, nhưng tỉnh trưởng vẫn nhất quyết phủ nhận lực lượng của chính phủ đàn áp giết chết người biểu tình, đồng thời cho rằng Việt Cộng là thủ phạm. Theo Karnow, lực lượng an ninh quân đội Việt Nam Cộng hòa đã đàn áp cuộc biểu tình của Phật giáo. Ngô Đình Diệm và những người cùng phe cáo buộc Việt Cộng phải chịu trách nhiệm về những cái chết của thường dân và tuyên bố những người biểu tình phải chịu trách nhiệm về tình trạng bạo lực
Các tổ chức Phật giáo đã đưa ra một bản Tuyên ngôn gồm 5 điểm: tự do treo cờ tôn giáo, chấm dứt bắt bớ bừa bãi, bồi thường cho các nạn nhân Huế, các quan chức chịu trách nhiệm về vụ đàn áp phải bị xử lý và bình đẳng tôn giáo. Chính quyền cấm các cuộc biểu tình, ra lệnh cho quân đội cảnh sát bắt giữ những người tham gia vào các cuộc tuần hành biểu tình.
Ngày 3 tháng 6 năm 1963, người biểu tình cố gắng diễu hành qua chùa Từ Đàm. Quân lực Việt Nam Cộng hòa sử dụng hơi cay và chó nghiệp vụ tấn công người biểu tình 6 lần để giải tán đám đông nhưng bất thành, cuối cùng quân đội sử dụng hóa chất lỏng màu nâu đỏ để tưới vào đám đông người biểu tình đang cầu nguyện, kết quả là 67 người phải nhập viện vì nhiễm độc. Lệnh giới nghiêm sau đó đã được chính quyền Diệm ban hành.
Để xoa dịu Phật giáo, ngày 4 tháng 6 năm 1963, Chính phủ Ngô Đình Diệm thành lập Ủy ban Liên bộ để nghiên cứu giải quyết những nguyện vọng của Phật giáo, do Phó Tổng thống Nguyễn Ngọc Thơ đứng đầu. Một phái đoàn hỗn hợp của hai bên được gửi ra Huế để giải tỏa các chùa Từ Đàm, Linh Quang, Báo Quốc, và Chùa Diệu Đế, đồng thời kêu gọi Phật tử trở về sinh hoạt bình thường, kiên nhẫn chờ đợi hành động của chính quyền.

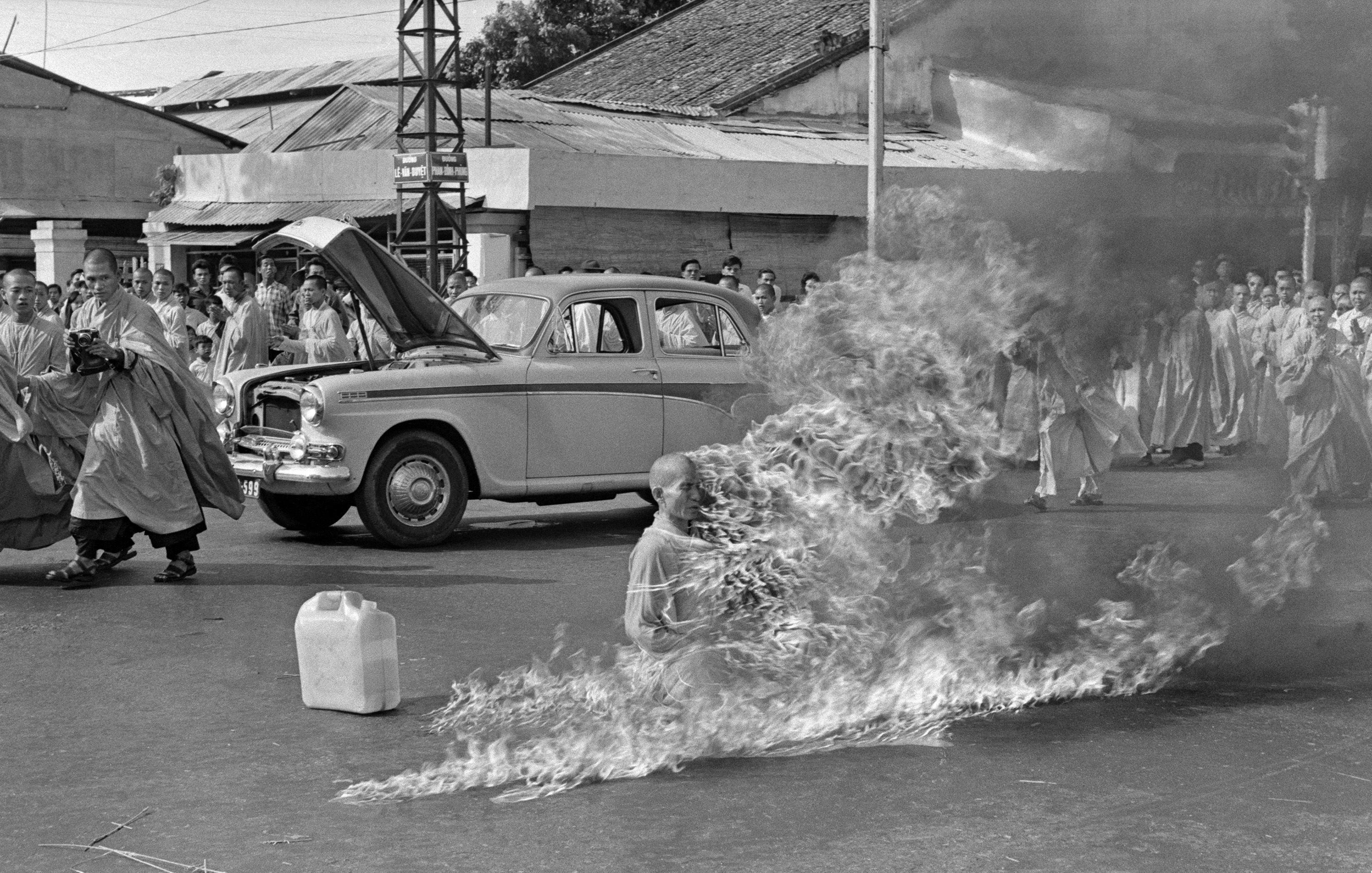
Hòa thượng Thích Quảng Đức tự thiêu để phản đối các chính sách của chính quyền Ngô Đình Diệm.

Bước ngoặt của cuộc khủng khoảng Phật giáo năm 1963 đến vào tháng 6, khi hòa thượng Thích Quảng Đức tự thiêu giữa một ngã tư đông đúc ở Sài Gòn để phản đối các chính sách của Diệm; bức ảnh chụp lại cảnh tượng này đã nhanh chóng phổ biến trên khắp thế giới, và đối với nhiều người những hình ảnh này đã chứng minh cho sự thất bại của chính phủ Việt Nam Cộng hòa. Một số nhà sư khác đã tự thiêu, noi gương theo hòa thượng Thích Quảng Đức.
Trước tình hình đó, Ủy ban Liên bộ của chính quyền Việt Nam Cộng hòa và Ủy ban Liên phái của Phật giáo sau khi thảo luận đã ra bản Thông cáo chung với nội dung cho phép treo cờ Phật giáo nơi công cộng nhưng phải kèm theo cờ quốc gia, chính phủ hứa sẽ thay thế dụ số 10 bằng một đạo luật mới do Quốc hội ban hành, lập Ban điều tra để xem xét tất cả các đơn khiếu nại của Phật giáo, phóng thích những người liên quan đến cuộc đấu tranh của Phật giáo, những sinh hoạt tôn giáo thuần túy và thường xuyên không diễn ra nơi công cộng không cần xin phép, tạo điều kiện cho Phật giáo xây chùa, trừng phạt các cán bộ có trách nhiệm trong sự kiện Phật đản ngày 8 tháng 5 năm 1963 nếu thật sự họ có lỗi, trợ giúp các nạn nhân trong sự kiện Phật đản.
Sau khi bản Thông cáo chung được công bố, phía Phật giáo cho rằng các chính quyền địa phương đang ngầm chống lại việc thực thi Thông cáo chung nên tiếp tục đấu tranh. Cuộc đấu tranh của Phật giáo khiến chính quyền Việt Nam Cộng hòa do Tổng thống Ngô Đình Diệm lãnh đạo mất uy tín cả trong lẫn ngoài nước. Điều này buộc Tổng thống Ngô Đình Diệm ra thông điệp kêu gọi hòa giải giữa chính phủ Việt Nam Cộng hòa và Phật giáo. Tuy nhiên Phật giáo không chấp nhận hòa giải mà vẫn tiếp tục đấu tranh.
Chính phủ Hoa Kỳ ngày càng thất vọng với những hình ảnh công bố các nhà lãnh đạo không được ưa chuộng cả ở Việt Nam và Hoa Kỳ. Ngô Đình Diệm sử dụng lý lẽ chống cộng truyền thống của mình, buộc tội những người chống đối là cộng sản. Khi các cuộc biểu tình chống chính phủ của Ngô Đình Diệm vẫn tiếp tục trong suốt mùa hè năm 1963, thì các lực lượng đặc biệt trung thành với chính phủ đã tiến hành một cuộc đột kích vào chùa Xá Lợi ở Sài Gòn vào tháng 8 cùng năm. Chùa bị phá hoại, các nhà sư bị đánh đập, hài cốt hỏa táng của hòa thượng Thích Quảng Đức, bao gồm cả trái tim của ông được những phật tử coi là một di tích tôn giáo, cũng bị lực lượng an ninh tịch thu.
Các cuộc tấn công đồng thời được thực hiện trên toàn Việt Nam Cộng hòa, chùa Từ Đàm ở Huế bị cướp phá, tượng phật Tất-đạt-đa Cồ-đàm bị phá hủy và di thể một nhà sư đã tạ thế cũng bị đưa đi. Khi dân chúng đến để bảo vệ các nhà sư đã đụng độ với quân đội và cảnh sát, dẫn đến 30 thường dân thiệt mạng và 200 người khác bị thương. Tổng cộng đã có 1.400 nhà sư bị bắt, khoảng 30 nhà sư bị thương trên toàn lãnh thổ Việt Nam Cộng hòa. Hoa Kỳ đã cho thấy quan điểm không tán thành chính quyền của Diệm khi đại sứ Hoa Kỳ là Henry Cabot Lodge, Jr. tới thăm một ngôi chùa. Không có thêm các cuộc biểu tình của Phật tử xảy ra trong thời gian nắm quyền còn lại của Ngô Đình Diệm (khoảng 5 tháng).
Trong thời gian này, em dâu của Ngô Đình Diệm là Trần Lệ Xuân, một người từng theo đạo Phật và sau cải đạo sang Công giáo, có thể coi Trần Lệ Xuân là Đệ Nhất phu nhân de facto (trên thực tế) do Ngô Đình Diệm không lập gia đình; Trần Lệ Xuân đã đổ thêm dầu vào lửa khi chế giễu các vụ tự thiêu của các nhà sư, coi họ là "thịt nướng" (barbecues), và tuyên bố "Nếu các phật tử muốn có thêm thịt nướng, Tôi sẽ vui mừng cung cấp xăng cho họ" (nguyên văn: If the Buddhists want to have another barbecue, I will be glad to supply the gasoline). Các cuộc tấn công vào chùa chiền đã làm dấy lên băn khoăn lo lắng lan rộng trong công chúng ở Sài Gòn. Sinh viên đại học Sài Gòn đã bãi khóa và tổ chức các cuộc bạo động, dẫn đến việc bắt giữ, bỏ tù và đóng cửa các trường đại học; điều này đã lặp lại tại Đại học Huế. Khi học sinh trung học diễu hành biểu tình, Ngô Đình Diệm cũng đã bắt học sinh; trên 1.000 học sinh từ các trường trung học ở Sài Gòn, hầu hết là con em các công chức dân sự Sài Gòn, đã bị gửi tới các trại cải tạo, theo báo cáo bao gồm cả trẻ em lên năm, bị buộc tội vẽ và viết các câu, hình vẽ chống chính phủ. Bộ trưởng ngoại giao của Diệm là Vũ Văn Mẫu đã từ chức, cạo đầu giống như một nhà sư để phản đối. Khi ông cố gắng rời Việt Nam Cộng hòa để tham gia một cuộc hành hương đến đất phật Ấn Độ, thì bị bắt và bị quản thúc.
Ngày 20 tháng 8 năm 1963, Ngô Đình Nhu chỉ đạo lực lượng an ninh của đại tá Lê Quang Tung phát động chiến dịch Nước Lũ ào ạt tấn công chùa Xá Lợi, Giác Minh, Ấn Quang, Từ Quang, Therevada ở Sài Gòn và chùa chiền khắp toàn quốc. Họ mặc đồng phục của quân đội trong khi đột kích để cho mọi người thấy rằng Quân đội chính phủ đứng sau lưng họ trong cuộc đàn áp này. Lực lượng của Ngô Đình Nhu đã bắt hơn 400 nhà sư đang ngồi trước tượng Đức Phật. Hàng ngàn phật tử khác cũng bị bắt giữ trên cả nước (riêng tại Sài Gòn là 1.400 người) với lý do "Phật giáo là tay sai của Việt cộng". Hệ quả tức thời của chiến dịch Nước Lũ là toàn bộ thành phần lãnh đạo Phật giáo bị bắt giữ, phong trào đấu tranh của Phật giáo gần như bị tê liệt.
Trong ba tháng sau chiến dịch Nước Lũ, nhiều vị lãnh đạo trên thế giới, kể cả Giáo hoàng Phaolô VI và các tổ chức Công giáo, đã lên án Ngô Đình Diệm. Ngô Đình Thục đến Vatican nhưng không được Giáo hoàng tiếp, Trần Lệ Xuân dẫn phái đoàn Quốc hội đi nước ngoài bị biểu tình phản đối. Cuối tháng 9/1963, Tổ chức Liên Hợp Quốc quyết định gửi phái đoàn đến Việt Nam để điều tra tình hình đàn áp Phật giáo theo lời mời của Việt Nam Cộng hòa.

### Khủng hoảng chính trị và quân sự
Từ năm 1960 khi Mặt trận Dân tộc Giải phóng Miền Nam Việt Nam với sự hậu thuẫn của Việt Nam Dân chủ Cộng hòa ra đời tiến hành đấu tranh vũ trang đã làm cho tình hình an ninh ở miền Nam bị xáo trộn. Lực lượng Mặt trận Dân tộc Giải phóng miền Nam Việt Nam đã kiểm soát được phần lớn vùng nông thôn, các kế hoạch quốc sách như Ấp Chiến lược và Khu Trù mật của Ngô Đình Diệm đều thất bại. Riêng trong năm 1963, quân Giải phóng và người dân miền Nam đã phá hoàn toàn 2.895 Ấp chiến lược trong số 6.164 ấp được lập, số còn lại đã bị phá đi phá lại 5.950 lần ấp. Quân Giải phóng giành quyền làm chủ ở 12.000 thôn trong tổng số 17.000 thôn toàn miền Nam, gồm hơn 5 triệu dân trong tổng số 14 triệu dân toàn miền Nam. Hơn 1,5 triệu ha trên tổng số 3,5 triệu ha ruộng đất đã về tay nông dân; hơn 23.000 thanh niên miền Nam đã gia nhập quân Giải phóng. Hàng nghìn ấp chiến lược đã biến thành làng chiến đấu, hệ thống Ấp chiến lược bị sụp đổ đến 4/5.
Việc tập trung quyền lực vào gia đình, đảo ngược các chính sách cải cách ruộng đất của Việt Minh trước đây (xem Cải cách điền địa) cũng như chính sách cai trị đất nước bị coi là thiên vị với thiểu số người Công giáo tạo ra những mầm mống xung đột giữa Công giáo và Phật giáo cũng như sự bất mãn trong đội ngũ tướng lĩnh quan chức, sự chống đối của đông đảo người theo đạo Cao Đài, Phật giáo Hòa Hảo, trí thức và nông dân. Hơn nữa Ngô Đình Diệm còn bị các chính trị gia đối lập chỉ trích là độc tài, gia đình trị, bất lực trong việc ổn định xã hội và chống Cộng thiếu hiệu quả (xem Nhóm Caravelle).
Anh em Ngô Đình Diệm - Ngô Đình Nhu nảy sinh bất đồng từ đầu năm 1963. Quân đội Việt Nam cộng hòa bị thua nặng tại trận Ấp Bắc, dù khi đó tại Nam Việt Nam đã có 12.000 cố vấn quân sự Mỹ, đã khiến giới quân sự Mỹ liên tục chỉ trích khả năng quân sự của các tướng Việt Nam Cộng Hòa và đòi để các tướng Mỹ nắm quyền chỉ huy. Ngô Đình Nhu tỏ ra bất mãn về việc chính phủ Việt Nam Cộng hòa phải nghe theo những khuyến cáo quân sự của người Mỹ nên quyết định tìm hướng đi mới, tỏ ý định yêu cầu Mỹ rút bớt cố vấn quân sự về nước và tìm cách tiếp xúc với những người cộng sản ở Hà Nội. Người ta đánh giá rằng việc này là quyết định riêng của Ngô Đình Nhu, còn Ngô Đình Diệm không có được sự uyển chuyển về chính trị như vậy.
Do những ý định mới của Ngô Đình Nhu, người Mỹ bắt đầu tìm cách thay thế Ngô Đình Diệm, họ cắt một nửa viện trợ cho chính quyền Sài Gòn. Tháng 7 năm 1963, đại sứ Mỹ Frederick Nolting, người bị xem là quá bao che cho chính quyền họ Ngô, bị thay thế. Cùng lúc đó nổ ra biến cố Phật giáo, 1963 làm chính quyền Sài Gòn càng lung lay. Theo tướng Pháp Paul Ély thì vào giữa năm 1963, quyền lực của Ngô Đình Diệm chỉ còn giới hạn trong phạm vi Sài Gòn.
Cùng với việc chống Cộng không đạt được kết quả và không xoa dịu được cuộc đấu tranh của Phật giáo được xem là nguyên nhân dẫn tới sự mất uy tín trầm trọng của chính quyền Ngô Đình Diệm trước các lực lượng chính trị hợp pháp khác tại miền Nam và trước chính quyền Hoa Kỳ. Sự kiện Phật Đản, 1963 xảy ra là giọt nước tràn ly dẫn tới hành động đảo chính của một nhóm tướng lĩnh vốn bất mãn với cách điều hành đất nước của Tổng thống Ngô Đình Diệm. Chính phủ Mỹ đề nghị Ngô Đình Diệm bớt đàn áp tàn bạo đối với Phật giáo và sinh viên để lấy lại hình ảnh dân chủ hơn của chính quyền, nhưng Ngô Đình Diệm không nghe theo. Đứng trước tình thế đó, chính phủ Kennedy buộc phải gây sức ép đối với chính quyền của Ngô Đình Diệm.
Căng thẳng với người Mỹ ngày càng tăng, nhưng Ngô Đình Diệm không nghe theo những cảnh báo của Mỹ vì ông vẫn tự tin cho rằng người Mỹ không thể tìm ra người thay thế tốt hơn mình ở vị trí Tổng thống Việt Nam Cộng hòa. Vì thế chính phủ Mỹ cuối cùng quyết định bỏ rơi ông.

### Bị đảo chính lần thứ hai
Theo Thomas Ahern Jr., bắt đầu từ tháng 10 năm 1960 CIA bắt đầu nhận thấy mầm mống nổi loạn chống Ngô Đình Diệm ở Sài Gòn ngày càng tăng, CIA tập hợp thông tin về thành phần bất mãn trong quân đội đồng thời cố gắng khai thác tướng Trần Văn Minh và các nguồn khác nhằm liên lạc với thành phần tham gia đảo chính. Nhân viên CIA Miller được lệnh của Trạm CIA tránh can dự "cố vấn" cho phe đảo chính mà chỉ việc lặng lẽ theo dõi diễn biến rồi báo cáo về Trạm.

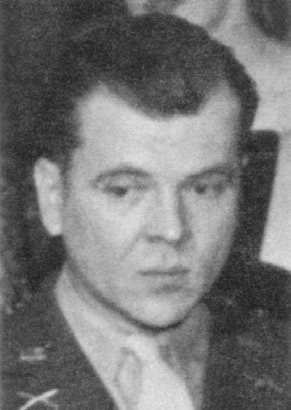
Điệp viên CIA Lucien Emile Conein, là đầu mối liên lạc giữa Đại sứ quán Hoa Kỳ với các tướng lĩnh đảo chính.

Bùi Diễm (sau năm 1963 là Đại sứ Việt Nam Cộng hòa tại Hoa Kỳ) đã viết trong hồi ký của mình rằng: tướng Lê Văn Kim đã yêu cầu hỗ trợ nhằm thực hiện điều mà chính phủ Hoa Kỳ cũng muốn làm với chính quyền của Ngô Đình Diệm (tức gạt bỏ chính quyền của Ngô Đình Diệm). Bùi Diễm đã liên lạc với cả đại sứ và các nhà báo thạo tin của Hoa Kỳ ở miền Nam Việt Nam, như David Halberstam (New York Times), Neil Sheehan (United Press International) và Malcolm Browne (Associated Press).
Theo lời Bùi Kiến Thành, một người thân cận với Tổng thống Ngô Đình Diệm thì "Qua sự trung gian của đại sứ Ấn Độ trong Ủy ban Đình chiến, và Đại sứ Pháp... qua các cuộc đi săn bắn của ông Nhu trên vùng biên giới hai bên đã có những cuộc chia sẻ, chưa hẳn là thương thảo nhưng đã liên lạc được với nhau rồi. Khi Mỹ nghe như thế thì họ nói chính phủ Ngô Đình Diệm phản thùng và họ đưa việc này ra cho mấy ông tướng lãnh Việt Nam Cộng Hòa bảo là ông Ngô Đình Diệm, Ngô Đình Nhu "bán nước cho cộng sản", vì vậy các anh phải lật đổ Ngô Đình Nhu, Ngô Đình Diệm đi để "cứu nước" không thì họ theo cộng sản, "bán đứng" các anh cho cộng sản...Những đầu óc suy yếu của những anh tướng hữu dũng vô mưu không biết gì cả, nghe như thế lại tưởng rằng mình là người ái quốc ái quần, lật đổ Ngô Đình Diệm để "cứu đất nước khỏi họa cộng sản" ".
Henry Cabot Lodge, Jr. đại sứ Hoa Kỳ tại Việt Nam Cộng hòa sau khi biết về âm mưu đảo chính được lên kế hoạch bởi các tướng lĩnh của Quân lực Việt Nam Cộng hòa, do tướng Dương Văn Minh cầm đầu đã báo cáo cho Tổng thống Mỹ John F. Kennedy xin ý kiến. Biên bản cuộc họp ngày 29 tháng 10 năm 1963 giữa Kennedy và các cố vấn cho thấy Kennedy sau khi họp với 15 cố vấn ngoại giao cao cấp và chuyên gia an ninh quốc gia không đưa ra được ý kiến thống nhất về vấn đề này mà để cho đại sứ Mỹ Henry Cabot Lodge, Jr. tùy cơ ứng biến. Tại Washington, ngoại trưởng Dean Rusk truyền đạt quyết định đến Đại sứ Lodge ở Sài Gòn. Lodge báo tin cho nhân viên CIA Lucien Conein.
Lucien Conein, đặc vụ của CIA, trở thành đầu mối liên lạc giữa Đại sứ quán Hoa Kỳ với các tướng lĩnh đảo chính, do Trần Văn Đôn đứng đầu. Ngày 3 tháng 10 năm 1963, Conein gặp tướng Minh là người nói cho ông biết ý định đảo chính và yêu cầu người Mỹ hỗ trợ nếu nó thành công. Trong phim tài liệu Việt Nam: Cuộc chiến 10.000 ngày của đạo diễn Michael Maclear, nhân viên CIA Lucien Conein kể lại rằng khi được thông báo về ý định đảo chính ông ta nói: "Lệnh mà tôi nhận là thế này: Tôi phải cho Tướng Minh biết rằng chính phủ Hoa Kỳ sẽ không cản trở cuộc đảo chính của họ, và tôi đã truyền đạt điều này.". Sau đó Conein bí mật gặp tướng Trần Văn Đôn để nói với ông này rằng Hoa Kỳ phản đối bất cứ hành động ám sát nào. Tướng Trần Văn Đôn trả lời "Được rồi, nếu anh không thích điều đó chúng ta sẽ không nói về nó nữa.". Theo một nguồn khác, Conein cung cấp cho nhóm tướng lĩnh Việt Nam Cộng hòa một số tiền mặt lên tới 40.000 USD để hỗ trợ cho việc thực hiện đảo chính với lời hứa rằng Hoa Kỳ sẽ không làm bất cứ điều gì để bảo vệ Ngô Đình Diệm.
Ngày 30 tháng 10 năm 1963, phụ tá Ngoại trưởng Mỹ Roger Hilsman gửi đến Đại sứ Mỹ tại Sài Gòn một bức mật thư mà ông này gọi đó là "Hoàng hôn của các thần linh". Trong bức mật thư này có đoạn: 
"Chúng ta cần khuyến khích nhóm đảo chính chiến đấu đến cùng và phá tan Dinh Độc Lập (nếu cần) để đạt được thắng lợi. Điều kiện cho gia đình họ Ngô là đầu hàng vô điều kiện, vì nếu không họ sẽ tìm cách gạt bỏ được lực lượng đảo chính lẫn sự ảnh hưởng của Hoa Kỳ. Nếu gia đình họ Ngô bị bắt sống, vợ chồng ông Nhu phải nhanh chóng bị tống xuất sang Pháp hay bất cứ nước nào muốn nhận họ. Riêng ông Diệm, tùy thuộc vào ý muốn của các tướng lĩnh tham gia đảo chính".
Tướng Dương Văn Minh và các đồng mưu lên kế hoạch lật đổ chính phủ của Ngô Đình Diệm vào ngày 1 tháng 11 năm 1963 bằng một cuộc đảo chính nhanh gọn chóng vánh. Ngày 1 tháng 11 năm 1963, lực lượng đảo chính đưa quân đội tới chiếm đóng tất cả các vị trí trọng yếu ở Sài Gòn, chặn mọi cửa ngõ ra vào nội đô. Tại dinh tổng thống, chỉ có một lực lượng nhỏ trung thành bảo vệ cho Ngô Đình Diệm và Ngô Đình Nhu, các tướng lĩnh đảo chính kêu gọi Ngô Đình Diệm đầu hàng và Ngô Đình Diệm sẽ được ra nước ngoài sống lưu vong nếu đầu hàng. Tuy nhiên tối hôm đó, Ngô Đình Diệm và đoàn tùy tùng đã trốn thoát khỏi dinh tổng thống bằng một đường hầm tới Chợ Lớn, về lánh nạn tại nhà thờ Cha Tam - Chợ Lớn. Sáng sớm ngày 2 tháng 11, Ngô Đình Diệm và Ngô Đình Nhu bị lực lượng đảo chính bắt, cuộc đảo chính tới đây là kết thúc, phe đảo chính chỉ còn việc thành lập chính phủ mới. Hành động đảo chính đã đưa Việt Nam Cộng hòa đến tình trạng khủng hoảng lãnh đạo trong một thời gian cho đến khi Nguyễn Văn Thiệu trở thành Tổng thống Việt Nam Cộng hòa.

## Ám sát và mai táng
Sau khi bị lật đổ bởi các tướng lĩnh dưới quyền ngày 1 tháng 11 năm 1963, Ngô Đình Diệm cùng em trai — cố vấn Ngô Đình Nhu — lánh nạn tại nhà thờ Cha Tam. Lúc 7 giờ sáng ngày 2 tháng 11 năm 1963, Ngô Đình Diệm gọi điện thoại cho Đại sứ Mỹ là Cabot Lodge để cầu cứu trước, nhưng Lodge đã "bỏ máy xuống và đi tìm cái gì đó". Khi trợ lý của Lodge là Mike Dunn đề nghị Lodge cho người đến đó để giải cứu, Lodge ngăn lại: "Chúng ta không thể dính líu như vậy được".

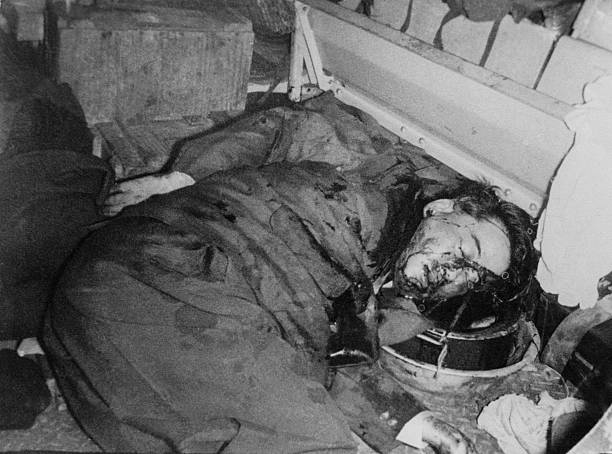
Thi hài Ngô Đình Diệm ở phía sau của chiếc xe thiết giáp M113

Sáng hôm đó, Ngô Đình Diệm cùng với Ngô Đình Nhu gọi điện và ra hàng lực lượng đảo chính. Hai anh em Ngô Đình Diệm và Ngô Đình Nhu bị đại úy Nguyễn Văn Nhung giết bằng lưỡi lê và súng lục trong chiếc xe bọc thép M-113, theo lệnh của tướng Dương Văn Minh, khi chiếc xe đang trên đường tới Bộ Tổng tham mưu Quân lực Việt Nam Cộng hòa. Theo chứng nhận của bác sĩ Huỳnh Văn Hưỡn, là người đã tiến hành vụ khám nghiệm thì anh em Ngô Đình Diệm - Ngô Đình Nhu bị bắn từ sau gáy ra phía trước. Thi thể Ngô Đình Diệm có nhiều vết bầm, chứng tỏ đã bị hành hung trước khi bị bắn. Còn thi thể Ngô Đình Nhu thì bị đâm nhiều nhát, áo rách nát và đầy máu.
Sau khi đảo chính xảy ra ở Sài Gòn, anh trai Ngô Đình Diệm là Ngô Đình Cẩn xin tỵ nạn ở tòa lãnh sự Mỹ ở Huế. Sau đó, Mỹ đưa Cẩn vào Sài Gòn. Nhưng khi tới Sài Gòn thì Ngô Đình Cẩn được giao lại cho Lou Conein và sau đó được giao cho những người lãnh đạo đảo chính theo lệnh của Đại sứ Lodge. Mấy tháng sau, Cẩn bị xử tử tại Sài Gòn (ngày 9 tháng 5 năm 1964). Như vậy, cả ba anh em Ngô Đình Diệm đều bị giết, đại sứ Mỹ Cabot Lodge đã làm ngơ hoặc gián tiếp giao họ cho quân đảo chính giết chết.

Sau khi biết tin Ngô Đình Diệm bị lật đổ và ám sát, phát biểu của Hồ Chí Minh được thuật lại như sau "Tôi không thể nào tin người Mỹ lại ngu ngốc đến vậy" Bộ Chính trị Đảng Lao động Việt Nam nói rõ hơn:
"Hậu quả của cuộc đảo chính ngày 1 tháng 11 sẽ trái với những tính toán của đế quốc Mỹ... Diệm là một trong số những nhân vật mạnh nhất chống lại nhân dân và Chủ nghĩa cộng sản. Tất cả những gì có thể làm nhằm cố gắng đè bẹp cách mạng đã được Diệm thực hiện. Diệm là một trong những tay sai có tài nhất của đế quốc Mỹ... Trong số những người chống cộng ở miền Nam Việt Nam hoặc đang lưu vong ở nước ngoài, không ai có đủ tài lực chính trị và khả năng làm người khác tuân phục. Do đó, chính quyền tay sai sẽ không thể vững bền. Cuộc đảo chính ngày 1 tháng 11 năm 1963 sẽ không phải là cuộc đảo chính cuối cùng."
Khi biết Tổng thống Ngô Đình Diệm đã bị đảo chính và giết chết, Tổng thống Mỹ John F. Kennedy bị choáng váng và ưu tư thoáng buồn. 4 giờ chiều ngày 2 tháng 11 năm 1963, khi được thông báo anh em Ngô Đình Diệm - Ngô Đình Nhu đã bị giết, Đại sứ Hoa Kỳ Cabot Lodge, đã vui vẻ thốt lên bằng tiếng Pháp: "C'est formidable! C'est formidable!" (Thật là tuyệt diệu. Thật là tuyệt diệu).
Các cơ quan do Ngô Đình Diệm lập ra như Đảng Cần Lao, Sở Nghiên cứu Chính trị Xã hội, Lực lượng Đặc biệt, 4 cơ quan Mật vụ Công an, Phong trào Cách mạng Quốc gia, Thanh Niên Cộng hòa, Phụ nữ Liên đới, các xóm Đạo võ trang,... tất cả đều tê liệt rồi tan rã không một phản ứng. Cả cấu trúc chính trị mà họ Ngô xây dựng trong 9 năm đã sụp đổ chỉ trong 24 tiếng đồng hồ, tất cả đều bỏ mặc gia đình họ Ngô bị giết.
Nhà sử học Nguyễn Hiến Lê, khi đó đang sống ở Sài Gòn, đã ghi lại không khí vui mừng của người dân ở thời điểm đó:
Từ 7 giờ sáng ngày 2 tháng 11 năm 1963, khi đài phát thanh Sài Gòn báo tin dinh Gia Long bị quân đội chiếm thì già trẻ lớn bé lũ lượt kéo nhau đi xem. Lời hò reo, tiếng cười vang với sắc diện tươi vui của mọi người chứng tỏ sự giải thoát gông cùm kềm kẹp của độc tài đã bóp nghẹt lòng dân trong chín năm trời đăng đẳng" - Bác sĩ Dương Tấn Tươi. Còn thi sĩ Đông Hồ thì: "Nỗi ức hiếp, nỗi căm hờn bị đè nén, bị vùi dập một cách tàn nhẫn bất công trong 9 năm trời, một sớm được giải thoát, được cởi mở, mà phản ứng chỉ có chứng ấy thì cho thấy quần chúng Việt Nam năm 1963 này cũng đã tỏ ra hiền lành nhiều lắm, và cũng đã biết tự kiềm hãm sức giận dữ hung hãn của mình rồi đó."
Nhà báo đương thời tại miền Nam, ông Vũ Bằng ghi lại không khí của người dân miền Nam lúc đó khi nghe tin vụ đảo chính và việc anh em Ngô Đình Diệm - Ngô Đình Nhu bị giết:
| “ | Lúc ấy, tôi đang làm cho tờ "Dân Chúng". Tôi còn nhớ bầu không khí nẩy lửa đó, ai cũng hăng say muốn thấy Ngô Đình Diệm và bộ sậu, bị chết đâm chết chém... có một điều chắc chắn là tình thế lúc đó đã chín mùi và dân chúng đã thấy cách gì cũng phải hạ ngay Ngô Đình Diệm. Người ta muốn biết ai đã giết Diệm - Nhu, nhưng không ai biết đích xác; dù sao Diệm - Nhu chết đi thì đại đa số dân chúng cũng mừng. Có người mổ heo cúng tế; có người lập bàn thờ cảm tạ trời đất; còn thì hầu hết nhà nào cũng làm tiệc, rủ bè bạn, thân thích đến để nhậu nhẹt cho "phỉ chí tang bồng". | ” |

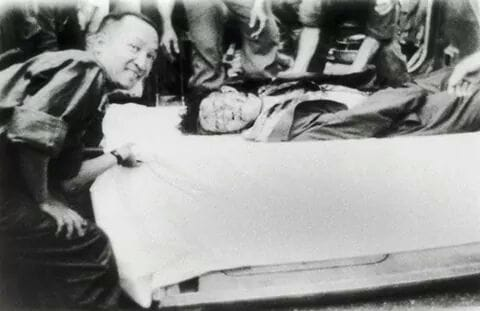
Một sỹ quan đảo chính tươi cười chụp ảnh bên xác Ngô Đình Diệm

Cái chết của anh em Ngô Đình Diệm cũng khiến cho các lãnh đạo Á Châu là đồng minh của Mỹ phải cảm thấy lo ngại cho mình. Về sau, Tổng thống (Pakistan), Ayub Khan, đã nói với Tổng thống Hoa Kỳ Richard Nixon: 
| “                      | Cuộc thảm sát gia đình Ngô Đình Diệm đã khiến các lãnh tụ Á Châu chúng tôi rút ra được một bài học khá chua chát: Làm đồng minh với Mỹ thật nguy hiểm! Có lợi hơn nên đứng thế trung lập. Và có lẽ hữu ích hơn nữa là nên làm kẻ thù của Hoa Kỳ. | ” |
| — Tổng thống Ayub Khan | |   |

Tài liệu của phía Hoa Kỳ cho biết Ngô Đình Diệm và Ngô Đình Nhu được chôn trong những ngôi mộ không tên trong một nghĩa trang bên cạnh ngôi nhà của đại sứ Hoa Kỳ. Sau này tìm hiểu, thì ông Ngô Đình Diệm và ông Ngô Đình Nhu được chôn ở nghĩa trang Mạc Đĩnh Chi (vị trí ở đường Điện Biên Phủ cắt với đường Hai Bà Trưng, ngày nay là Công viên Lê Văn Tám). Áo quan của Ngô Đình Diệm hình hộp, áo quan của Ngô Đình Nhu có nắp tròn. Một nhân chứng thời kỳ này giải thích vì người thân của hai ông đi mua vội quan tài nên chỉ mua được một chiếc hạng tốt dành cho ông Ngô Đình Diệm, còn chiếc hạng vừa dành cho ông Ngô Đình Nhu. Trong khoảng thập niên 1980, do nhu cầu phát triển đô thị trong nội đô Sài Gòn, nghĩa trang Mạc Đĩnh Chi được di dời về nghĩa trang Lái Thiêu (Nghĩa trang Nhân dân số 6B) ngày nay. Hiện tại, mộ ông Ngô Đình Diệm và ông Ngô Đình Nhu chính thức đặt tại nghĩa trang Lái Thiêu. Mộ hai ông nằm hai bên mộ mẹ - bà Phạm Thị Thân. Ngoài ra, mộ ông Ngô Đình Cẩn cũng được dời về gần đó. Mộ hai ông ban đầu không có tên mà chỉ ghi tên thánh và "Huynh" (chỉ ông Ngô Đình Diệm) hoặc "Đệ" (ông Ngô Đình Nhu), sau đó, theo đề nghị của một số người, mộ đã được đề đích danh.

## Đánh giá

### Tại Việt Nam
Năm 1935, nhân việc Ngô Đình Diệm bị Bảo Đại cách chức rồi lại phục chức, Phan Khôi nhận xét như sau: "Thật, chúng tôi nói 50 năm nay mới có một người như ông Ngô Đình Diệm, không phải là nói quá.
Ngay sau khi Ngô Đình Diệm nhậm chức Thủ tướng chính quyền Bảo Đại, báo Nhân dân của Đảng Lao động đã có bài chỉ trích "Dưới thời thực dân Pháp trước đây, do tài luồn lọt bợ đỡ, Diệm từ chỗ một tên công chức nhỏ đã được cất nhắc dần dần lên tới tuần phủ. Thấy quan thầy chú ý Diệm càng trổ tài khuyến mã ra sức đàn áp cách mạng, áp bức nông dân, nên đến năm 1933 nó được quan thầy đặc cách phong chức thượng thư bộ lại trong cái thứ triều đình mọt nát của Bảo Đại. Hồi phát xít Nhật xâm lược Đông Dương, địa vị thực dân Pháp lung lay, Diệm giở mặt thay thầy đổi chủ. Nó cử tên Vũ Đình Dy sang Đông Kinh thay mặt nó lạy van phát xít Nhật và xin cho nó cái chân thủ tướng bù nhìn. Nó lại cho tên tay sai Phan Thúc Ngô sang Nhật lần nữa mang cái "Lời thề trung thành" của nó tâu hỏi với phát xít Nhật và tên bù nhìn Cường Để, đồng thời định rước Cường Để về làm vua bù nhìn,...Ngô Đình Diệm chính là một con chó săn lai Nhật, lai Tây, lai Mỹ chuyên thay thầy đổi chủ,..."
Sách giáo khoa lịch sử lớp nhất của Đệ Nhị Việt Nam Cộng hòa ("Đệ Nhị Cộng hòa" là chính phủ do các tướng lĩnh đảo chính Ngô Đình Diệm lập nên, để phân biệt với "Đệ Nhất cộng hòa" là chính phủ thời Ngô Đình Diệm) xuất bản năm 1966 viết về thời kỳ Ngô Đình Diệm:
| “ | Ngô Đình Diệm nắm quyền ở miền Nam, đặt ra chế độ độc tài tàn bạo. | ” |

| “ | Một chánh thể độc tài hại dân hại nước không thể tồn tại được. | ” |

Nhà sử học và là một tín đồ Công giáo, ông Nguyễn Đình Đầu cho rằng Ngô Đình Diệm là người yêu nước và có công. Ông nói: "Vào năm 1955, tôi ở Pháp về tôi thấy ông Ngô Đình Diệm có những hoạt động rất tích cực trong việc xây dựng lại xã hội đang sa sút lúc bấy giờ trên nhiều phương diện. Về kinh tế, lúc đó đang nhập khẩu gạo mà chỉ trong vài năm đã phát triển nông nghiệp và xuất khẩu 300.000 tấn gạo ra nước ngoài. Về văn hóa tiến bộ khá rõ ràng, đã xây dựng được hệ thống giáo dục đào tạo tiến bộ theo chương trình của người Pháp và phương pháp của Hoa Kỳ, trong một thời gian ngắn đã đào tạo được nhiều chuyên gia trí thức...
Theo hồi ức của tướng Trần Văn Đôn thì: "Ông Diệm là người tuy điềm đạm bên ngoài nhưng tính rất nóng. Một hôm tôi vào Dinh Độc Lập, thấy thức ăn, cơm canh văng tung tóe dưới sảnh, người bồi đang lau dọn. Sau khi trò chuyện với ông Diệm xong, tôi quay ra hỏi tùy viên có chuyện gì xảy ra, thì được biết ông Diệm hất đổ mâm cơm vì thiếu một món mà ông thích".
Ngô Đình Diệm hiểu rõ bản thân ông cần quân đội, nhưng ông luôn tỏ ý coi thường quân đội, trong khi rất thích những bộ trưởng dân sự biết cách nịnh hót. Ngoài ra, ông Diệm là người phân biệt cá nhân theo vùng miền. Ông chỉ thích nâng đỡ người gốc Huế. Ngô Đình Diệm thường nói: "Chỉ có dân miền Trung mới có khả năng lãnh đạo quốc gia. Dân miền Bắc hợp với buôn bán, còn dân miền Nam chỉ làm tướng võ biền".
Giáo sư Nguyễn Văn Tương, nguyên Tổng Thư ký Quốc hội, có nhận xét về việc Ngô Đình Diệm đã khống chế quốc hội như một nhà độc tài:
Ra phiên họp khoáng đại, Dân biểu ta chia làm hai khối: khối đa số và khối thiểu số, giống chế độ lưỡng đảng của Anh quốc. Nhưng đó chỉ là trò ảo thuật của cấp lãnh đạo, vì ở cấp cao còn có vai trò của Đảng Cần lao Nhân vị hoạt động trong vòng bí mật. Người ngoài cuộc nói Quốc hội lúc ấy là một cửa sổ giả, nghĩa là khi xây nhà thì phải có cửa cái, cửa sổ cho đủ bộ dễ coi, mặc dù cửa sổ giả vốn không cần thiết. Thay vì chú tâm trang bị cho nước nhà những bộ luật mới thống nhất và tiến bộ, Quốc hội chuyên ra các Quyết nghị ủng hộ Ngô Tổng thống..."
Ngô Đình Diệm quá đề cao bản thân lẫn người cùng huyết thống, có cách cư xử không khéo đối với thuộc cấp. Đa phần tướng tá, sĩ quan đều bị ông Diệm gọi bằng "thằng" (ngoại trừ Tổng tham mưu Trưởng Lê Văn Tỵ, ông Diệm gọi là ngài, còn tướng Nguyễn Văn Đôn thì gọi khách khí bằng ông). Theo nhiều hồi ký của tướng lĩnh dưới thời ông Diệm kể lại, thì khi vào cửa Tam quan ở các đền thờ vua chúa, ông Diệm thường nói: "Các ông đi cổng hai bên, vì cổng giữa chỉ có vua mới được đi. Chúng ta phải tôn trọng nguyên tắc này". Dứt câu, ông Diệm đi vào bằng cổng giữa. Ngay cả người gần gũi với gia đình ông như tướng Trần Văn Đôn còn bất mãn với sự độc đoán này của ông Diệm. Nhiều sử gia gọi Việt Nam Đệ Nhất Cộng hòa là "Ngô triều".
Theo ông Quách Tòng Đức, vốn là một viên chức cao cấp của chế độ thực dân từ trước năm 1945 và sau này đã phục vụ các chính phủ ở Sài Gòn cho rằng: Ngô Đình Diệm có bản chất quyết liệt đến tàn bạo, rất kiên trì trong những kế hoạch thâu tóm quyền lực và không ngần ngại sử dụng những mưu kế để đạt các mục đích đã đặt ra. Ngô Đình Diệm không hay to tiếng nhưng ông ta cũng có những lúc lớn giọng quát nạt làm đám thuộc hạ phải sợ hãi. Nhiều người từng tiếp xúc với Tổng thống Diệm ở Sài Gòn đều có cảm nhận rằng, mặc dù mang danh là đứng đầu một chính thể "cộng hòa" nhưng thực chất Ngô Đình Diệm vẫn cư xử như một viên quan lớn của chế độ phong kiến. Cũng dưới góc nhìn như thế nên tác giả Stanley Karnow trong cuốn "Vietnam A History" đã dành hẳn một chương (chương 8) nói về Ngô Đình Diệm với tựa đề "America's Mandarin" (Quan cận thần của Mỹ). Làm việc theo kiểu quan lại phong kiến nên Tổng thống Diệm, cũng như em trai ông là cố vấn Ngô Đình Nhu, thường xuyên ôm đồm mọi việc, vì họ không thấy ai ngoài gia tộc mình đủ độ tin cậy để trao đầy đủ trọng trách.
Thiếu tướng Đỗ Mậu, người từng nhiều năm phục vụ Ngô Đình Diệm khi còn thất thế lẫn khi đã trở thành Tổng thống ở Sài Gòn có vài đánh giá, nhận xét: 
"Tất cả mọi quyết định, vi phạm mọi nguyên tắc hành chính cơ bản, để can thiệp trực tiếp và mạnh mẽ những sinh hoạt nào mà ông ta muốn, cấp độ nào mà ông ta thích... Chủ trương trung ương tập quyền tuyệt đối đó, một lần nữa phản ánh cái tâm lý độc quyền và độc tôn là một trong những nét đặc thù của con người ông Diệm từ những ngày đầu mới làm quan Nam triều..."
Ông Bùi Kiến Thành, một cộng sự thân cận với Tổng thống Ngô Đình Diệm nhận định về sự thất bại của ông Diệm:
"... thực sự ra chính quyền Ngô Đình Diệm sụp đổ còn nhiều vấn đề cốt lõi hơn nữa. Ông Ngô Đình Diệm là một người yêu nước và có công tâm nhưng ông Diệm không có kinh nghiệm tổ chức. Còn ông Nhu thì rất uyên thâm về vấn đề học thuật, ông học rất giỏi về tổ chức thư viện, ông nghiên cứu rất tốt nhưng không có tài năng tổ chức lực lượng chính trị. Nếu quản lý một nhà nước mà không có tài tổ chức thì làm sao? Vì vậy cho nên cái Đảng Cần lao của ông Nhu không có tổ chức tốt còn cái "Phong trào cách mạng quốc gia" mà ông Bác sĩ Tín làm chủ tịch sáng lập thì nó cũng chỉ là phong trào thôi. Sau một phong trào rồi thì nó lặng im. Quyền chính trị trong nước là ở trong đảng, mà Đảng Cần Lao không được tổ chức tốt vì vậy cho nên chế độ Ngô Đình Diệm không tồn tại được vì không có tổ chức chính trị nòng cốt để làm việc.
Sau nữa còn có cái lỗi ở chỗ lầm lẫn hai việc khác nhau: quản lý các vấn đề nhà nước là việc quản lý hành chính, còn tổ chức nòng cốt do một chính đảng đứng lên để đóng vai trò cột trụ cho một đất nước thì là một việc khác. Do lầm lẫn ở vai trò lãnh đạo chính trị và lãnh đạo hành chính cho nên chế độ Ngô Đình Diệm tập trung nhiều hơn về vấn đề hành chính mà quên đi vấn đề lãnh đạo chính trị, xây dựng nòng cốt tức là sự ủng hộ của nhân dân, làm sao để vấn đề đảng được nhân dân ủng hộ...
Chính phủ Ngô Đình Diệm không làm được, không xây dựng được một đảng chính trị thật sự của dân, do dân và vì dân vì vậy cho nên không đứng vững được và vì thế có thể nói sự sụp đổ của chế độ Ngô Đình Diệm không phải là vấn đề nhỏ bé như chuyện bà Nhu nói cái này cái kia. Có! Nó có ảnh hưởng nhưng chuyện đó là chuyện nhỏ, đối với khả năng xây dựng nên một chính đảng mạnh thì chính phủ Ngô Đình Diệm không làm được. "
Ông Lý Chánh Trung, Đổng lý văn phòng Bộ Quốc gia Giáo dục, đã nhận xét vào năm 1970 rằng:
Nhìn lại 9 năm cầm quyền, tôi thành thực nghĩ rằng, ông Diệm chỉ là một huyền thoại lớn do người Mỹ và một số tay chân bộ hạ tạo ra để lợi dụng. Người Mỹ lợi dụng ông để thực hiện mưu đồ của họ, một số tay chân bộ hạ đã lợi dụng ông để bòn rút những nguồn lợi béo bở của đất nước này và của viện trợ Mỹ...
Cái lỗi căn bản của ông là đã xem người Mỹ cũng như tay chân bộ hạ của ông là những phương tiện để hoàn thành sứ mạng, trong khi chính ông mới là phương tiện của người Mỹ và một số tay chân bộ hạ.
Ông đã tưởng mình có thể lệ thuộc Mỹ một phần nào thôi, còn phần kia thì vẫn "độc lập", ông đã tưởng có thể chấp nhận làm con cờ trong một ván cờ rồi ngay trong ván cờ đó, có thể tự động đi một nước cờ riêng của ông. Khi ông nhìn thấy đó chỉ là ảo tưởng thì đã quá trễ: Ông đã chết vì ảo tưởng đó. Và cái chết bi thảm của ông cho thấy một sự thật hết sức tầm thường: Không một con cờ nào có thể tự đi một nước cờ cho riêng nó, dù con cờ đó mang tên Ngô Đình Diệm, và không một nước nhỏ nào có thể lợi dụng một nước lớn, nhất là nước đó mang tên Hoa Kỳ.
Bảy năm đã qua và ngày nay, dư luận quần chúng có vẻ khoan hồng hơn đối với ông Diệm, ngay cả những nơi nạn nhân của chế độ ấy. Lý do giản dị: với thời gian, kỷ niệm đã mờ nhạt, hận thù được xoa dịu, những ẩn ức dồn nén được giải tỏa. Trong khi đó, cái thực trạng của xã hội miền Nam (năm 1970) mỗi ngày càng thêm xấu xa tệ hại, khiến cho người ta có khuynh hướng chỉ nhớ tới những nét tương đối dễ coi của chế độ Ngô Đình Diệm. Nhưng từ đó mà cho rằng chế độ ông Diệm là một thời đại hoàng kim và chỉ cần bắt chước ông Diệm là có thể giải quyết những vấn đề đất nước, như một số chân tay bộ hạ của ông đang tuyên bố rùm beng thì thật là lố bịch và vô liêm sỉ.

### Từ bên ngoài
Ngô Đình Diệm từng sống ở Hoa Kỳ một thời gian, có quan hệ với một số nhân vật trong chính giới Mỹ, được Hoa Kỳ ủng hộ về Việt Nam làm Thủ tướng trong chính phủ Bảo Đại (sau Hiệp định Genève) rồi Tổng thống Đệ Nhất Cộng hòa Việt Nam. Người có ảnh hưởng rất lớn trong việc ông Diệm trở thành Thủ tướng Quốc gia Việt Nam là Hồng y Spellman. John Cooney (1985) đã viết:
"Tuy rằng không có mấy người biết điều này, Hồng y Spellman đã đóng một vai trò rất quan trọng trong việc tạo nên sự nghiệp chính trị của một người đã ở trong một Trường Dòng ở New York trước đây, vừa trở thành Thủ tướng của miền Nam Việt Nam: Ngô Đình Diệm. Ở Diệm, Spellman nhìn thấy những đặc điểm mà ông ta muốn có trong mọi người lãnh đạo: Công giáo nồng nhiệt và chống Cộng điên cuồng."
Nhà hoạt động dân quyền nổi tiếng người Mỹ gốc Phi Martin Luther King, trong bài phát biểu phản đối Chiến tranh Việt Nam với tiêu đề "Hơn cả Việt Nam, thời khắc phá vỡ sụ im lặng" (Beyond Vietnam: A Time to Break Silence) vào tháng 4 năm 1967, đã phê phán:
Sau khi quân Pháp bị đánh bại, có vẻ như nền độc lập và cải cách ruộng đất sẽ được thực hiện thông qua Hiệp định Genève. Nhưng thay vào đó, Hoa Kỳ đã đến, quyết định rằng Hồ Chí Minh không được quyền thống nhất đất nước tạm thời bị chia cắt. Chúng ta ủng hộ một trong những nhà độc tài xấu xa nhất, người do chúng ta chọn lựa, Tổng thống Diệm. Nông dân miền Nam Việt Nam chứng kiến và run rẩy khi ông Diệm thẳng tay triệt hạ mọi phe đối lập, ủng hộ các địa chủ bóc lột họ, và thậm chí từ chối thảo luận về việc thống nhất với miền Bắc. Những người nông dân đã theo dõi tất cả những điều này, vốn là kết quả do sự chủ trì của Hoa Kỳ, và sau đó là số lượng quân nhân Hoa Kỳ ngày càng tăng kéo đến Việt Nam để giúp dập tắt các cuộc nổi dậy mà các phương pháp của Diệm đã khơi dậy.
(Mặt trận dân tộc Giải phóng miền Nam) phải nghĩ gì về Hợp chủng quốc Hoa Kỳ, khi họ nhận ra rằng chúng ta đã cho phép sự đàn áp và tàn ác của Diệm, điều đã khiến họ trở thành một nhóm kháng chiến ở miền Nam?... Làm sao họ có thể tin tưởng chúng ta khi bây giờ chúng ta buộc tội họ bằng bạo lực sau triều đại tàn sát của Diệm, trong khi chính chúng ta đổ mọi vũ khí chết chóc mới vào đất của họ?
Một số người cho rằng Ngô Đình Diệm là người theo chủ nghĩa dân tộc. Song tác giả Dennis Bloodworth (1970) nhận xét rằng:
"Cho tới năm 1963 mật vụ của Diệm đã bắt giữ hoặc đẩy vào tay những kẻ thù hầu như mọi người quốc gia có tên tuổi đã chiến đấu cho tự do của đất nước trong 20 năm trước. Ông ta và gia đình mình đã đàn áp mọi đối lập, chất đầy nhà tù, bịt miệng báo chí, gian lận bầu cử, và bám vào quyền lực."
Có ý kiến cho rằng Ngô Đình Diệm đã bỏ lỡ cơ hội thống nhất đất nước khi từ chối hiệp thương, không tiến hành tổng tuyển cử và giết hại rất nhiều người thân cộng. Tuy nhiên theo Richard J. Barnet nhận xét :
Điều quan tâm chính của chính quyền Diệm là sự an toàn của chính quyền. Chính quyền Diệm sợ rằng cuộc bầu cử dự định tổ chức vào tháng 7 năm 1956 đưa đến sự thắng lợi của Hồ Chí Minh và chấm dứt quyền lực của những chính trị gia không Cộng sản
Đại sứ Mỹ J. Lowton Collins nhận xét về ông Diệm: "Ông ấy quá quan tâm đến những vấn đề nhỏ nhặt, không có bất cứ sáng kiến đáng kể nào từ ngày nắm chính quyền. Những người có khả năng trong chính phủ đều khó chịu về thói quen quyết định trên đầu người khác của ông Diệm. Ông Diệm hoàn toàn không trông cậy vào họ, mà đặt hết niềm tin vào hai người em cùng những người chịu phục tùng ông ấy. Ông là người hoàn toàn không biết nhân nhượng và với thái độ của một người khổ hạnh, ông không thể đương đầu với những thế lực thực tại, điển hình nhất là Bình Xuyên..." Người Mỹ không xem ông Diệm là một kẻ bù nhìn. Họ đánh giá ông Diệm là một con người "luôn muốn có được tất cả, hoặc không có gì", "được ăn cả ngã về không" và "ông Ngô Đình Diệm là một con rối. Nhưng con rối ấy tự giật dây mình và giật dây luôn cả chúng ta".
Nhà sử học George C. Herring nhận xét:
Để làm vui lòng các cố vấn Mỹ, thỉnh thoảng Diệm cũng nói trên đầu môi chót lưỡi về dân chủ, nhưng trong thực hành ông ta nắm lấy những quyền lực tuyệt đối. Đích thân ông ta ngự trị ngành hành pháp của chính phủ, đưa ba người anh em trai vào nắm ba chức trong nội các có sáu bộ, ông ta có mọi quyền quyết định.
Sự tấn công dữ dội của Diệm vào những đối lập chính trị đã gây nên sự bất mãn trong các thành phố cũng như ở thôn quê. Báo chí chỉ trích chính phủ bị đóng cửa ngay.. Dùng quyền hành trong các sắc lệnh của tổng thống, chính quyền Diệm đã lùa vào những "trại cải huấn" nhiều ngàn người Việt Nam, cộng sản cũng như không cộng sản, những người bị coi như là đe dọa cho trật tự công cộng. Chương trình cải huấn lúc đầu nhắm vào các thành phần kháng chiến Việt Minh ở lại miền Nam, nhưng rồi với thời gian chương trình này được áp dụng cho bất cứ ai dám chống đối chính phủ của Diệm.
Chính quyền có khuynh hướng cai trị dân với lòng nghi ngờ và cưỡng bức", một phúc trình tình báo của Mỹ kết luận năm 1960, và "đã được đáp trả bởi thái độ bất thiện cảm và bất mãn của người dân.
Những báo cáo của cơ quan tình báo Mỹ CIA, soạn trong tháng 2 năm 1957, mô tả chế độ Diệm như sau:
Chế độ Diệm phản ánh ý nghĩ của Diệm. Một bộ mặt chính quyền đại diện cho dân được duy trì, nhưng thực chất chính quyền là độc tài. Quyền lập pháp của quốc hội bị hạn chế gắt gao; quyền tư pháp chưa phát triển và tùy thuộc quyền hành pháp; và những nhân viên trong ngành hành pháp không gì hơn là những tay sai của Diệm. Không có một tổ chức đối lập nào, dù trung thành hay không, được phép thành lập, và mọi chỉ trích chính quyền đều bị đàn áp... Quyền lực và trách nhiệm tập trung nơi Diệm và một nhóm nhỏ gồm có những thân nhân của Diệm, những người quan trọng nhất là Ngô Đình Nhu và Ngô Đình Cẩn.
Chế độ độc tài của Diệm, dựa trên một mạng lưới mật vụ, tòa án quân sự, và công chức tham nhũng, không chỉ tuyên bố về sự nghiệp chiến đấu chống Cộng (dù cho tới năm 1957, phong trào Cộng sản vẫn chưa có hoạt động gì), mà còn chống bất cứ nhóm nào không chắc là trung thành với Diệm. Thật vậy, nhiều người không Cộng sản bị Diệm tống vào tù hơn là người Cộng sản.
...Sự chuyên chế của Diệm, sự thiên vị trơ trẽn của ông ta đối với những người Công giáo tị nạn từ ngoài Bắc vào so với phần còn lại của dân chúng, và sự bạo hành đối với mọi người không đồng quan niệm chính trị với ông ta đã tạo nên một sự liên kết chống Diệm mà ông ta rất sợ.
Theo sách Triangle of Death thì ngày 1 tháng 2 năm 1966, Lyndon B. Johnson (lúc này đã là Tổng thống Hoa Kỳ) gọi điện thoại cho Thượng nghị sĩ Eugene McCarthay, nhắc lại chuyện chính quyền tổng thống John F. Kennedy muốn tham chiến ở Việt Nam và đã cùng "bọn du côn" (phe đảo chính) để hạ sát Ngô Đình Diệm. Trong một bài đăng trên tuần san Weekly Standard ngày 29-9-2003, James Osen đã trình bày và phân tích đoạn băng này và kết luận rằng Tổng thống Kennedy phải chịu trách nhiệm về cái chết của Ngô Đình Diệm.
Thủ tướng Singapore đương thời là Lý Quang Diệu tin rằng hành động tiêu diệt những người đối lập của Ngô Đình Diệm đã góp phần khiến Việt Nam Cộng Hòa thất bại. Lý Quang Diệu nói rằng chính quyền Mỹ đã "cho phép Ngô Đình Diệm loại bỏ khỏi hệ thống chính trị tất cả những lựa chọn có thể thay thế cho ông ta". Vì điều này, Việt Nam Cộng Hòa đã mất hết nhân tài và không còn ai có đủ tài năng để đóng vai trò dẫn dắt, dẫn tới sự lụn bại và sụp đổ của chính phủ này
Sau này, trong cuộc phỏng vấn của Stanley Karnow, sử gia chuyên về chiến tranh Việt Nam, hỏi tổng thống Johnson là ông có tin rằng Diệm là "Winston Churchill (Thủ tướng Anh, góp phần thắng Đức Quốc xã tại châu Âu) của Đông Nam Á" hay không; thì Johnson đã văng tục: 
"Khốn kiếp, Diệm là thằng nhóc duy nhất mà chúng ta (Hoa Kỳ) có ở đó. (Shit! Diem is the only boy we've got out there)" 

### Tiếng Việt
- Từ triều đình Huế đến chiến khu Việt Bắc, Phạm Khắc Hoè, Nhà xuất bản Thuận Hoá 1987
- Tại sao Mỹ thua ở Việt Nam, Nguyễn Phú Đức, Nhà xuất bản Lao động 2009

### Tiếng Anh
- Sergei Blagov, Honest Mistakes: The Life and Death of Trình Minh Thế, Nova Science Publishers, Inc, Huntington, New York, 2001
- Chapman, J. M. (2013). Cauldron of resistance: Ngo Dinh Diem, the United States, and 1950s southern Vietnam. Ithaca: Cornell University Press.
- Borthwick, Mark (1998). Pacific Century: The Emergence of Modern Pacific Asia. Westview Press. ISBN 0-8133-3471-3.
- Buttinger, Joseph (1967). Vietnam: A Dragon Embattled. Praeger Publishers.
- Fall, Bernard B. (1963). The Two Viet-Nams. Praeger publishers.
- Diem, Bui (1987). In the Jaws of History. Houghton Mifflin.
- Gettleman, Marvin E. (1966). Vietnam: History, Documents, and Opinions on a Major World Crisis. Harmondsworth, Middlesex: Penguin Books.
- Jacobs, Seth (2006). Cold War Mandarin: Ngo Dinh Diem and the Origins of America's War in Vietnam, 1950–1963. Lanham, Maryland: Rowman & Littlefield. ISBN 0-7425-4447-8.
- Karnow, Stanley (1997). Vietnam: A History. New York: Penguin Books. ISBN 0-670-84218-4.
- Langguth, A. J. (2000). Our Vietnam: the war, 1954–1975. New York: Simon & Schuster. ISBN 0-684-81202-9.
- Maclear, Michael (1981). Vietnam:The Ten Thousand Day War. New York: Methuen Publishing. ISBN 0-423-00580-4.
- Moyar, Mark (2006). Triumph Forsaken: The Vietnam War, 1954–1965. New York: Cambridge University Press. ISBN 0-521-86911-0.
- Olson, James S. (1996). Where the Domino Fell. St. Martin's Press. ISBN 0-312-08431-5.
- Topmiller, Robert J. (2006). The Lotus Unleashed: The Buddhist Peace Movement in South Vietnam. University Press of Kentucky. ISBN 0-8131-2260-0.
- Tucker, Spencer C. (2000). Encyclopedia of the Vietnam War: A Political, Social and Military History. Santa Barbara, California: ABC-CLIO. ISBN 1-57607-040-9.
- Warner, Denis (1964). The Last Confucian: Vietnam, South-East Asia, and the West. Sydney: Angus and Robertson.
- J Hammer, Ellen (1954). The Struggle for Indochina. America: Stanford University Press.
- J. Duncanson, Dennis (1968). Government and Revolution in Vietnam. England: Oxford University Press.
- Nguyen Ngoc Bich (1972). An Annotated Atlas of the Republic of Viet-Nam. Washington, D.C.: Embassy of Viet-Nam.
- Choinski, Walter Frank (1965). Country Study: Republic of Vietnam. Washington, DC: The Military Assistance Institute.
- Miller, Edward (2013). Misalliance: Ngo Dinh Diem, the United States, and the Fate of South Vietnam. Harvard University Press